# الدولة الحمدانية
الدَّولَةُ الحَمَدَانِيَّةُ أو الإِمَارَةُ الحَمَدَانِيَّةُ أو دَوْلَةُ بَني حَمدَان، وتُعرفُ اختصارًا وفي الخِطاب الشعبي باسم الحَمَدَانِيُّون، هي إمارة إسلاميَّة شيعيَّة أسَّسها أبو مُحمَّد الحسن بن أبي الهيجاء الشهير بِلقب «ناصر الدولة» في مدينة الموصل بِالجزيرة الفُراتيَّة، وامتدَّت لاحقًا باتجاه حلب وسائر الشَّام الشماليَّة وأقسامٌ من جنوب الأناضول.
قامت هذه الدولة عندما ولَّى الخليفة العبَّاسي أبو الفضل جعفر المُقتدر بِالله ناصر الدولة على الموصل وأعمالها. وكان ناصرُ الدولة صاحب طُموحٍ سياسيٍّ واسع، فراح مُنذ أن تولَّى تلك المنطقة من الجزيرة الفُراتيَّة يسعى حثيثًا لِتكوين إمارة خاصَّة به، فاستعان بِالقُوَّة العسكريَّة في سبيل تحقيق رغبته وسيطر على عددٍ من بلاد شمال العراق، ثُمَّ طلب الأمان من الخليفة والاعتراف بِسُلطته على المناطق التي فتحها، فوافق الخليفة على طلبه وقلَّدهُ حُكم تلك البلاد مُقابل مبلغٍ من المال يدفعه وفق نظام الضمان. وما لبث ناصر الدولة أن عمل على تدعيم سُلطته وتقوية نُفوذه في شمال العراق، فأجرى عدَّة إصلاحات اقتصاديَّة أدَّت إلى انتعاش إمارته وزيادة ثروته وأتباعه، ثُمَّ استبدَّ بِالسُلطة واستأثر بِالمداخيل، ووقفت الخِلافة عاجزة عن التصدي له. ولمَّا استولى البُويهيُّون على الحُكم في بغداد، وتسلَّطوا على الخِلافة، أجبروا الحمدانيين على الانكماش في الموصل، ودفع الجزية لِمُعز الدولة البُويهي. أمَّا سيف الدولة، أخو ناصر الدولة، فقد غادر الموصل وتوجَّه إلى شمالي الشَّام، حيثُ انتزع مدينة حلب وضواحيها من أيدي الإخشيديين سنة 944م. وحاول سيف الدولة أن يُوسِّع مساحة دولته باتجاه الجنوب، فاستولى على حِمص، ولكنَّهُ لم يستطع انتزاع دمشق من الإخشيديين. وقد ذاعت شُهرة سيف الدولة في التاريخين العربي والإسلامي بسبب نضاله ضدَّ الروم البيزنطيين الذين كانوا قد أرهقوا قادة العبَّاسيين بِغاراتهم على شمالي الشَّام، كما تعود إلى تشجيعه الأُدباء والعُلماء، والأشعار البُطوليَّة والملحميَّة التي نُظمت في عهده.
دامت دولة الحمدانيين في الموصل وحلب 77 سنة، منها 59 سنة في حلب وحدها التي شهدت عصر الدولة الحمدانيَّة الذهبي، وذلك في عهد مؤسس الإمارة الحلبيَّة سيف الدولة، كما كان العصر الذهبي لِلدولتين الطولونيَّة والإخشيديَّة في عهد مُؤسس كُلٌ منهما: أحمد بن طولون ومُحمَّد بن طُغج الإخشيد. وورث الدولة الحمدانيَّة، بعد وفاة سيف الدولة، كُلٌ من ابنه سعد الدولة، ثُمَّ حفيده سعيد الدولة. وبعد سنة 969م خلفت الدولة الفاطميَّة في مصر الدولة الإخشيديَّة، وبسط الفاطميُّون حُكمهم على فلسطين ودمشق ولُبنان، وحاولوا أن يمُدُّوا هذا الحُكم إلى الشَّام الشماليَّة، ولكنَّ سعد الدولة وقف في وجه الجيش الفاطمي، فلم يخسر إلَّا حِمص التي انضمَّ واليها الحمداني إلى الفاطميين. ولمَّا خلف سعيد الدولة أباه سعد الدولة، أرسل الفاطميُّون جيشًا كبيرًا لِمُعاودة الكرَّة على البلاد الحمدانيَّة، فلم يكن من سعيد الدولة إلَّا أن استنجد بِالبيزنطيين الذين أرسلوا إليه قُوَّة عسكريَّة كبيرة، ولكنَّها هُزمت على يد الفاطميين الذين ضربوا الحصار على حلب مُدَّةً طويلةً دون أن تستسلم. استمرَّت الإمارة الحمدانيَّة قائمة إلى أن تُوفي سعيد الدولة سنة 1003م، فانقضَّ الفاطميُّون على حلب ودخلوها فاتحين، لِتزول بِذلك الدولة الحمدانيَّة في الشَّام، بعد أن كانت قد زالت في الموصل قبلًا وعادت إلى كنف الدولة العبَّاسيَّة الواقعة تحت الحماية البويهيَّة.

## أصل الحمدانيين

ديار ربيعة شمال غرب العراق، موطن قبيلة تغلب.

ينتسب الحمدانيُّون إلى جدِّهم أبي العبَّاس حمدان بن حمدون التغلبي، فهم من قبيلة تغلب العربيَّة العدنانيَّة، وحمدان بن حمدون هو أقدم فرد في هذه الأُسرة لهُ دورٌ تاريخيّ، فكأنَّ الأُسرة الحمدانيَّة تبدأ به. أنجب حمدان ثمانية أولاد هم: أبو إسحٰق إبراهيم، وأبو علي الحُسين، وأبو السرايا نصر، وأبو الهيجاء عبدُ الله، وأبو العلاء سعيد، وأبو سُليمان داود، وأبو الوليد سُليمان، وعليّ. اشتهر من هؤلاء الإخوة أبو الهيجاء عبد الله الذي أنجب ولدين هُما الحُسين ناصر الدولة، وهو مُؤسس فرع الأُسرة الحمدانيَّة في الموصل، وعليّ سيفُ الدولة وهو رأس الأُسرة الحمدانيَّة في حلب، أمَّا الإخوة الآخرون فلم يكن لهم إلَّا أدوارٌ ثانويَّة في تاريخ الأُسرة. كانت مساكن تغلب في الجاهليَّة هضاب نجد والحجاز وتُخوم تُهامة، ويبدو أنَّ مواطنها قد ضاقت بها بِفعل تكاثُرها، ثُمَّ أنَّ الحُرُوب الطويلة والمُتواصلة التي خاضتها القبيلة مع كُلٍ من بني بكر وبني يُربُوع من تميم وبني شيبان وبني سعد بن تميم؛ أجبرها على النُزوح شمالًا إلى المجرى الأدنى لِنهر الفُرات في ديار ربيعة، وذلك في القرن السادس الميلادي، وتمركزت القبيلة في القرن الأوَّل الهجري المُوافق لِلقرن السابع الميلادي في وسط الجزيرة الفُراتيَّة بين قرقيساء وسنجار ونصيبين والموصل شمالًا وعانة وتكريت جنوبًا، وهي منطقة خصبة تتخلَّلُها أنهار الخابور ودجلة والفُرات، كما تتميَّز بِموقعها المُتوسِّط بين الشرق والغرب، وكوَّنت جسرًا يربط طُرق المُواصلات بين الخليج العربي والبحر المُتوسِّط، ما أتاح لها أن تُشارك في الأحداث المُهمَّة في تاريخ العراق والشَّام.

شجرة السُلالة الحمدانيَّة انطلاقًا من جدِّهم حمدان بن حمدون التغلبي.

اعتنق بنو تغلب الديانة المسيحيَّة في الجاهليَّة بِفعل اتصالهم بِالروم، وظلَّ أكثرُهم على هذه الديانة بعد ظُهُور الإسلام وفتح العراق وفارس والشَّام. وبِفعل موقع منازل القبيلة، في منطقة الصراع بين القوى الكُبرى، وقف بنو تغلب إلى جانب الفُرس خِلال الفُتُوح الإسلاميَّة المُبكرة، كما حاربوا الجُيُوش الإسلاميَّة إلى جانب الروم، وحقَّق كُلٌ من خالد بن الوليد والمُثنَّى بن حارثة الشيباني انتصارًا عليهم في معارك عدَّة، وما جرى بعد ذلك من انهيار الجبهتين الفارسيَّة والبيزنطيَّة في العراق والشَّام، انعكس على وضع القبيلة التي خضعت لِلمُسلمين في عهد ثاني الخُلفاء الراشدين عُمر بن الخطَّاب، وعندما أراد أن يفرض على أفرادها الجزية أُسوةً بِغيرهم من الذين اختاروا البقاء على دينهم وعدم الدُخول في الإسلام، أخذتهُم العزَّة، وأرسلوا إلى الخليفة في المدينة المُنوَّرة يطلبون منه أن يُضعِّف عليهم الصدقة التي تؤخذ من المُسلمين في كُل سائمةٍ وأرض، ويستبدلها بِالجزية أو أن يسمح لهم بِاللحاق بِأرض الروم، فقبل أن يُضعِّف عليهم الصدقة وأن يبقوا في ديارهم ويعمروها، وصالحهم على أن لا يصبغوا (يُعمِّدوا) صبيًّا ولا يُكرهوه على المسيحيَّة إن اختار هو الإسلام بِإرادته. وناصر بنو تغلب الخليفة عليّ بن أبي طالب في بداية الأمر، غير أنَّهُم ما لبثوا أن انحازوا إلى الأُمويين، فحاربوا مع مُعاوية بن أبي سُفيان في صفِّين، ولعلَّ مرد هذا التحوُّل أنَّهم نقضوا العهد من واقع تعميدهم لِأبنائهم ما دفع الخليفة عليّ إلى تهديدهم بِالقتل والسبي. وكان كثيرٌ منهم، في خِلافة عبد الملك بن مروان، ما زالوا يُدينون بِالمسيحيَّة، وهو وضعٌ دينيٌّ خاص كان يُحتِّمُ عليهم اتخاذ مواقف مُعيَّنة لِلدفاع عن النفس.
وعندما زالت الدولة الأُمويَّة التي أيَّدها بنو تغلب وساندوها، وحازوا في ظلِّها العطف والرعاية والمناصب المُهمَّة، ضاع هؤلاء كغيرهم من القبائل في خضم الأحداث السياسيَّة والعسكريَّة الكُبرى التي تلت قيام الدولة العبَّاسيَّة، حيثُ ذاب الصراع القبلي بِفعل اعتماد العبَّاسيين على العناصر الأعجميَّة من فُرسٍ وتُركٍ وديلمٍ وفراغنةٍ وبربرٍ، ولم يعُد العُنصر العربي سوى أحد العناصر التي يتألَّف منها الجيش العبَّاسي. والواقع أنَّ الحمدانيين الذين انحدروا من بني تغلب استفادوا من تاريخ القبيلة الحافل بِالنشاط السياسي والعسكري، بِالإضافة إلى الظُروف السياسيَّة التي نشأت في العصر العبَّاسي الثاني، فعمدوا إلى إنشاء قُوَّاتٍ عسكريَّةٍ خاصَّة مكَّنتهم من تأسيس إمارتين في الموصل وحلب.

## خلفيَّة تاريخيَّة

### بُروز حمدان بن حمدون على المسرح السياسي

الجزيرة الفُراتيَّة وشمال العراق أواخر القرن التاسع الميلادي. وهي المناطق التي شهدت خِلال تلك الفترة نزاعات بين العبَّاسيين والخوارج، وبين أُمراء العبَّاسيين ووُلاتهم بعضهم ببعض.

برز الحمدانيُّون على مسرح الحياة السياسيَّة في مطلع النصف الثاني من القرن الثالث الهجري، حيثُ شارك زعيمهم حمدان بن حمدون في الأحداث السياسيَّة في الموصل التي أثارها الخوارج والوُلاة العبَّاسيُّون، وهو يطمع في الاستئثار بِالسُلطة أُسوةً بما كان يجري في ولايات الأطراف، وكان قد وحَّد عشيرته وأضحى مرهوب الجانب. كانت الحركة الخارجيَّة قد انقرضت من العراق وما جاوره في العصر العبَّاسي الثاني باستثناء فتنًا محليَّة محدودة سُرعان ما أُخمدت. وغدا مذهب الخوارج مُجرَّد فرقة من الفرق الدينيَّة ليس لها نشاطٌ ملحوظ أو انتشارٌ واسع، ومن بين هذه الفتن تلك التي قام بها مُساور بن عبد الحميد البجلي الموصلِّي، ولا يبدو أنَّ لِخُروجه علاقة بِالناحية المذهبيَّة بِقدر ما ارتبط بِالناحية الأُسريَّة، ذلك أنَّ الحُسين بن بكير، مُلتزم شركة الموصل لِبني عُمران، وأُمراء المدينة، قبضوا على ابنٍ لهُ يُدعى حوثرة، وسجنوه بِالحديثة، وكان حوثرة جميلًا فاستغلَّهُ الحُسين لِأغراضٍ دنيئة، فكتب إلى أبيه يشرح له وضعه السيِّئ، فغضب وخرج ثائرًا، فهاجم الحديثة وأطلق سراح ابنه، فتصدَّى لهُ عامل المدينة الحسن بن أيُّوب التغلبي بِجيشٍ ضخم كان حمدان بن حمدون أحد قادته، وهو صاحب النُفوذ في الموصل وما حولها من القلاع. استمرَّ الصراع حول الموصل مُحتدمًا بين مُساور الخارجي والوُلاة العبَّاسيين حتَّى مقتل مُساور في سنة 263هـ المُوافقة لِسنتيّ 876 - 877م، أثناء تصدِّيه لِجيشٍ عبَّاسي كان قد خرج لِوضع حدٍ لِثورته، حيثُ تحوَّل إلى صراعٍ بين الوُلاة العبَّاسيين في ظل تراجع قُوَّة الخوارج بِفعل الانقسام الذي حصل آنذاك في صُفوفهم. واشترك حمدان بن حمدون في الأحداث التي جرت في سنة 266هـ المُوافقة لِسنتيّ 879 - 880م مُتحالفًا مع إسحٰق بن أيُّوب التغلبي ووالي الموصل علي بن داود ضدَّ إسحٰق بن كُنداج، الذي خرج على الخِلافة بِسبب إسنادها ولاية ديار ربيعة إلى قائدٍ يُدعى «أتامش» وكان يطمع فيها، وجرى اللقاء بين الطرفين بِالقُرب من الموصل وأسفر عن انتصار ابن كُنداج الذي استولى على الموصل وديار ربيعة، وفرَّ حمدان بن حمدون إلى نيسابور. وأرسل الخليفة مبعوثون إلى الموصل لِإقرار ابن كُنداج على ولايته لِقاء 200,000 دينار يدفعها سنويًّا إلى بيت المال.

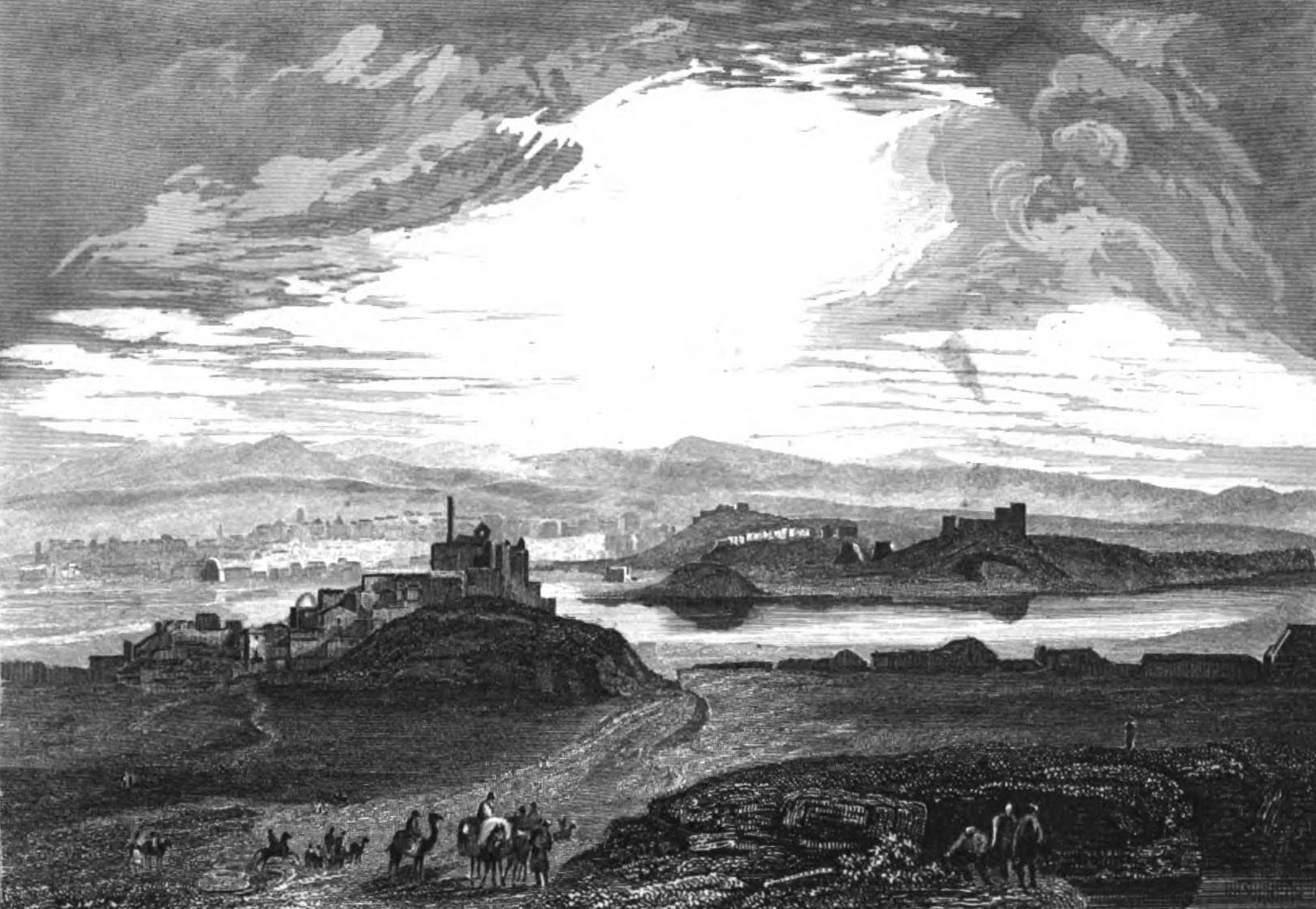
رسمٌ قديمٌ لِلمُوصل: قصبة الجزيرة الفُراتيَّة وأهم مُدُنها ومحور الصراعات التي جرت في تلك المنطقة خِلال العصر العبَّاسي الثاني.

والواقع أنَّ حمدان بن حمدون لم يكن لِيرضى أن يتولَّى غيرهُ إمارة الموصل، لِأنَّهُ يعُدَّها منطقة نُفوذٍ له، فجدَّد تحالُفه مع إسحٰق بن أيُّوب في العام التالي وانضمَّ إليهما عيسى بن الشيخ الشيباني، واصطدم الجميع بابن كُنداج، غير أنَّهم تعرَّضوا لِلهزيمة، فهربا إلى نصيبين ثُمَّ إلى آمُد، فتعقَّبهُم ابن كُنداج وهزمهم في معارك مُتفرِّقة حتَّى اضطرَّهُم إلى طلب الأمان، فمنحهم أيَّاه وأقرَّهُم على ما بِأيديهم. وكان الخوارج قد انقسموا بعد وفاة مُساور في ظل الصراع على الزعامة بين هٰرون بن عبدُ الله البجلي ومُحمَّد بن خرزاد الشهرزوري، ففاز الأوَّل وانفرد بِزعامة الخوارج بِفضل مُساندة بني تغلب له، فكثُر أتباعه وغلب على القُرى والرساتيق وجبى خِراجها. والواقع أنَّ التحالُف بين حمدان بن حمدون وهٰرون بن عبدُ الله البجلي كان متينًا واستمرَّ أعوامًا طويلةً نسبيًّا، بِالمُقارنة مع تدنِّي قيمة العُهُود والمواثيق لدى قادة ذلك العصر، لِأنَّ الارتباطات كانت تقوم على مصالح آنية تزول بِمُجرَّد زوالها. ففي سنة 272هـ المُوافقة لِسنة 885م دخلا الموصل، وصلَّى هٰرون بِجماعته في المسجد الجامع. وما حدث في سنة 279هـ المُوافقة لِسنة 892م من عُبُور بني شيبان الزاب قاصدين نينوى من أعمال الموصل، لِلإغارة عليها وعلى بلد، الواقعة شمالي الموصل على بُعد سبعة فراسخ، ما شكَّل خطرًا على وضع هٰرون بن عبدُ الله البجلي ودفعهُ إلى مُحاربتهم، فالتمس مُساعدة حمدان بن حمدون وانضمَّ إليه مُتطوِّعة أهلُ الموصل وغيرهم، وعبر الجميع إلى الجانب الشرقي وساروا إلى نهر الخابور حيثُ منازل بني شيبان، فاصطدم الطرفان واقتتلوا، فانهزمت بنو شيبان وتبعهم حمدان والخوارج، وملكوا بُيُوتهم وانهمكوا بِالنهب، فاستغلَّ الشيبانيُّون هذه الفُرصة وكرّوا عليهم وهزموهم، وقُتل كثيرٌ من أهل الموصل ومن معهم.
أمام كثرة الفتن والقتل والمشاكل في الجزيرة الفُراتيَّة، نهض الخليفة العبَّاسي أبو العبَّاس أحمد المعتضد بالله، وهو الذي اتصف بِالشدَّة والحزم حتَّى هابهُ النَّاس والقادة، وكرَّس وقتهُ في القضاء على تلك المشاكل وقمع الحركات المُعارضة وإنهاء مصادر الاضطرابات الثلاثة: القبائل البدويَّة وبِخاصَّة بني شيبان الذين كانوا يُهاجمون المُدن ويقتُلون ويسلبون، والخوارج، وبنو حمدان وعلى رأسهم حمدان بن حمدون الذي يطمع في تأسيس إمارة له. ففي 1 صفر 280هـ المُوافق فيه 22 نيسان (أبريل) 893م، خرج المُعتضد من بغداد على رأس الجيش مُيممًا وجهه شطر الجزيرة الفُراتيَّة قاصدًا بني شيبان في المكان الذي يجتمعون فيه، في الموصل وبلد، فلمَّا بلغهم خُروجه إليهم، وأدركوا عجزهم عن مُواجهته، طلبوا منه الأمان والعفو، وجمعوا لهُ الأموال وبذلوا لهُ الرهائن، فأجابهم إلى طلبهم. وجدَّد الخليفة حملتهُ في العام التالي قاصدًا حمدان بن حمدون، بعد أن بلغهُ أنَّهُ استقلَّ بِماردين ومال إلى ثائرٍ يطمع في منصب الخِلافة يُدعى «هٰرون الشاري» ودعا له، فعدَّ ذلك تآمُرًا على الخِلافة وإضعافًا لِموقفها. وقاتل الخليفة جميع القبائل العاصية من عربٍ وكُردٍ ثُمَّ سار لِقتال حمدان بن حمدون، فهرب الأخير من ماردين وتحصَّن في قلعة باسورين بِجوار الموصل، شرقيّ دجلة. ومال الخليفة إلى استعمال السياسة مع ابن حمدون وإسحٰق بن أيُّوب التغلبي، فأرسل كتابًا إلى كُلٍ منهُما يطلب منهما الاستسلام، فرفض الأوَّل في حين وافق الثاني. أدرك الخليفة عندئذٍ أنَّ حمدان بن حمدون يرغب في اقتطاع جُزءٍ هام من أملاك الخِلافة لِيستقل به ما يُشكِّلُ خطرًا مُباشرًا على وضع الدولة العبَّاسيَّة، نظرًا لِقُرب منطقة الجزيرة الفُراتيَّة من بغداد، لِذلك لا يُمكن السماح لهُ بِتحقيق رغبته، فحشد الجيش وعيَّن عليه خيرة قادته، وأمرهم بِمُطاردته والقبض عليه. هرب حمدان بن حمدون من قلعته سالِفة الذكر وعبر إلى ديار ربيعة، والتجأ إلى خيمة حليفه القديم إسحٰق بن أيُّوب مُستجيرًا به، فأجارهُ هذا بدايةً، إلَّا أنَّهُ نكث بِعهده وسلَّمهُ إلى الخليفة الذي زجَّ به في السجن، وطارد أنصاره وأقربائه وغلمانه من العرب والكُرد على حدٍ سواء، وألقى القبض عليهم أجمعين، مُنهيًا بِذلك عصيان ابن حمدون على الخِلافة.

### الحُسين بن حمدان
بعد القضاء على عصيان حمدان بن حمدون، ظلَّ هٰرون الشاري الخارجي وحدهُ في ميدان المُواجهة مع الخِلافة في الجزيرة الفُراتيَّة، وكان قويّ الشخصيَّة، واشتهر بِقُوَّة إيمانه وصلابة عقيدته، فلم يهتز عندما أرسل لهُ نصر القشوري والي الموصل كتابًا يُهدِّده ويتوعَّدهُ بِقُرب وُصُول الخليفة، وأجاب بِكتابٍ تضمَّن ردًا عنيفًا أثار غضب الخليفة، ولمَّا كان هٰرون يُشكِّلُ خطرًا جديًّا على الخِلافة في الجزيرة الفُراتيَّة، كان الفضاءُ التَّام عليه ضرورةً سياسيَّة وعسكريَّة، لِذلك خرج الخليفة بِنفسه في سنة 283هـ المُوافقة لِسنة 896م لِلقضاء عليه، غير أنَّهُ وقف عاجزًا أمامه، فعمد عندئذٍ إلى تكليف الحُسين بن حمدان بن حمدون بِحربه، ويبدو أنَّهُ استهدف استقطاب الأُسرة الحمدانيَّة واتخاذها حاجزًا يقيه الهجمات القادمة من الشمال، ووضع حدا لِتحالُفها مع هٰرون لِإضعافه. انتهز الحُسين وضع الخليفة الحرج وشدَّة رغبته في القضاء على هٰرون الشاري، ووافق على القيام بِهذه المُهمَّة مدفوعًا بِعاملين: حُبِّه لِأبيه ورغبته في تحريره، وطُمُوحه في أن يكون لهُ شأن لدى الخليفة، بِدليل أنَّهُ طلب منه، إن هو نجح في القبض على هٰرون وسلَّمه أيَّاه، أن يُطلق سراح والده ويرفع الإتاوة عن بني تغلب وإثبات خمسُمائة فارس من قومه ينضمُّون إليه. وافق الخليفة على هذا الطلب وقال له: «لَكَ ذَلِك، فَامضِ». اختار الحُسين بن حمدان ثلاثُمائة فارس ثُمَّ انطلق في أثر هٰرون يتعقَّبه من مكانٍ إلى آخر حتَّى قبض عليه وأتى به أسيرًا إلى الخليفة المُعتضد الذي سُرَّ من تخلُّصه من عدُوٍّ خطير، فخلع على الحُسين خلعًا شرَّفه بها وطوَّقهُ بِطوقٍ من ذهب، وأطلق سراح حمدان بن حمدون وأزال الأتاوة عن بني تغلب وأثبت خُمسُمائة فارسٍ منهم ينضمُّون إليه، وأمر بِصلب هٰرون بعد أن شهَّر به.
| قد تقدَّمت كُتُبي إلى الوزير أعزَّهُ الله في خبر القُرمُطيّ وأشياعُه... فلمَّا رأى بعضُنا بعضًا حمل الكردوس الذي كان في ميسرتهم ضربًا بِالسياط، فقصد الحُسين بن حمدان، وهو في جناح الميمنة، فاستقبلهم الحُسين - بارك الله عليه وأحسن جزاءُه - بِوجهه وبِموضعه من سائر أصحابه بِرماحهم، فكسروها في صُدُورهم، فانفلُّوا عنهم، وعاود القرامطةُ الحمل عليهم، فأخذوا السُيُوف، واعترضوا ضربًا لِلوُجوه، فصُرع من الكُفَّار الفجرة ستُمائة فارس في أوَّل وقعة، وأخذ أصحابُ الحُسين خمسُمائة فرس وأربعمائة طوق فضَّة، وولُّوا مُدبرين مغلولين، واتَّبعهم الحُسين، فرجعوا عليه، فلم يزالوا حملةً وحملة، وفي خِلال ذلك يصرع منهم الجماعة بعد الجماعة؛ حتَّى أفناهم الله ، فلم يفلت منهم إلَّا أقل من مائتيّ رجل. |
| —مُحمَّد بن سُليمان الكاتب |

أمضى الحُسين بن حمدان فترةً طويلةً من حياته في خدمة الخِلافة العبَّاسيَّة، ففي سنة 283هـ المُوافقة لِسنة 896م، خرج على الخِلافة أخوان من بني دُلف العُجيليين في إقيلم الجبال، هُما بكر وعُمر ابنا عبد العزيز بن أبي دُلف العجلي، فتمكَّن الخليفة بِمُساعدة الحُسين بن حمدان من إخضاع عُمر ومُلاحقة بكر حتَّى أصفهان وهزيمته وإخضاعة. وأدَّى الحُسين بن حمدان دورًا كبيرًا في القضاء على يحيى بن زكرويه القُرمُطي، المعروف بِصاحب الشَّامة، الذي كان قد اجتاح الشَّام في سنة 290هـ المُوافقة لِسنة 903م، وعاث فيها فسادًا وتخريبًا. فقد أرسل الخليفة أبو أحمد علي المُكتفي بِالله جيشًا بِقيادة مُحمَّد بن سُليمان الكاتب وضمَّ إليه بعض القادة الكِبار أمثال الحُسين بن حمدان لِتحرير الشَّام واستئصال القرامطة منها، فالتقى الطرفان في مكانٍ قريبٍ من حماة، وجرت بينهُما رحة معركةٍ طاحنة في 6 مُحرَّم 291هـ المُوافق فيه 29 تشرين الثاني (نوڤمبر) 903م أسفرت عن انتصار الجيش العبَّاسي، وأُسر صاحب الشَّامة وسيق إلى بغداد حيثُ شُنق مع أصحابه. وأبلى الحُسين بن حمدان بلاءً حسنًا في هذا القِتال بحيثُ أنَّ مُحمَّدًا بن سُليمان الكاتب، القائد الأعلى لِلجيش، أشاد بِدوره في الكتاب الذي أرسله بعد الانتصار إلى الوزير. وعندما عاد الجيش إلى بغداد خلع الخليفة المُكتفي على قادته ومن بينهم الحُسين بن حمدان، فطُوِّقوا وسُوِّروا وصُرفوا إلى منازلهم.
لكن على الرُغم من هذا الانتصار، استمرَّت الحركة القُرمُطيَّة ناشطة، إذ ظهر قائدٌ قُرمُطيٌّ آخر بعد مقتل صاحب الشَّامة هو أبو غانم عبد الله بن سعيد، وهاجم مع جماعة من القرامطة الشَّام واستولوا على أجزاءٍ واسعةٍ من أراضيها، فأرسل الخليفة الحُسين بن حمدان على رأس قُوَّة عسكريَّة لِلتصدِّي لهم، فالتقى بهم قُرب دمشق وأجبرهم على الفرار، وطاردهم حتَّى هيت على الفُرات وأجبرهم على الفرار مُجددًا، وعندما شعروا باقتراب الجيش العبَّاسي، ثار فريقٌ منهم على عبد الله بن سعيد وقتلوه، وأرسلوا رأسه إلى بغداد واستقرُّوا في عين التمر، فعفا الخليفة عنهم. واستمرَّ فريقٌ آخر على موقفه المُعادي لِلخلافة العبَّاسيَّة، فكلَّف الخليفة الحُسين بن حمدان بِمطاردة هؤلاء المُعاندين واجتثاث أصلهم، فتعقَّبهم وشتَّتهم وقتل بعضهم، وأرسل منهم مجموعةً من الأسرى إلى بغداد.

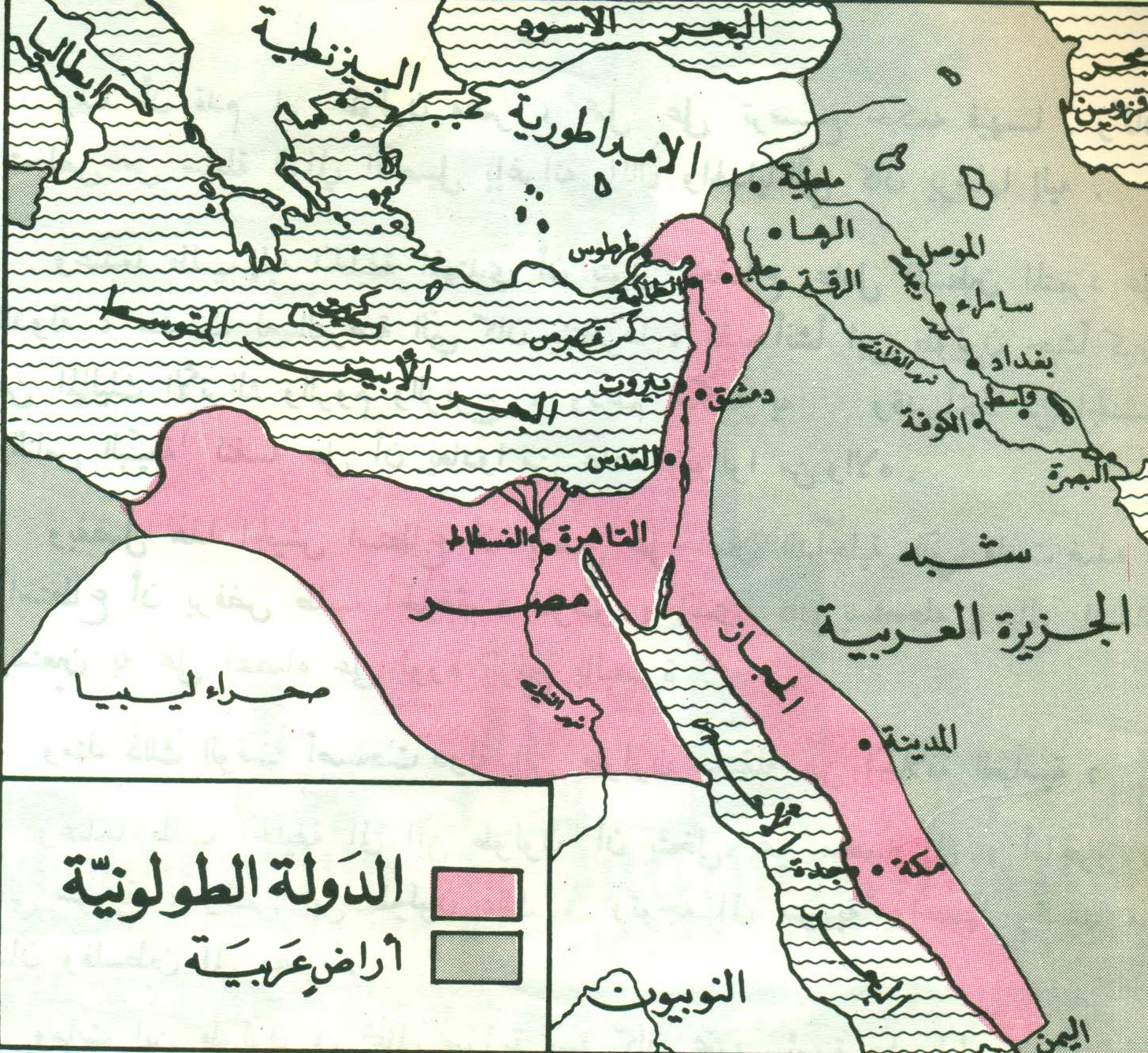
الدولة الطولونيَّة (بالوردي) وما جاورها من أراضٍ عبَّاسيَّة (بالرمادي). ساهم الحُسين بن حمدان بِإسقاطها وإعادة مصر إلى حظيرة الدولة العبَّاسيَّة.

استمرَّ الحُسين بن حمدان في خدمة الخِلافة العبَّاسيَّة، يُكلِّفه الخليفة بِمُهمَّاتٍ عسكريَّةٍ لِلقضاء على المُعارضين والثائرين، وقد أسند إليه في سنة 292هـ المُوافقة لِسنة 904م مُهمَّةً أُخرى هي حرب الطولونيين والقضاء عليهم وإعادة مصر إلى حظيرة الدولة العبَّاسيَّة. شارك الحُسين بن حمدان في الجيش الذي قاده مُحمَّد بن سُليمان الكاتب لِلقضاء على الطولونيين، وكان معهُ ثلاثة قادة آخرين من بني حمدان هم: داود بن حمدان المُلقَّب بِالمُزرفن، وسُليمان بن حمدان المُلقَّب بِالحرون، ومُحمَّد بن الغمر بن حمدون. ولمَّا تحقق النصر لِلجيش العبَّاسي وسقطت الدولة الطولونيَّة، عرض الخليفة ولاية مصر على الحُسين بن حمدان، فرفض العرض كونه لم يكن يُريد الابتعاد عن مركز الخِلافة لِيُحافظ على نُفوذه ومركزه، وكان يطمح في أن يولِّيه الخليفة الموصل وديار ربيعة، وهي بلاد آبائه وأجداده. اتسع نشاط الحُسين بن حمدان في السنوات الأخيرة من حياة الخليفة المُكتفي، الذي أقدم في شهر مُحرَّم سنة 293هـ المُوافق فيه شهر تشرين الثاني (نوڤمبر) 905م على تعيين أخ الحُسين أبا الهيجاء عبد الله بن حمدان على الموصل، وما لبث هذا الخليفة أن تُوفي في 12 ذي القعدة 295هـ المُوافق فيه 13 آب (أغسطس) 908م، وبعد وفاته رشَّح القادة التُرك والوزير العبَّاس بن الحسن أبو الفضل جعفر بن المُعتضد لِيكون خليفة المُسلمين، فيما رشَّح القادة العرب وعلى رأسهم الحُسين بن حمدان ومُحمَّد بن داود بن الجرَّاح صاحب الديوان، عبدُ الله بن مُحمَّد المعتز بالله لِتولِّي الخِلافة. وحاول الحُسين بن حمدان أن يقوم بانقلابٍ عسكريٍّ على أبو الفضل جعفر بن المُعتضد (الذي لُقِّب بِالمُقتدر بِالله) بعد أن تمَّ تنصيبه، فذهب في اليوم التالي لِتنصيبه إلى دار الخِلافة على رأس قُوَّة عسكريَّة لِيقبض على المُقتدر، غير أنَّهُ جوبه بِمُقاومةٍ عنيفةٍ من جانب الحرس، فهرب وتوجَّه إلى الموصل لِيحتمي بِأخيه أبي الهيجاء عبد الله. واضطرَّ أبو الهيجاء أن يُقاتل أخيه ويقبض عليه بناءً على أمر الخليفة، فرأي الحُسين بن حمدان أن يتفاهم مع الخليفة، فأرسل أخاه إبراهيم إلى الوزير ابن الفُرات لِيتوسَّط له، فأقنع الأخير الخليفة بِالعفو عن الحُسين بن حمدان، ويبدو أنَّ لِذلك علاقة باستفحال أمر الصفَّاريُّون في فارس وسجستان وخُراسان، إذ لم يكن في دار الخِلافة قائد على مُستوى الحُسين بن حمدان يتصدَّى لِخُروجهم، فولَّاه الخليفة أعمال الحرب في قُم وقاشان.

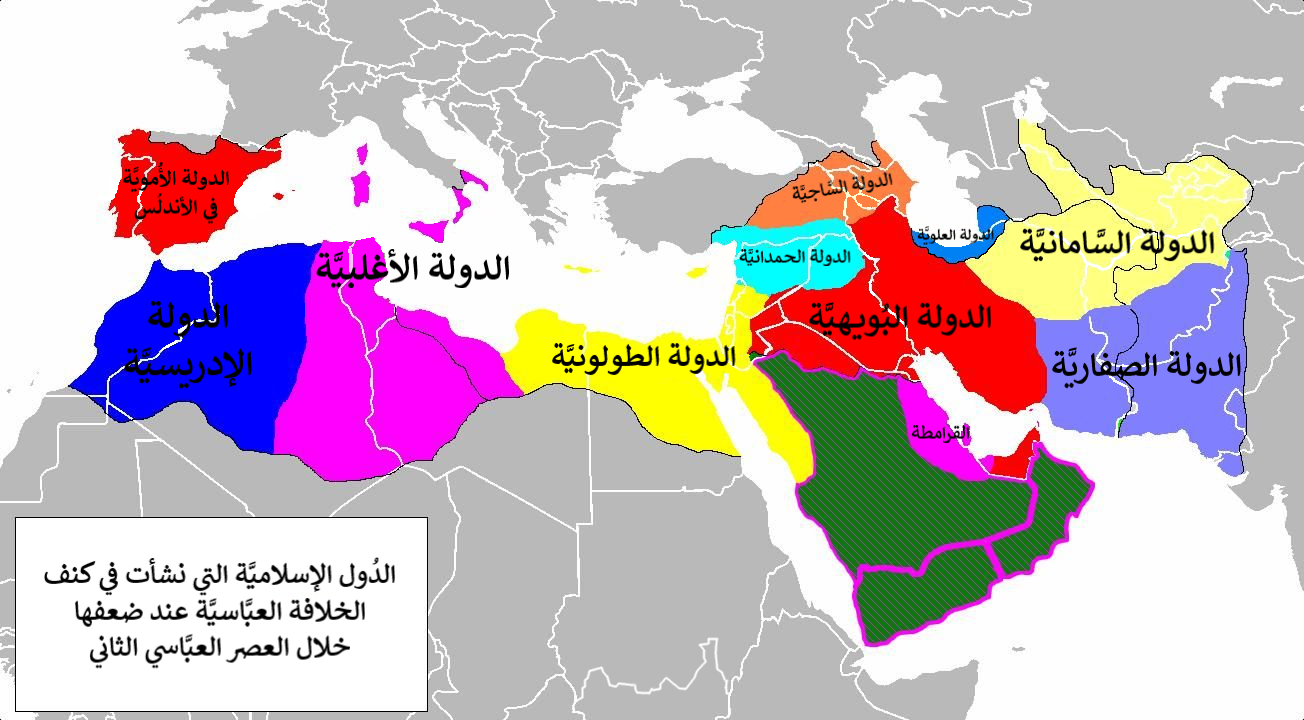
الدُّول الإسلاميَّة المُتعددة التي نشأت بعد ضعف الدولة العبَّاسيَّة والتي عاصرها الحُسين بن حمدان.

وفي سنة 298هـ المُوافقة لِسنتيّ 910 - 911م، عاد الحُسين بن حمدان إلى بغداد، فاستقبلهُ الخليفة وأكرمهُ وعيَّنهُ واليًا على ديار ربيعة وجعلهُ في منصب الشريك مع أخيه أبي الهيجاء الذي كان يتولَّى الموصل وأعمالها، في سبيل صد غارات الروم والأرمن على ديار الإسلام. وما حدث بعد ذلك من عزل الخليفة لِأبي الهيجاء ثُمَّ مُحاولته ضرب الأخوين الحمدانيين ببعضهما البعض لِلحيلولة دون مُحاولتهما الاستقلال، دفع الحُسين بن حمدان إلى إعلان الثورة على الخِلافة سنة 303هـ المُوافقة لِسنة 914م، مُستغلًا انهماك الخليفة بِالتصدي لِلغزو الفاطمي لِمصر ومُتذرعًا بِعدم وفاء الوزير بِضمانات كان قد ضمنها له. فأرسل الخليفة جيشًا كبيرًا إلى ديار ربيعة هزم الحُسين بن حمدان وأجبره على الهرب حتَّى أرمينية، ثُمَّ طارده حتَّى قبض عليه مع أهله وأكثر أنصاره في 15 شعبان 303هـ المُوافق فيه 23 شُباط (فبراير) 916م. وسيق الحُسين بن حمدان إلى بغداد وسُجن بعد أن شُهِّر به، وقبض الخليفة على أخويه أبي الهيجاء عبد الله وإبراهيم وباقي الأُسرة الحمدانيَّة وسجنهم، إلَّا أنَّهُ ما لبث أن عفا عنهم في سنة 305هـ المُوافقة لِسنة 917م، فأخرجهم من السجن وخلع عليهم، باستثناء الحُسين لِشدَّة خوفه منه وحقده عليه، ثُمَّ أمر بِإعدامه في شهر جُمادى الأولى سنة 306هـ المُوافق فيه شهر تشرين الأوَّل (أكتوبر) سنة 918م، بعد أن وصلتهُ أخبارٌ مُؤكَّدة تُفيد بأنَّهُ تآمر مع الوزير ابن الفُرات من خلف قُضبان السجن على التخلُّص من الخليفة. وعلى هذا الشكل كانت نهاية الحُسين بن حمدان.

## التاريخ

### إمارة الموصل
يَرجع تاريخ قيِام إمارة الموصل الحَمدانية إلى سنة 293 هـ، حيث تَولى أبو الهيجاء عبد الله بن حمدان إماِرة الموصل إلا أن بعض المورخين لايعتبرون أبا الهيجاء عبد الله بن حمدان مؤسساً للدولة الحمدانية لأن أبا الهيجاء لم يسَتقر في الموصل فما استطاعَ أن يُرسي قواعد دولته كما وقد عزَلته الخلافة العباسية عدة مرات وولته حكم بعض المناطق الأخرى كذلك لم تتوفر له الظروف والإمكانيات لكي يعلن استقلاله، قُتَل أبو الهيجاء عبد الله بن حمدان سنة 317هـ أثناء الفتنة التي قامت لخلع الخليفة العباسي المقتدر.

#### قيام الإمارة الحمدانيَّة في الموصل
في سنة 317هـ ولَّى الخليفة العبَّاسي أبو الفضل جعفر المُقتدر بالله الحسن بن عبد الله بن حمدان (ناصرُ الدولة) على الموصِل والمناطِق الأخرى التي كاَن يحكمُها والده الذي توّفي أثناء الفتنة التي قامت لخلعِ الخليفة العباسي المقتدر، يُمكن اعتبار هذا التاريخ تاريخاً لبدايَة وتأسيس الدولة الحمدانية، كان للحسن بن عبد الله  (ناصرُ الدولة) طُموحٍ سياسي، إلا أن الحسن لم يكد أن يَستقر في ولايتِه حتى ثارت عليه الفتن مثل فتنة ابن مطر الذي وقع أسيراً بعد معركة ضارية بينه وبين الحسن بن عبد الله (ناصرُ الدولة)، بعدما استقر ناصر الدولة في الموصل عمل على تدعيم مركزه هناك، قام ناصر الدولة بإصلاحاِت زراعية التي كان هدفها زيادة الثروة، كان لهذه الإصلاحات الأثر الكبير في ارتفاع دخل الموصل فزادت ثروته وكثر أتباعُه، بسَط ناصر الدولة سُلطته على جَميع أرجاء ديار بكر وديار ربيعة وأجبر الخليفة العباسي الراضي على الإعتراف بسلطتِه على تلكَ المناطق، استبد ناصر الدولة بالسلطةِ ولم يكن يهتم بالخلافة العباسية، الذي خلق عدة نزاعات مَع الخلافة العباسية أثناء حكم الخليفة العباسي الراضي.

#### الصراع مع البيزنطيين على أرمينية

الممالك والإمارات الأرمنيَّة المُجاورة لِلدولة الحمدانيَّة والخِلافة العبَّاسيَّة. حمل عليها سيف الدولة الحمداني عدَّة حملات في مُحاولةٍ لِإعادتها إلى ديار الإسلام.

خِلال تلك المرحلة من العصر العبَّاسي الثاني التي شهدد تفكُّك أوصال الدولة العبَّاسيَّة وضعفها، بدأت مرحلة عُرفت بِـ«اليقظة البيزنطيَّة»، وهي المرحلة التي حكمت خِلالها الأُسرة المقدونيَّة الإمبراطوريَّة البيزنطيَّة (253 - 449هـ \ 867 - 1057م)، وشهدت تلك المرحلة هُجوم البيزنطيين على الحُصُون الإسلاميَّة الواقعة على الفُرات مثل ملطيَّة والرها وانتزاع أرمينية من المُسلمين بعد حوالي قرنين ونصف من الفتح الإسلامي لها. وظهر في تلك الفترة أيضًا سيف الدولة الحمداني، شقيق ناصر الدولة، الذي أخذ على عاتقه مُواجهة البيزنطيين والدفاع عن حُدود الدولة العبَّاسيَّة وديار الإسلام، فانطلق مدفوعًا بِعاطفته الدينيَّة لِحربهم ومنعهم من التقدُّم أكثر في بلاد المُسلمين، وحمل راية الجهاد لاسترجاع الأراضي التي استولى عليها الروم في الجزيرة الفُراتيَّة وأرمينية، وذلك بِالنيابة عن أخيه. قام سيفُ الدولة بِأولى غزواته في سنة 312هـ المُوافقة لِسنة 924م، وهو في الحادية والعشرين من عُمره، حين خرج لِصد الدمستق يُوحنَّا كوركواس عن آمد وسُميساط، غير أنَّهُ فشل في مُهمَّته، ودخل الدمستق سُميساط، ونصب خيمته في مسجدها الكبير، وقرع النصارى النواقيس وسبوا وانقلبوا عائدين، فطاردهم المُسلمون واستردُّوا بعض الغنائم وأسروا نسيب الإمبراطور البيزنطي وأرسلوه إلى بغداد. وبِتاريخ 26 ذي القعدة 326هـ المُوافق فيه 24 أيلول (سپتمبر) 938م، خرج سيف الدولة إلى حصن زياد بِأرض أرمينية بين آمد وملطيَّة، فأقام عليه تسعة أيَّام حتَّى شارف على فتحه، لولا أن هاجمه يُوحنَّا كوركواس على رأس جيشٍ كثيف، فاضطرَّ سيف الدولة إلى الانسحاب، تحت ضغط القتال، إلى سُميساط، فطاردتهُ القُوَّات الروميَّة، ففرَّ إلى ضيعةٍ تُعرف بِـ«المُقدَّميَّة» حيثُ أعاد تنظيم قُوَّاته واستعدَّ لِجولةٍ أُخرى مع البيزنطيين، ثُمَّ انتقل إلى مكانٍ مُلائمٍ لِلقتال بين حصنيّ زياد وسلام في أرمينية، وجرى اللقاء بينه وبين يُوحنَّا كوركواس في هذا المكان وأسفر عن انتصارٍ واضحٍ لِلمُسلمين، ووقع سبعون قائدًا أسرى في يد سيف الدولة، الذي استولى أيضًا على سرير الدمستق وكُرسيه. وفي سنة 328هـ المُوافقة لِما بين سنتيّ 939 - 940م، خرج سيف الدولة غازيًا أرمينية، فنزل ملاذكرد يُريدُ قاليقلا من نواحي خلاط، وكان الروم قد بنوا بِجوارها مدينة سمُّوها «هفجيج»، فلمَّا علموا بِمسيره أحرقوها وغادروا المنطقة، فعاد سيفُ الدولة إلى أرزن، ومكث فيها حتَّى انحسار الثلج، ثُمَّ خرج إلى خلاط وتوغَّل فيما وراءها، واضطرَّ كُلٌ من ملك أرمينية آباص الأوَّل وخُرذان ملك الكرج إلى الاعتراف بِسيادته، ثُمَّ اجتاز الأراضي التي خضعت له، وظهر في بلاد الأرمن البيزنطيَّة، فهاجم موش، من ناحية خلاط، فخرَّبها، وهدم قلاعًا منيعة، ووطئ أماكن لم يطأها أحد من المُسلمين قبله؛ ما أثار الإمبراطور البيزنطي، فكتب إليه مُتوعدًا ومُنذرًا، فردَّ عليه سيف الدولة بِمُهاجمة قلونية في آسيا الصُغرى، فأحرق ربضها واستولى على ما في ضياعها، وكتب إلى الإمبراطور من هُناك ما أفزعه، فأرسل جيشًا لِصدِّه ولكنَّهُ تعرَّض لِلهزيمة، وبدا أنَّ سيف الدولة سوف يُسيطر على كامل أرمينية ويُعيدُها إلى حظيرة الخِلافة الإسلاميَّة، غير أنَّ ما حدث من نزاعاتٍ داخليَّةٍ في عاصمة الخِلافة والصراع بين العبَّاسيين والإخشيديين في الشَّام منعهُ من المضيّ في غزواته، فعاد كي يستأنف التدخُّل في أوضاع الخِلافة في بغداد، ما أعطى الفُرصة لِبيزنطة لِمُهاجمة الأراضي الإسلاميَّة، فاقتربت قُوَّاتُها في سنة 330هـ المُوافقة لِسنتيّ 941 - 942م من حلب، فنهبت وخرَّبت وسبت نحو خمسة عشر ألف نسمة من حمشوش.

#### العلاقة مع العبَّاسيين

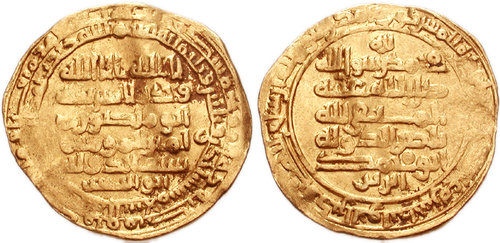
دينار إسلامي ذهبي طبع عليه لقب الحسن بن حمدان «ناصر الدولة» ولقب علي بن حمدان «سيف الدولة».

كانَت علاقة الحمدانيون مَع الخلافة العباسية تمتاز بالجذب والشد، خاصةً في فترِة الخليفة العباسي الراضي، فقد كان ناصر الدولة يَستُبد بالسلطةِ في الموصِل ويستأثر بأموالها لنفسه ولا يكترث بِالخلافة في بغداد، حتى أن الخلفية العباسي الراضي جهز جيشًا لاستعادة الموصل بقيادة الوزير ابن مقلة وما أن وصَل الوزير وجيشه إلى الموصل حتى رَحل ناصر الدولة عنها، واستطاع الوزير أن يجمع أربعمائة ألف دينار من المدينة. لما طال بقاء ابن مقلة في الموصِل استطاع بعض مناصري الحمدانيون أن يقنعوا ابن الوزير ابن مقلة بمراسلِة أباه وإخباره بضرورة العَودة إلى بغداد مدعيًا أن أمورًا خطيرةً قد تحدث في عاصمة الخِلافة. عَاد الوزير ابن مقلة إلى بغداد وخلف نائبًا له على الموصِل كذلك عاد ناصر الدولة إلى الموصِل واستطاع هزم وطرد نائب الوزير منها، بعدها راسل ناصر الدولة الخليفَة الراضي واعتذر له فقبَل الخليفة اعتذاره شرط أن يدفع خمسمائة درهم. مرة أخرى امتنع ناصر الدولة عن تسديد الأموال إلى الخلافة التي كانت بأمس الحاجة إلى المال كون خزينة الدولة العباسية كانت فارغة في ذلك الوقت، لذلك اتفق الخليفة العباسي الراضي مع بجكم التركي أمير الأمراء على مهاجمة ناصر الدولة وانتزاع أمواله بالقوة. بالفعل استطاع بجكم الانتصار على ناصر الدولة وحكم الموصل، فأرسل بجكم كتاب إلى الخليفة يبشره بدخول الموصل فسارَ الخليفة إليها بنفسه. أثناء فترة غياب الخليفة العباسي الراضي حدثت فتنة في بغداد بقيادة ابن رائق، أما ناصر الدولة فقد أرسل إلى بجكم كتابًا يعاهده فيها بدفع الأموال المستحقة إلى الخلافة في بغداد. رفض الخليفة الراضي في البداية التوقيع على المعاهدِة لكن بعد ضغط مستمر من قَبل بجكم اقتنع بالتوقيع عليها، وفي الواقع كان بجكم يرُيد الصلح مع الحمدانيين لكي يستطيع التفرغ لمنافسه في بغداد ابن رائق. أثناء ذلك أرسل ابن رائق رسائل إلى الخلفية الراضي الذي كان ما يزال متواجدًا في الموصل واتفق الطرفان على أن يخرج ابن رائق من بغداد ويتولى ديار مضر، وبالفعل خرجَ ابن رائق من بغداد وعاد الخليفة الراضي وبجكم لها وكذلك عاد ناصر الدولة إلى الموصلِ ليستعيد سلطته ويعيد تنظيم أمور دولته. أما في عصر الخليفة العباسي المتقي لله تحسنت العلاقات مع الحمدانيون فقد ولَّى الخليفة العباسي المتقي ناصر الدولة إمرة الأمراء ولقبه المتقي بلقبه الشهير «ناصر الدولة» ولقب أخاه علي «سيف الدولة» وأمر أن ينقش إسميهما على الدنانير والدراهم. 
| نظرت فإذا الدنيا لا تفي برزق جند بجكم ومؤونتي وإن هذه المستخلصة التي في يدي أحتاج أن أتمم فيها مال أصحابه فقلت نسير إلى الموصل وهي الناحية العامرة، وأكثرها ضياع آل حمدان فأقبضها كلها وأنفرد بأولئك وأجعلها لبجكم وأصحابه وهي كافية وفاضلة عنهم ويخلص لي مال ضياعي فأوسع على الناس منه وأعطي من حرمت وأجعل في بيت المال شيئًا يرجع الناس إليه. |
| —الخليفة العباسي الراضي |

استطاع الحمدانيون من خلالِ منصب أمير الأمراء حكم أغلب مناطق العراق وعملوا على صد الهجومات عنه منها هجمات البريديين على بغداد وكذلك عمل الحمدانيون على تثبيت مركزههم في بغداد. وصلت العلاقة ذروتها بين الحمدانيون والخلافة العباسية حين تزوج ابن الخليفة المتقي بابنة ناصر الدولة وكانت هذه المصاهرة تدعيمًا لمركز الحمدانيون. لكن سرعان ما ساءت تلك العلاقة بين الطرفين مجددًا بسسب استئثار ناصر الدولة بالسلطة وتضييقه الأموال على الخليفةِ، فتجمعت كل الظروف السيئة في آن واحد الأمر الذي دعا ناصر الدولة إلى مغادرة بغداد والرجوع إلى الموصل. وفي تلك الفترة قام توزون التركي بتمرد ضد الخليفة العباسي المتقي لله مما دعى الخليفة إلى طلب مساعدة ناصر الدولة فأرسل جيشًا إلى تكريت بقيادته لكنه هزم مرتين، بعدها تصالح الحمدانيون والخليفة العباسي مع توزون وعاد الخليفة المتقي لله إلى بغداد مرةً أخرى.

#### العلاقة مع البُويهيين
بعد وصِول البويهيين للسلطةِ في بغداد، حيثُ أصبح أحمَد بن بويه (مُعز الدولة) أميرًا للأُمِراء سَنة 334هـ الموافق 945م، بَعد استئثار معز الدولة بِالسُلطة في بغداد وتضييقه على الخليفة العباسي المُطيع، جهز ناصر الدولة جيشًا لاستعادة بغداد من الحكم البويهي وتقابل الجيشان في عكبرا، على أنَّهُ تمَّ الصُلح بين الحمدانيين والبويهيين وكانت بنود الاتفاق تعترف بسلطة ناصر الدولة على البلاد المُمتدَّة من تكريت وإلى الشام. لم يكن تُرك جيش ناصر الدولة يعلمون بِالصلح بينه وبيَن معز الدولة فلما علموا ثاروا عليه وجهزوا لقتال ناصر الدولة فطلب الأخير المُساعدة من معز الدولة وبالفعل أرسل معز الدولة جيشاً إلى الموصل بقيادة وزيره الصميري، الذي استطاع وجيشه هزم التُرك في تلك المعركة. في سنة 237هـ، لم يدفع ناصر الدولة الأموال للبويهيون لذا جهز البويهيون جيشًا لاستعادة الموصل من الحمدانيين الذين تنحوا عن المدينة إلى نصيبين، فدخل البويهيون الموصل وعزم معز الدولة على نزع الأراضي الباقية من حكم الحمدانيين، على أن هؤلاء صالحوا البويهيين شرط أن يلتزم ناصر الدولة بدفع الضمان عن الموصل والشَّام كل سنة ثمانية ملايين درهم. بعد هذا الصلح عاد البويهيون إلى بغداد وسكنت الحرب بين الطرفين لفترة من الزمن. لكن ما دام هذا السكون طويلاً حتى أشعلت الحرب سنة 346هـ مرةً أخرى لنفس السبب وهو تأخر الحمدانيون عن دفع الضمان إلى البويهيون، فغضب معز الدولة وصمم على المسير إلى الموصل مُجددًا، وما أن وصل إليها حتى تركها ناصر الدولة إلى نصييبن وبعد معارك عدة خاضها ناصر الدولة مع معز الدولة تَّم الصلح بتوسط من سيف الدولة، فعاد بعد ذلك الصُلح معز الدولة إلى بغداد وكذلك عاد ناصر الدولة إلى الموصل بعد أن قدَّم أخوه سيف الدولة ضمانًا إلى معز الدولة.

#### سجن ناصر الدولة والتنازُع الأُسري بعد وفاته

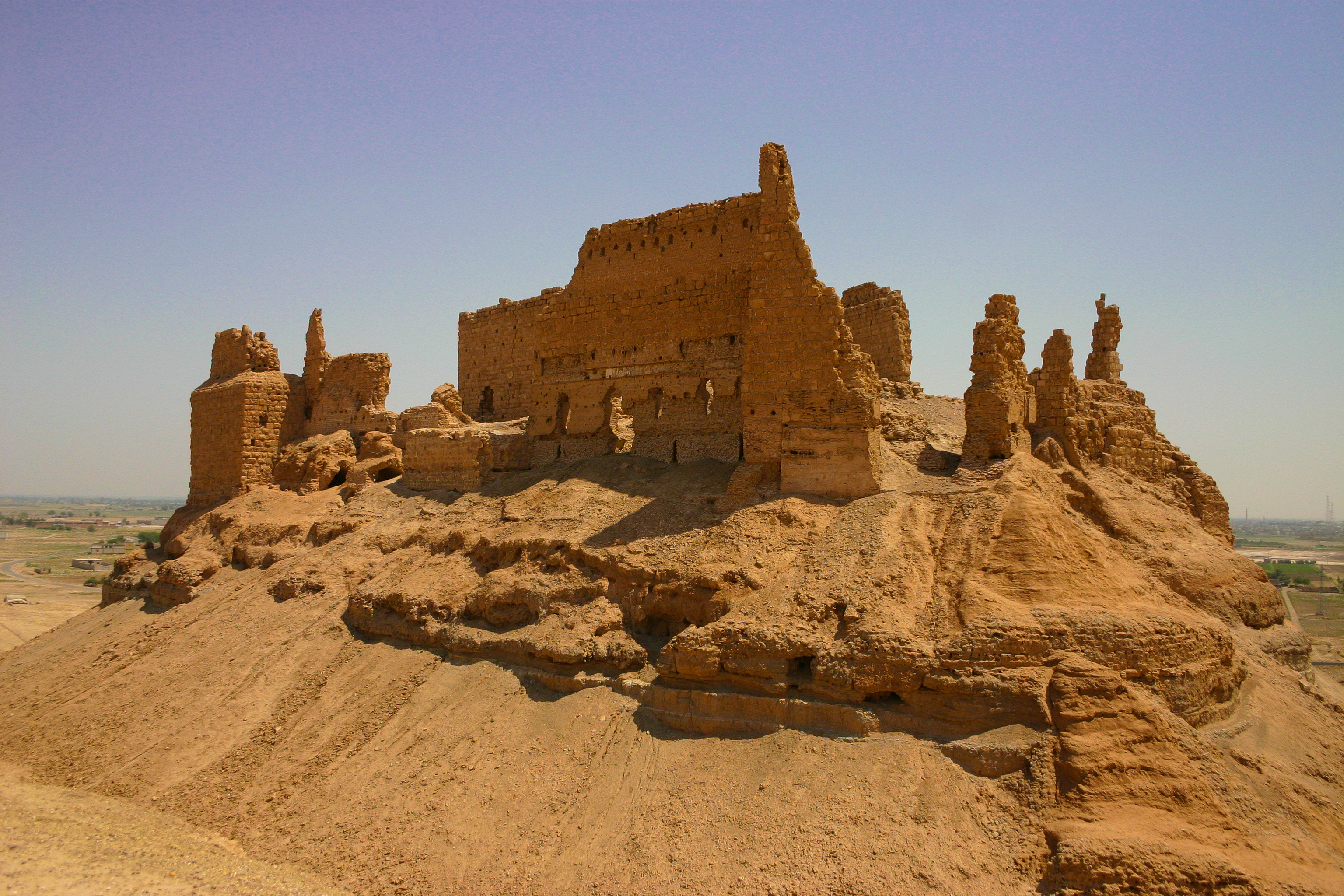
أثار قلعة الرحبة التي تنازع على ملكيتها أبو تغلب بن ناصر الدولة وأخيه حمدان بن ناصر الدولة.

أرَاد أولاد ناصر الدولة التَقدم إلى بغداد وانتزاعها من البويهيين إلا أنَّ ناصر الدولة لم يوافق على ذلِك ناصحًا إياهم بالتريثِ والترويِ، فغضب أبُو تغلب على أبَيه ناصر الدولة وسَجنه، فغَضب حمدان بن نَاصر الدولة على أخيهِ أبو تغلب بسبب فعلته مَع أبيهما، بَعث حمدان إلى أخيِه يَستنُكر عليهِ ما فَعلّ ويُطالبه بإطلاِق سراح والدهِ، هكذا أنقَسم البيت الحَمدانيّ إلى فريقين أحدهما مؤيّد لأبي تغلب والأخر مؤيّد لحمدان، فِي تِلكَ الأثناء اتصل أبو تغلب بِعز الدولة بختيار البويهي وطَلب منه تَجديد الضمان فوافَق عز الدولة شرط دفعِ مليونا ومائَتي ألف درهم كل سنةٍ. بعد ذلكَ تَواصل حمدان وأبو تغلب واصطلحا على مضض، ظلّ أبوهما ناصر الدولة فِي سجنِه حتى توَفّي سنة 358 هـ. رَغم ذلِكَ الصُلح بينهما إلا أن أبا تغلب ظلّ يُضيق على حمدان وعماله في المناطِق التي تَحت سيطرتُه، حتى بَعث أبو تغلب أخاه أبا البركات لقتالِ عمال حمدان فسار أبو البركات بجيشٍ كبير إلى بختيار الذي وعدهُ بالتوسطِ بينه وبين أخيه حمدان، بالفعل تمَّ الصُلح بتوسط أبي أحمد الحُسين بن مُوسى نقَيبُ الطالبيّن، وأرَسل أبو تغلب بطلبِ أخيه حمدان لكن حمدان رفَض ذلِكَ فأرَسل أبو تغلب جيشاً بقيادة أبي البركات لطردِ حمدان من الرحبةِ فاستولى أبو البركات عَلى الرحبةِ وعين عليها واليًا، فعاد حمدان إلى الرحبة وهاجَمها واسَتطاعَ استرِدادها. لمّا عَلم أبو البركات بأن حمدان أسَتردَ الرحبَة عاَد إليه وتراسلا ليَصطلحا لكن لم يتم الصلح فدارت مَعركةٌ بيَنهُما انتصر فيها حمدان وقُتِل أبو البركات، فلما علم أبو تغلب بمقتلِ أخيه أبي البركات أقسَم على الإنتقامِ من حمدان فأرسل جيشًا بقيادة أخوه هبةُ الله إلى الرحبةِ لاستعادتها من حمدان فَلما وصَل هبة الله إلى الرحبةِ هرب حمدان إلى بغداد ومن ثُمَ إلى واسط حيثُ كاَن يسُكن بختيار البويهيّ. لم يكتفِ أبو تغلب بمطاردةِ أخيه حمدان فقط بل قبَض على أخيه أبي الفوارس وسجنه وكان آنذاك والي نصيبين، ثم سَار أبو تغلب مرةً أخرى إلى أخيه حمدان وأخذ قلعة ماردين واستولى على ما كان فيها من أموالهُ وحرمُه ونقلها معهُ إلى الموصلِ، ثُمَّ استَطاعَ أبو تغلب الإمساك بحمدان وسجنَه ثُم قتله.

#### سُقُوط الإمارة الحمدانيَّة في الموصل
بعد مقتل حمدان، سار بخيتار البُويهي إلى الحديثة، فاجتمع مع أبي تغلب وسارا معًا إلى بغداد على رأس خمسةٍ وعشرين ألف مُقاتل، واصطدما بِعضُد الدولة عند قصر الجص قُرب سامرَّاء في 18 شوَّال 367هـ المُوافق فيه 29 أيَّار (مايو) 987م، وتعرَّضا لِلهزيمة وأُسر بخيتار في المعركة وقُتل بعد ذلك بِقليل بِأمرٍ من عضُد الدولة، وانسحب أبو تغلب نحو الموصل. بعد أن قضى عضُد الدولة على ابن عمِّه بخيتار وقتله قرَّر القضاء على حليفه أبي تغلب، والمعروف أنَّ سياسته العامَّة تجاه الحمدانيين تسيرُ على المُخطط البُويهي الذي رسمه مُعز الدولة وهو القضاء على هؤلاء وانتزاع الجزيرة الفُراتيَّة منهم. وما إن تقدَّم نحو الموصل حتَّى غادرها أبو تغلب جريًا على عادة الحمدانيين المُتَّبعة، وأخلاها من المُؤن والمال والكتبة ورؤساء الدواوين، ممَّا يعني أنَّهُ كان عاجزًا عن المُقاومة، فدخلها عضُد الدولة ومعهُ عددٌ من رجال الموصل القاطنين في بغداد وتكريت وسائر الأطراف، فعيَّنهم في المناصب الإداريَّة، ورفض العرض الذي قدَّمهُ أبو تغلب بِعقد الصُلح، وحتَّى يقطع عليه كُل أمل بِالعودة أجابه: «هَذِهِ البِلَادُ أَحَبُّ إِلَيَّ مِنَ العِرَاقِ». وأرسل عضُد الدولة فرقه العسكريَّة لِمُطاردة أبي تغلب، فتعقَّبهُ من مدينةٍ إلى أُخرى حتَّى التجأ إلى آمُد. واستولت القُوَّات البُويهيَّة على ديار ربيعة وديار بكر ، ففتَّ ذلك في عضُد أبي تغلب، ومال إلى الصُلح، فأرسل إلى عضُد الدولة يستعطفه فاشترط عليه القُدوم إليه، فرفض أبو تغلب خشيةً على حياته. ووسَّعت القُوَّات البُويهيَّة في غُضون ذلك رُقعة انتشارها حين تقدَّمت إلى ديار مضر، وكان سعد الدولة الحمداني أمير حلب قد أعلن ولاءه لِعضُد الدولة مُنذُ انهيار بخيتار، فترك لهُ عضُد الدولة أغلب الأقاليم التي كان يحكُمها تعبيرًا عن المودَّة والرضى. نتيجة نُزول الكوارث بِالحمدانيين، وبِفعل أنَّهُ فقد كُلَّ أملٍ في النصر أو الصُلح، رحل أبو تغلب إلى الشَّام على أمل أن يجد فيها من يُساعده، وقد طمع في الاستيلاء على دمشق، فمنعهُ واليها وصدَّهُ عنها، فرحل إلى طبريَّة وكتب إلى الخليفة الفاطمي أبي منصور نزار بن معد العزيز بِالله يطلب منه إمداده بِتعزيزاتٍ عسكريَّة لِفتح دمشق على أن يحكُمها باسمه، فماطلهُ وطلب منهُ القُدوم إلى مصر، إلَّا أنَّهُ رفض ذلك خشيةً على حياته. وبِجميع الأحوال فإنَّ أبا تغلب عاد ورفض عرضًا من القائد الفاطمي الفضل بن أبي الفضل المُرسل من قِبل الوزير يعقوب بن كلَّس لاستخلاص دمشق من واليها وتسليمها لِأبي تغلب، لِأنَّ الأخير يبدو أنَّهُ لم يرغب في أن يكون تابعًا لِلفاطميين. ومهما يكن من أمر فقد تحالف أبو تغلب مع بني عُقيل، وحاول الاستيلاء على الرملة، فاشتبك في معركةٍ مع واليها دغفل بن المُفرج بن الجرَّاح والقائد الفاطمي الفضل بن أبي الفضل، فانهزم هزيمةً قاسية، ووقع أسيرًا في يد دغفل الذي قتله، وأرسل الفضل رأسه إلى الخليفة الفاطمي بِالقاهرة، وصُلبت جُثَّته ثُمَّ أُحرقت. فانتهت بِذلك حياة أميرٍ حمدانيٍ قويّ، ولم يبقَ من الأُسرة الحمدانيَّة من يملأ مكانه، وقد ترك ولدين هُما أبو الهيجاء أحمد وأبو النصر نصر الله.
استعاد الحمدانيُّون بعد عشر سنواتٍ نُفوذهم في الجزيرة الفُراتيَّة، ولكن لِمُدَّة محدودة تُعدُّ بِمثابة صحوة ما قبل الموت. فبعد مقتل أبي تغلب رحل أخواه أبو طاهر إبراهيم وأبو عبد الله الحُسين إلى بغداد ودخلا في خدمة شرف الدولة أبي الفوارس بن عضُد الدولة البُويهي، فلمَّا تُوفي وخلفه أخوه بهاء الدولة، استأذناه بِالذهاب إلى الموصل، فأذن لهُما، فسارا حتَّى نزلا بِظاهر المدينة، فرحَّب بهما أهلها وثاروا على التُرك والديلم الذين أرهقوهم بِالضرائب والتعدِّي والسلب والنهب، فصادروا أموالهم ومُمتلكاتهم. ودخل ابنا حمدان الموصل ورحَّلوا واليها «خواشاذة» ومن معهُ إلى بغداد، ووفدت عليهما القبائل العربيَّة مُرحِّبة وبِخاصَّةً بنو عُقيل. كانت الظُروف السياسيَّة مُهيأة لِلأخوين لِإعادة إحياء الإمارة الحمدانيَّة في الموصل، فقد ساندتهُما العامَّة والقبائل العربيَّة، كما كان باستطاعتهما تجنيد ثلاثين ألف مُقاتل من الغلمان الحمدانيَّة؛ غير أنَّهُما لم يُحسنا التصرُّف، فقد خشيا عواقب الصراع العُنصري والعرقي، فكتبا إلى الإدارة المركزيَّة في بغداد يُبديان ولاءهما لِلسُلطان البُويهي. وظهرت آنذاك في الأُفق السياسي قُوَّةً جديدةً غيَّرت موازين القُوى بِشكلٍ لافت هي قُوَّة الأكراد بِزعامة باذ بن دوستك الكُردي، الذي أدرك ما وصلت إليه أوضاع الأُسرة الحمدانيَّة من تردِّي في ظل عجز رجالها عن أداء دورٍ سياسيٍّ وعسكريٍّ فعَّال، فقرَّر وراثتها بعد أن قوي نُفوذه في الجزيرة الفُراتيَّة ومَلَك  ديار بكر  والكثير من نواحيها ومُدُنها.ولمَّا حاول باذ ن دوستك الاستيلاء على الموصل باغته الأميران الحمدانيَّان مع بني عُقيل وهزموه وقتلوه. خلف الحسن بن مروان خاله باذ في زعامة الأكراد وخاض حربًا أخيرةً مع الحمدانيين، فهزمهم وأسر الحُسين وأساء مُعاملته وضيَّق عليه حتَّى شفع لهُ الخليفة الفاطمي العزيز بِالله، فأطلق سراحهُ، فمضى إلى مصر حيثُ قلَّده الخليفة ولاية حلب، فأقام هُناك حتَّى تُوفي. أمَّا إبراهيم فقد انسحب إلى نصيبين مُلتجئًا إلى الأمير العُقيلي مُحمَّد بن المُسيَّب، غير أنَّ هذا قبض عليه مع ابنه عليّ وقتلهما، ثُمَّ سار إلى الموصل واستولى عليها، وأقرَّ بهاء الدولة البُويهي أخاه المُقلَّد بن المُسيَّب عليها. وعلى هذا الشكل، انتهى حُكم الحمدانيين في الموصل والجزيرة الفُراتيَّة، وآلت السُلطة إلى العُقيليين.

### إمارة حلب

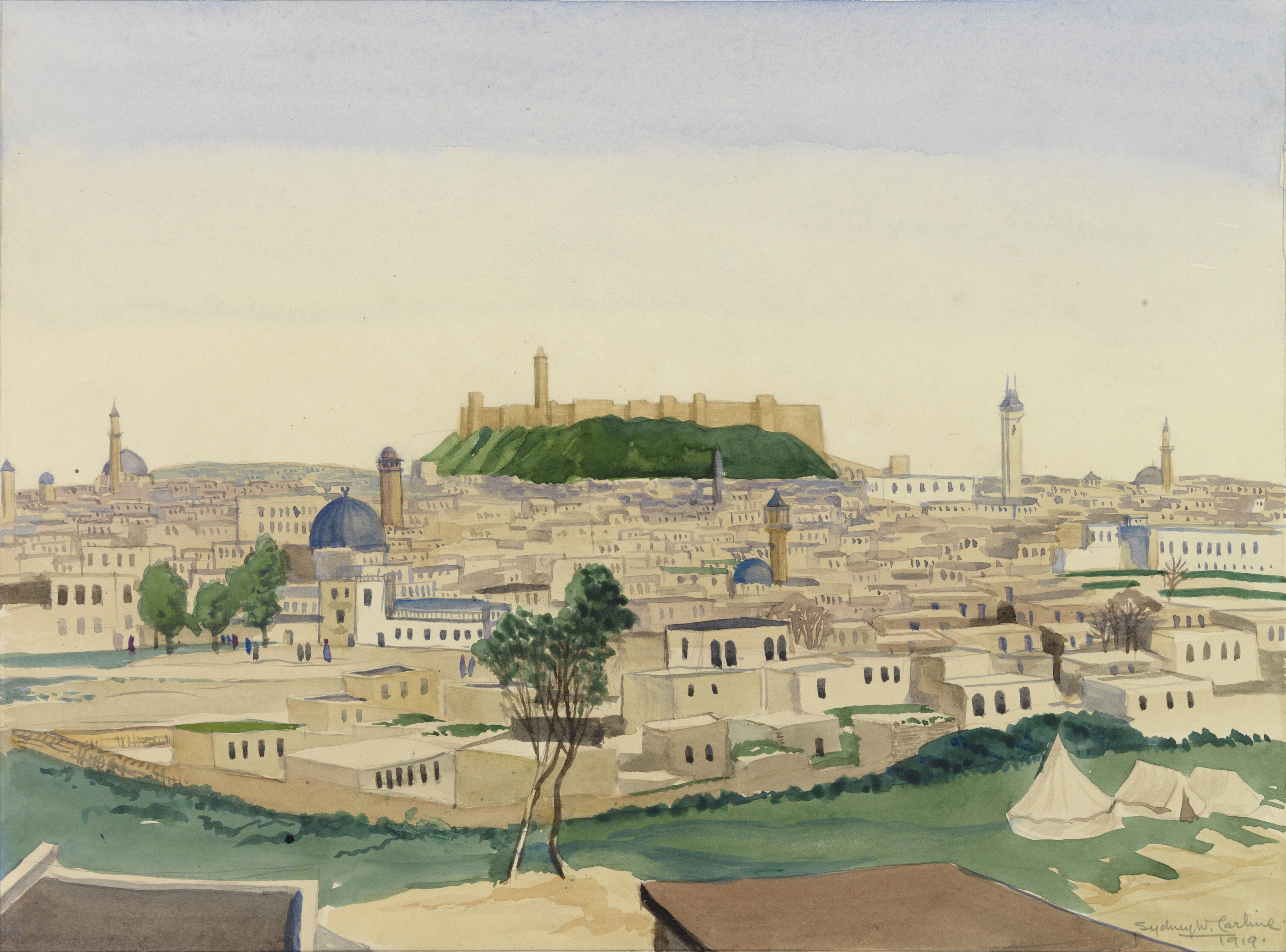
حلب القديمة، أكبر مُدن الشَّام الشماليَّة وأهم النقاط الاستراتيجيَّة في الصراع الإسلامي البيزنطي، وإحدى المُدن التي سعى الحمدانيُّون وغيرهم من السُلالات المُسلمة إلى السيطرة عليها بسبب موقعها المُهم وخيراتها الكثيرة.

التفت ناصر الدولة، بعد تثبيت أقدامه في الموصل، إلى توسيع رقعة أراضيه عن طريق ضم الشَّام، فاستغلَّ وفاة مُحمَّد بن رائق في 21 رجب 330هـ المُوافق فيه 11 نيسان (أبريل) 942م لِيُهاجم هذه البلاد، وقد عدَّ نفسهُ وريثًا لابن رائق ويجب أن تنتقل أملاكه إليه. والمعروف أنَّ الأمير الحمداني نظر إلى الشَّام على أنَّها منطقة نُفُوذ له ومجاله الحيوي ورفض أن يُنازعه عليها أحد، ولاحت مطامحه في حلب وضواحيها، وتُعدُّ هذه المدينة ذات أهميَّة بالغة لأيَّة قيادة عسكريَّة وسياسيَّة تسعى لِمُواجهة البيزنطيين وتبُّوء مركز مُتقدِّم في العالم الإسلامي، بِفضل ما تتمتَّع به من حصانة عسكريَّة ومركز مُتميِّز وإمكانات اقتصاديَّة وبشريَّة وسياسيَّة هامَّة، بِالإضافة إلى موقعها على خُطوط المُواصلات بين فارس والعراق من جهة والشَّام وآسيا الصُغرى من جهةٍ أُخرى، وغدت مُنذُ عهدٍ طويل قاعدة لا يُمكن من دونها السيطرة على الجهات الشماليَّة والوُسطى من الشَّام، في الوقت الذي يُمكنها فيه الاتصال بِالقوى الإسلاميَّة المُنتشرة في الجزيرة الفُراتيَّة والأناضول وشمالي الشَّام وأواسطه، ما يُعدُّ أساسًا حيويًّا لاستمرار حركة الجهاد ضدَّ البيزنطيين، لِذلك كان ضمُّها إلى الموصل بِمثابة فتح الطريق أمام ناصر الدولة لِيتبوَّأ مركزًا مُتقدمًا في العالم الإسلامي. وساعدت الظُرُوف السياسيَّة، التي كانت تمُر بها الشَّام بِعامَّة وحلب بِخاصَّة بعد وفاة ابن رائق، ناصر الدولة لِتحقيق تطلُّعاته حيثُ استقلَّ نُوَّاب ابن رائق بما تحت أيديهم. فقد انفرد مُحمَّد بن يزداد الشهرزوري بِحُكم دمشق، وانضوى تحت جناح مُحمَّد بن طُغج الإخشيد، فأقرَّهُ هذا على عمله، وحكم أحمد بن عليّ بن مُقاتل مدينة حلب ومعهُ مُزاحم بن مُحمَّد بن رائق كمُساعدٍ لهُ في إدارة شُؤونها. ونهض ناصر الدولة لِضم حلب إلى الموصل، فعيَّن أحد أتباعه، ويُدعى عليّ بن خلف، واليًا على ديار مضر والشَّام، وأرسلهُ لانتزاعها من يد أحمد بن عليّ بن مُقاتل، وطلب من أمير دمشق يانس المُؤنسي أن يُساعده. اجتمع القائدان في منبج، وأرسل يانس المُؤنسي كاتبه ومعهُ غُلامه نذير إلى حلب وحمَّلهُما رسالة إلى أحمد بن علي بن مُقاتل يدعُوه فيها إلى طاعة الحمدانيين، فرفض هذا دعوته وكان يرغب بالاستقلال بِحلب، واستعدَّ لِمُواجهة القُوَّات الحمدانيَّة، فاصطدم بها على شاطئ الفُرات ثُمَّ في وادي بطنان بين منبج وحلب، إلَّا أنَّهُ تعرَض لِلهزيمة. ودخلت القُوَّات الحمدانيَّة مدينة حلب وضمَّها ناصر الدولة إلى الموصل.

#### النزاع مع الإخشيديين

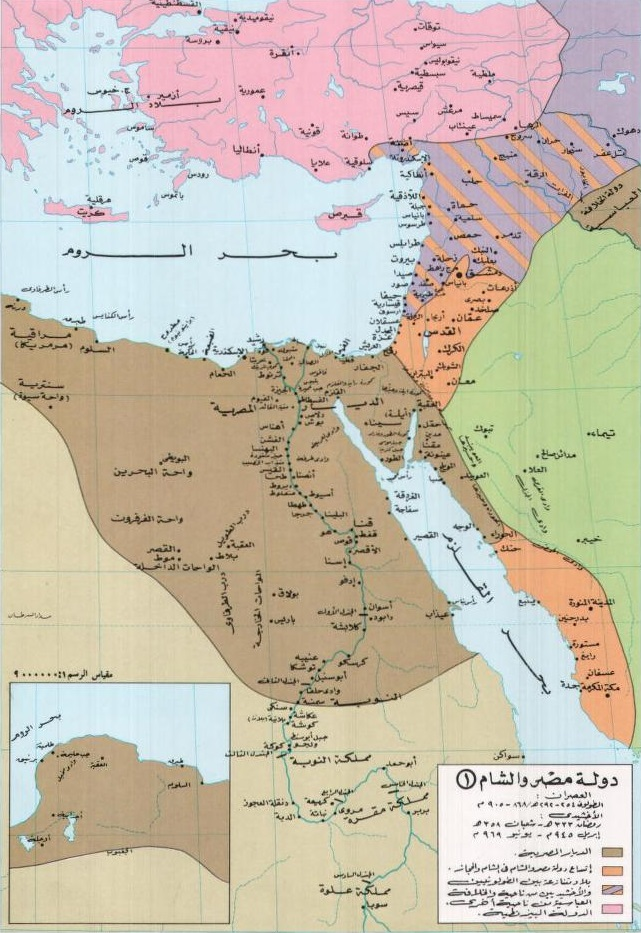
حُدود الدولة الإخشيديَّة (البُني والبُرتُقالي والبنفسجي المُظلل) بعد اعتراف الخِلافة العبَّاسيَّة بِما ضمَّهُ مُحمَّد بن طُغج الإخشيد من بلاد الشَّام والحجاز ومصر إلى وِلايته.

أثار ضمُّ حلب إلى الموصل مُحمَّد بن طُغج الإخشيد، فنهض لاستعادة نُفُوذه في شماليّ الشَّام وتثبيت أقدامه فيها، فدخل مُحمَّد بن يزداد الشهرزوي في طاعته وسلَّم إليه دمشق، فأقرَّهُ عليها، ثُمَّ تقدَّم باتجاه حلب، فخشي عليّ بن خلف على مركزه فيها في ظل انهماك ناصر الدولة في مُحاربة البريديين في البصرة والأهواز وواسط، فترك طاعة الحمدانيين وانضمَّ إلى الإخشيد الذي استوزره، وارتفع شأنه عنده، حتَّى إذا رأى فيه الإخشيد الرفعة وكثرة الأتباع، أمر بِالقبض عليه وسجنه، وظلَّ مسجونًا حتَّى وفاة الإخشيد في شهر ذي الحجَّة سنة 334هـ المُوافق فيه شهر تمُّوز (يوليو) 946م. وتسلَّم يانس المُؤنسي ولاية حلب حتَّى سنة 331هـ المُوافقة لِسنة 942م، فاعترف بِسيادة الإخشيد وخطب لهُ على المنابر في المناطق الواقعة تحت نُفوذه.

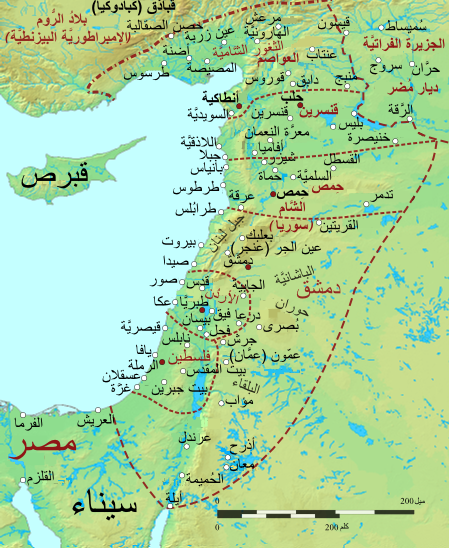
الأجناد والثُغور الشَّاميَّة (خلال القرن التاسع الميلادي) التي طمع سيف الدولة الحمداني بانتزاعها من الإخشيديين وإخضاعها لِحُكمه، ولم يتمكَّن من ذلك إلَّا بعد مُغادرة الإخشيد للشَّام وعودته إلى مصر.

لم ييأس ناصر الدولة من استعادة سيطرته على حلب، فأجرى في سنة 332هـ المُوافقة لِسنة 943م مُباحثاتٍ مع أمير الأُمراء توزون لاقتسام مناطق النُفوذ بينهُما، أسفرت عن اتفاق يقضي بِأن يتولَّى ناصر الدولة الأراضي في الموصل إلى آخر أعمال الشَّام، وأن يُسطر توزون على أعمال السن إلى البصرة بِالإضافة إلى ما يفتحه من وراء ذلك، وأن لا يتعرَّض أحدهُما لِعمل الآخر. ونتيجةً لِهذه القسمة، ولَّى ناصر الدولة أبا بكر مُحمَّد بن علي بن مُقاتل، حلب وديار مضر والعواصم، وكان قد استقطبه، فسار إليها من الموصل، إلَّا أنَّهُ لم يتمكَّن من دُخُول المدينة، لِذلك عهد ناصر الدولة إلى أحد أفراد البيت الحمداني القيام بِذلك. فعيَّن ابن عمِّه الحُسين بن سعيد بن حمدان واليًا على المنطقة وما يفتحهُ من بلاد، فتوجَّه إلى الشَّام في شهر رجب سنة 332هـ المُوافق فيه شهر آذار (مارس) 944م يُرافقه أبو بكر مُحمَّد بن علي بن مُقاتل، فاستولى على الرقَّة عنوةً بعد أن منعهُ أهلها من دُخولها وأسر واليها مُحمَّد بن حبيب البلزمي، وأحرق قسمًا من البلدة وقبض على زُعمائها، ثُمَّ توجَّه إلى حلب. أدرك والي حلب يانس المُؤنسي أنَّهُ عاجزٌ عن التصدِّي لِلقُوَّات الحمدانيَّة، فهرب منها وطارده الأمير الحمداني إلى معرَّة النُعمان ثُمَّ إلى حِمص فدخل المدينة وهرب منها واليها إسحٰق بن كيغلغ، وأخضع الحُسين القبائل العربيَّة المُجاورة وعاد إلى حلب.
أقام الأمير الحمداني مُدَّة قصيرة في حلب حيثُ تعرََّض لِهُجومٍ نفَّذهُ مُحمَّد بن طُغج الإخشيد، واضطرَّ تحت ضغط القتال إلى مُغادرتها إلى الرقَّة ولكنَّهُ لم يتمكَّن من دُخولها، لِأنَّ الخليفة المُتَّقي لم يأذن لهُ بِذلك، وكان قد وصل إليها هاربًا من توزون ومعهُ سيفُ الدولة الحمداني الذي فارق أخاه ناصر الدولة لِخلافٍ وقع بينهُما، وأُغلقت أبواب المدينة في وجهه، وتوترت العلاقات بينه وبين ابن عمِّه سيف الدولة، فتوسَّط الخليفة بينهما، ثُمَّ غادرها إلى حرَّان فالموصل. واختبأ مُحمَّد بن مُقاتل حتَّى دخل الإخشيد مدينة حلب، فخرج من مخبئه واستأمنه، فقلَّدهُ الإخشيد أعمال الخِراج والضياع في مصر. واجتمع الخليفة المُتقي مع الإخشيد في الرقَّة، فاعترف لهُ ولِأبنائه من بعده بِحُكم الشَّام قاطعًا بِذلك الطريق أمام الحمدانيين لِلوُلوُج إلى هذه البلاد، وأضحى الإخشيد من القُوَّة ما مكَّنهُ من إعادة بسط سيطرته على كامل البلاد، واستقطب كُلًّا من عليّ بن خلف ويانس المُؤنسي وعليّ بن مُقاتل. ومرَّ الإخشيد أثناء عودته من الرقَّة بِمدينة حلب، فعيَّن عليها أبا الفتح عُثمان بن سعيد الكلابي، وولَّى أخاه مدينة أنطاكية.
وأدرك الحمدانيُّون بعد هذه التطوُّرات السياسيَّة أنَّ الشَّام لا تؤخذ إلَّا بِالقُوَّة المُسلَّحة، فلم يُعيروا تقليد الخليفة لِلإخشيد أي اهتمام، كما لم يكن لهُ أي تأثير سلبي على مطامعهم فيها. وبرز آنذاك سيف الدولة الحمداني كرجُلٍ طموحٍ يسعى إلى تأسيس إمارة مُستقلَّة لهُ تُشبع نزوته السياسيَّة، إذ لم يقتنع بِتبعيَّته لِأخيه ناصر الدولة والعمل في ظلِّه، وأمل، بما حقَّقه من إنجازات وما قدَّمهُ من خدماتٍ جليلةٍ إلى الأُسرة الحمدانيَّة، أن يُكافئه بِولايةٍ يحكُمها، لكن خاب أمله عندما ولَّى أخوه ابن عمِّه الحُسين بن سعيد إمارة الثُغُور والعواصم وما يفتحهُ من بلاد الشَّام، ما كان لهُ أثرٌ سيِّئ في نفسه. ويبدو أنَّ ناصر الدولة انتابه القلق من أخيه سيف الدولة ووُجوده معه، وبخاصَّةً بعد أن بدت ملامح الشجاعة والطُمُوح السياسي تظهر عليه، وارتاب في نواياه لِذلك راح يُفكِّر بِالتخلُّص منه من واقع إبعاده عن الموصل والجزيرة الفُراتيَّة، فلفت نظره إلى الشَّام مُدركًا في الوقت نفسه ما يُعيط بِهذه البلاد من مصاعب بِسبب التنازُع عليها بين الخِلافة والإخشيديين، وكانت هزيمة ابن عمِّه الحُسين بن سعيد أمام الإخشيد في حلب لا تزال ماثلة أمام عينيه. والواقع أنَّ سيف الدولة تطلَّع إلى حُكم الشَّام مُنذ سنة 331هـ المُوافقة لِسنة 942م، وكان آنذاك نائبًا لِأخيه ناصر الدولة في واسط، فحاول أن يُزهِّد التُرك في العراق ويُرغِّبُهم في قصد الشَّام، إلَّا أنَّهُ فشل في ذلك بِفعل بُعد الشَّام عن العراق، وقد نضجت ظُروف الاستيلاء عليها في سنة 333هـ المُوافقة لِسنة 944م، بعد أن غادرها الإخشيد عائدًا إلى مصر وترك فيها نُوَّابًا ضعافًا، غير أنَّهُ كان بِحاجةٍ إلى الرجال والمال، فطلب من أخيه أن يُمدَّه بِألف رجُلٍ وبقدرٍ من المال، فرفض ناصر الدولة طلبه وردَّ عليه بِجفاء، وفشلت مُحاولاته العديدة في إقناعه حتَّى أنَّهُ لجأ إلى زوجته فاطمة الكُرديَّة علَّها تؤثِّر عليه قليلًا.
عند ذاك، انتابت سيف الدولة الريبة من أخيه، فغادر الموصل على عجلٍ إلى بلد. ويبدو أنَّ ناصر الدولة استدرك الواقع السياسي، وشعر بِأنَّهُ أخطأ بِحق الأُسرة الحمدانيَّة وبِحق أخيه، بِفعل أنَّ طُمُوح الأُسرة يتعدَّى الموصل وإقليم الجزيرة الفُراتيَّة إلى الشَّام ومصر، وأنَّ أي نجاحٍ يُحقِّقهُ أحد أفرادها يصب في المصلحة العامَّة، كما أنَّ أخاه كان ساعده الأيمن وساندهُ بِإخلاص في كُل ما صادفهُ من صِعاب، فتراجع عن موقفه وأرسل إلى أخيه ما يلزمهُ من الرجال ومعهم خمسين ألف دينار، وشجَّعهُ على المسير إلى الشَّام، ونصحهُ باستغلال فُرصة الاضطراب التي كانت تشهدُها، لِأنَّ أهلها يُساندون من يُنقذهم من هذه الحالة.
وهكذا هيَّأ ناصر الدولة لِأخيه الجيش الي استولى بِواسطته على حلب وأسَّس الإمارة الحمدانيَّة في شماليّ الشَّام. وما حدث من حسد إخوة الوالي أبي الفتح عُثمان بن سعيد الكلابي نائب الإخشيد، وحقدهم عليه بِسبب عُلُوّ مكانته، أتاح لِسيف الدولة أن يدخُل المدينة، فقد استدعاه الكلابيُّون ووعدوه بِتسليمها له، فسار نحوها. وأدرك أبو الفتح عُثمان بن سعيد أنَّهُ عاجزٌ عن التصدِّي له في ظل انفضاض الكلابيين من حوله وافتقاره إلى حاميةٍ إخشيديَّةٍ، وحتَّى يُحافظ على حياته، خرج من المدينة واجتمع بِسيف الدولة على نهر الفُرات وأعلن ولاءه له، فأكرمهُ سيف الدولة من دون إخوته وأركبهُ معهُ العماريَّة (الهودج). ودخل الأمير الحمداني المدينة يوم الإثنين 8 ربيع الأوَّل 333هـ المُوافق فيه 26 تشرين الأوَّل (أكتوبر) 944م، وأعلن قيام الإمارة الحمدانيَّة. وأخذ سيف الدولة يُوطِّدُ نُفوذه في حلب، فعزل قاضيها أحمد بن مُحمَّد بن ماثل وولَّى أبا حصين عليّ بن عبد الملك الرقِّي، واستولى على ما حولها من المُدن والقُرى، ثُمَّ أقام الخطبة لِلخليفة العبَّاسي أبو القاسم عبدُ الله المُستكفي بِالله ولِأخيه ناصر الدولة ولِنفسه من بعدهما، ووجد الخليفة نفسهُ عاجزًا عن التدخُّل والحد من نُفُوذ سيف الدولة، فاعترف بِالأمر الواقع، فبارك خطوته وأرسل إليه الخُلع.

#### توسيع رقعة الإمارة في الشَّام

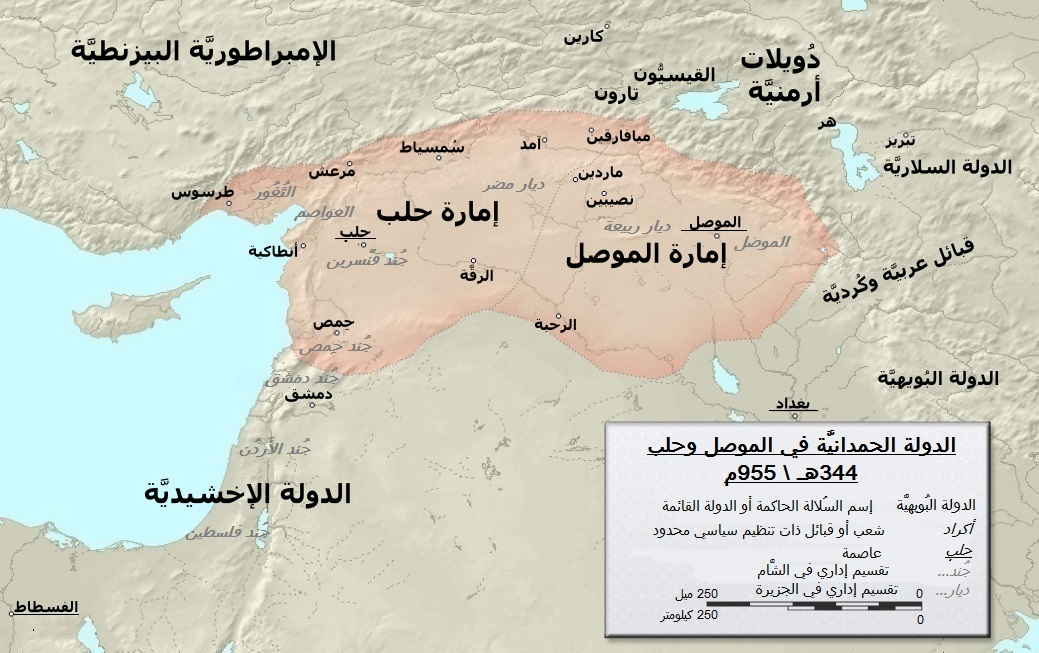
الحُدود التقريبيَّة لِلإمارة الحمدانيَّة في الجزيرة الفُراتيَّة وفي الشَّام خِلال ذُروة اتساع الدولة، بعد ضم عدَّة مُدن ومناطق شاميَّة على يد سيف الدولة الحمداني.

التفت سيف الدولة، بعد أن ثبَّت أقدامه في حلب وجوارها إلى التوسُّع، فاستولى على قنَّسرين والثُغُور الشَّاميَّة وأنطاكية وحِمص، واستعدَّ لِلزحف نحو دمشق، في ظل ضعف الخِلافة العبَّاسيَّة وضعف النُفُوذ الإخشيدي في الشَّام الذي اقتصر على حُكم وُلاةٍ ضعاف. وصلت أنباء هذه التطوُّرات إلى مُحمَّد بن طُغج الإخشيد في مصر، فرأى أنَّ أطماع سيف الدولة قد تجاوزت الحد، فتدخَّل لدى الخليفة العبَّاسي أبو القاسم عبدُ الله المُستكفي بِالله وشكا لهُ ما أقدم عليه الأمير الحمداني، وطلب منهُ أن يحُد من اندفاعه، إلَّا أنَّ الخليفة كان عاجزًا عن التأثير المُثمر، وحتَّى يُهدئ من روع الإخشيد ويُعبِّر لهُ عن ثقته به أرسل الخِلع لهُ ولِابنه أُنوجور. كان من الطبيعي، بعد هذا التطوُّر السلبي، أن ينهض مُحمَّد بن طُغج الإخشيد لِلدفاع عن نُفوذه في الشَّام وينتقم من سيف الدولة ويطرده من أملاكه التي استولى عليها بِالقُوَّة، فأرسل جيشًا ضخمًا إلى الشَّام بِقيادة أبي المسك كافور ويانس المُؤنسي. والتقى الجيش الإخشيدي بِسيف الدولة عند الرستن، في مُنتصف الطريق بين حمص وحماة، وجرى بينهما قتالٌ ضارٍ أسفر عن هزيمة الجيش الإخشيدي، وغرق بعض أفراده في نهر العاصي عندما ازدحموا على جسر الرستن، ووقع بيده أربعة آلاف أسير إخشيدي، فأكرمهم وأحسن استقبالهم ولم يتعرَّض لهم بِأي سوء، ثُمَّ أمر بِإطلاق سراحهم، فمضى هؤلاء وشكروا فضله، ما أكسبهُ سُمعةً طيِّبةً لدى الإخشيد وحاشيته في مصر وبين عُمُوم المُسلمين. كانت دمشق الهدف التالي لِسيف الدولة، وبِخاصَّةً أنَّ حاميتها باتت ضعيفة بعد الهزيمة التي مُني بها الجيش الإخشيدي، وأصبحت مدينةً مفتوحةً أمامه، فتقدَّم إليها على رأس قُوَّاته، ووصل إلى مشارفها. ويبدو أنَّ الدمشقيين كانوا مُتخوفين منه وقد شعر هو بِذلك، وحتَّى يُطمئنهم كتب إليهم كتابًا تعهَّد لهم فيه بِالمُحافظة على أرواحهم وأموالهم ومُمتلكاتهم مُبينًا دوره في جهاد البيزنطيين. واستغلَّ التأثير الديني في نُفوسهم فأوحى إليهم أنَّهُ لم يأتِ طامعًا أو غازيًا وإنما مُدافعًا عنهم ضدَّ عدوِّهم وعدو الله، ودعاهم إلى المواظبة على حياتهم العاديَّة. وقُرئ الكتاب على منبر الجامع الأُموي وأُرسلت نسخة منه إلى مُحمَّد بن طُغج الإخشيد في مصر، ثُمَّ دخل سيف الدولة إلى المدينة في شهر رمضان من سنة 333هـ المُوافق فيه شهر أيَّار (مايو) سنة 945م.
مضى الجيش الإخشيدي إلى مصر عن طريق الرملة، وأرسل كافور وهو بِالمدينة سالِفة الذِكر رسالة إلى سيِّده في مصر يُخبره بِتطوُّرات الوضع العسكري في الشَّام وهزيمته أمام سيف الدولة. حاول مُحمَّد بن طُغج الإخشيد التفاهم مع سيف الدولة ومُصالحته كي يتفرَّغ لِلخطر الفاطمي الآتي من المغرب، فأرسل إليه يطلب المُوادعة والوفاق واقتسام الشَّام على أن يحتفظ سيف الدولة بِالأراضي الواقعة شمالي دمشق، وتكون دمشق وما يليها جنوبًا تحت سيطرة الإخشيد. رفض سيف الدولة سياسة التفاهم مع الإخشيد وردَّ عليه ردًا قاسيًا هدَّدهُ فيه بالزحف إلى مصر واستخلاصها منه. أمام هذا الرد لم يكن أمام الإخشيد سوى الخُروج بِنفسه إلى الشَّام لِلثأر لِهزيمة جيشه عند الرستن وطرد سيف الدولة من الأراضي التي اغتصبها. فغادر مصر على رأس جيشٍ ضخم واستقطب مُعظم وُلاته وعُمَّاله السَّابقين الذين دخلوا في طاعة سيف الدولة، في الوقت الذي كان فيه الأخير في الشماسية لِإخضاع بعض الأعراب. ودعا الإخشيد أهالي دمشق إلى الدُخول في طاعته مُجددًا، فاستجابوا له مدفوعين بكُرههم لِسيف الدولة، رُبما لِأسبابٍ مذهبيَّةٍ. وكان لِهذا التوجُّه الدمشقي أثرٌ في انهزامه، إذ عندما عاد إلى دمشق بعد قضائه على ثورة الأعراب، منعهُ أهلها من الدُخُول، فانسحب إلى حِمص في طريقه إلى حلب، ويبدو أنَّهُ شعر بِتفوُّق الإخشيد عليه في العتاد والعدد وبِخاصَّةً بعد أن انضمَّ إليه مُعظم أفراد جيشه.

#### الصُلح مع الإخشيديين
| ... إعلم أنَّ عليّ بن حمدان كاتبناهُ من الرَّملة فبذلنا لهُ فلم يفعل، وكاتبناهُ من طبريَّة، فامتنع، ثُمَّ سرنا إليه ورزقنا الله تعالىٰ النَّصر عليه وعلى أصحابه الظفر، فلم ينصرف وخيَّم حذاءنا بِوجهٍ صفيقٍ وقلَّة حياء، فتوقَّفتُ عنه، فقال لي الغلمان: «دعنا نمضي تلقاءه»، ففكَّرتُ في قولهم، ولم أخلُ من أحد وجهين: إمَّا أن يهزمنا ويُرزق علينا النصر فتكون الفضيحة، وإمَّا أن نُرزق عليه النَّصر فنأخُذه، فإيش أعمل به؟ هل هو أكثر من أن أُنزلهُ في مضربٍ يُشبهُه وأُنفق عليه ما يصلح لهُ، ثُمَّ أُجهِّزه وأرُدَّهُ إلى أخيه وأهله لِأنَّهُم لا يترُكونه؟ وأقلَّ ما كان يكفيني له مائتا ألف دينار، ثُمَّ لا أُطيقُ غلماني من إذلالهم والشَّجب والتجنِّي عليَّ بما عملوه، ويطلبون منِّي الأعمال والولايات، فرأيتُ أنَّ مُسالمته ومُصالحته أفضل وأصلح... |
| —مُحمَّد بن طُغج الإخشيد |

طارد الإخشيد وجيشه فُلُول الحمدانيين واصطدم بهم في قنَّسرين وهزمهم هزيمةً نكراء، فانسحب سيف الدولة ناجيًا بنفسه وتوجَّه إلى الجزيرة الفُراتيَّة حيثُ دخل الرقَّة. ودخل الإخشيد وأصحابه مدينة حلب فأفسدوا في جميع النواحي، وانتقم الجُنُود الإخشيديُّون من السُكَّان لِميلهم إلى سيف الدولة، وبالغوا في إيذائهم. لم يتمكَّن الإخشيد من البقاء طويلًا في حلب، وبِخاصَّةٍ بعد أن تقدَّم سيف الدولة إليها وقد عسكر في مُواجهة قُوَّاته، فأدرك أنَّ الحرب ستدوم إلى أن يقضي أحد الطرفين على الآخر، فعاد إلى دمشق ومال إلى التفاهم، وقد عدَّهُ الطريق السليم لِكلا الإمارتين ولِلدولة العبَّاسيَّة ولِعُموم المُسلمين، فتردَّدت الرسائل بينهما، وأدَّى الحسن بن طاهر العلوي دورًا هامًّا في تقريب وجهات النظر، وتوصَّل معهُما إلى عقد اتفاق صُلح في شهر ربيع الأوَّل سنة 334هـ المُوافق فيه شهر تشرين الأوَّل (أكتوبر) سنة 945م تضمَّن أربعة بُنُود: أن يكون لِسيف الدولة البِلاد المُمتدة من قرية جوسية إلى حِمص وسائر أعمالها، وأن يكون لِلإخشيد جميع البِلاد المُمتدَّة من دمشق وما بين يدها إلى آخر أعمالها، وأن يدفع الإخشيد أتاوة لِسيف الدولة عن دمشق، وأن تتصاهر الأُسرتان الحمدانيَّة والإخشيديَّة، فيتزوَّج سيف الدولة فاطمة ابنة أخي الإخشيد عُبيد الله بن طُغج. عارض أركانُ حرب الإخشيد ما أقدم عليه من الصُلح، وكانوا يودون مُواصلة القتال لِلقضاء على سيف الدولة، فطلبوا من شيخ شُيُوخ دمشق، وكان الإخشيد يأنس به، أن يلومه على ما أقدم عليه من الصُلح والمُصاهرة مع سيف الدولة، فلمَّا حدَّثهُ الشيخ برَّر تصرُّفه بأنَّ المُسالمة والصُلح هي أفضل من الهزيمة والفضيحة على يده، وأيضًا أفضل من المصاريف التي تتوجب على خزينة الدولة الإخشيديَّة بِحال الفوز. والواقع أنَّهُ كان لِلإخشيد من الدوافع ما جعلهُ يُقدم على عقد الصُلح في ظل ظُروفٍ سياسيَّةٍ مُعقدة على الرُغم من انتصاره، لعلَّ أهمها الحركات الانتفاضيَّة التي قامت في مصر آنذاك، وتذبذب الخِلافة العبَّاسيَّة في تعامُلها مع الإخشيديين، وقُوَّة الحمدانيين الكبيرة في الشَّام وميل الكثير من السُكَّان العرب إليهم وتفضيلهم على التُرك (كالإخشيديين) والفُرس، ولعب الحمدانيين دور حرس حُدود ديار الإسلام ضدَّ الغزوات البيزنطيَّة وصدَّهم هذا الخطر المُشترك على جميع الإمارات والدُويلات الإسلاميَّة بِما فيها الإخشيديَّة، وبالتالي فإنَّ المصلحة الإخشيديَّة الخاصَّة والمصلحة الإسلاميَّة العامَّة تقضي في تنمية هذه القُوَّة الفتيَّة وتشجيعها. هدأت الأوضاع، مُؤقتًا، في الشَّام بعد عقد اتفاق الصُلح بين سيف الدولة والإخشيد، وتفرَّغ الأوَّل لِلجهاد ضدَّ البيزنطيين.

#### عودة النزاع مع الإخشيديين والصُلح مُجددًا

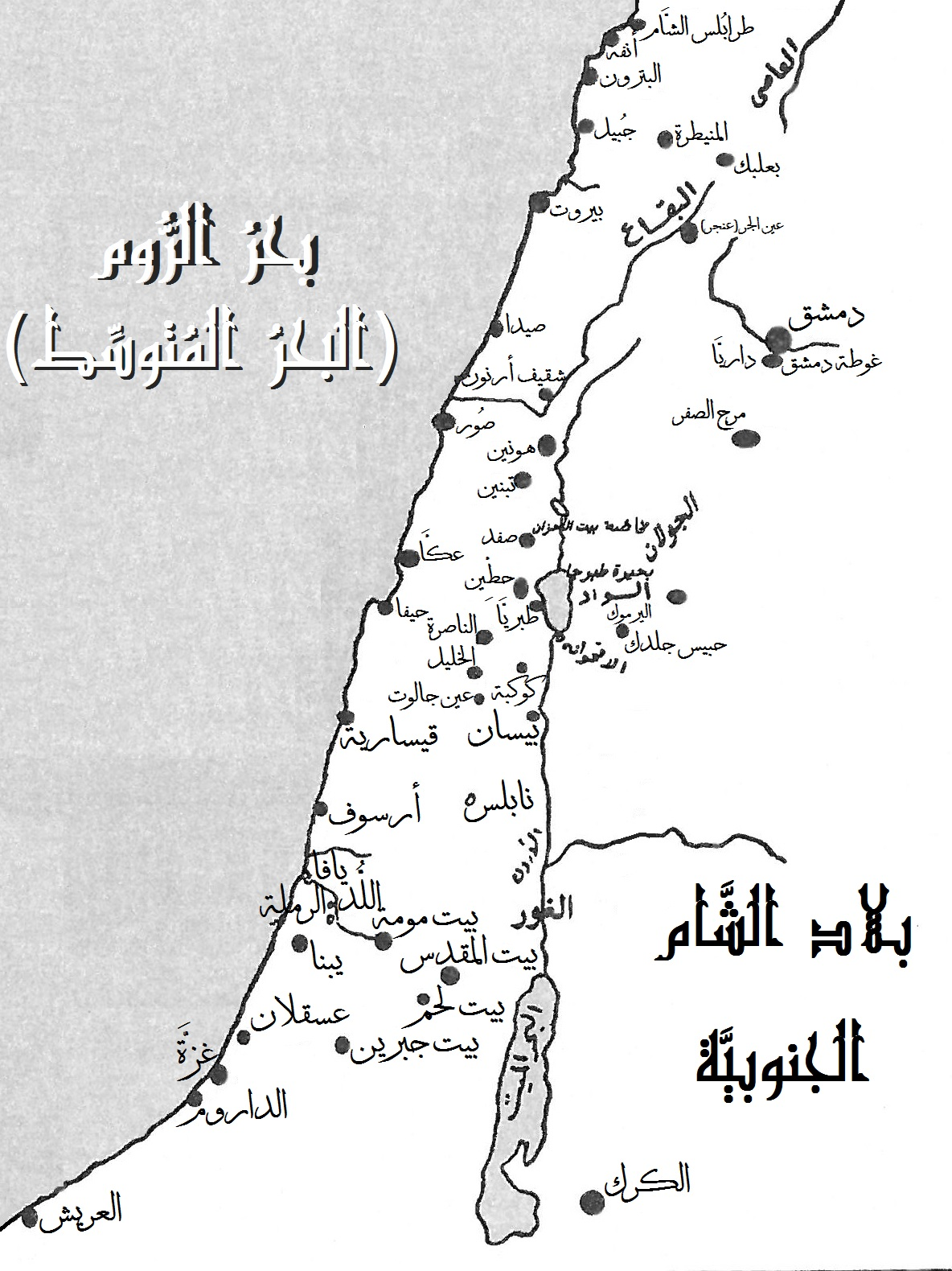
بلاد الشَّام الجنوبيَّة: محور الصراع بين الحمدانيين والإخشيديين بعد وفاة مُحمَّد بن طُغج الإخشيد.

تُوفي مُحمَّد بن طُغج الإخشيد في دمشق يوم 22 ذي الحجَّة 334هـ المُوافق فيه 25 تمُّوز (يوليو) 946م، ونُقل جُثمانه إلى بيت المقدس ودُفن هُناك. وعلى أثر وفاة الإخشيد خلفهُ ابنه أُنوجور، وكان في دمشق مع وصيِّه كافور، لكنَّ أُمورًا طارئة حدثت في مصر استدعت عودتهما، فانسحبا مع مُعظم قُوَّاتهما من دمشق، فخلت المدينة من حاميةٍ قويَّةٍ ترُدُّ عنها الحمدانيين، فاستغلَّ سيف الدولة هذه الفُرصة وهاجمها، ناقضًا بِذلك الاتفاق المعقود مع الإخشيديين، ودخلها في شهر صفر سنة 335هـ المُوافق فيه شهر أيلول (سپتمبر) سنة 946م، واستسلم حاكمها الإخشيدي يانس المُؤنسي، ثُمَّ توجَّه سيف الدولة إلى الرملة واستولى عليها، وراودتهُ أفكارٌ في مُواصلة الزحف إلى مصر وانتزاعها من الإخشيديين، لكنَّ أوضاع دمشق المُضطربة دفعتهُ إلى التوقُّف عن الزحف والعودة إلى المدينة، ذلك أنَّ سياسته الماليَّة واشتطاطه في طلب الأموال، من واقع مُطالبة الدمشقيين بِودائع الإخشيد، بِالإضافة إلى مُحاولة مُصادرة الأملاك العامَّة وتحويلها إلى ملكيَّة خاصَّة له؛ أثارت الدمشقيين، ويروي المُؤرخون أنَّ سيف الدولة كان يتنزَّه يومًا في الغوطة بِظاهر دمشق مع الشريف العُقيلي، أحد وُجهاء المدينة، فأعجبتهُ وقال لِلعُقيلي: «والله ما تصلحُ هذه الغوطة إلَّا لِرجُلٍ واحدٍ». فقال لهُ العُقيلي: « هي يا مولاي لِأقوامٍ كثيرة». فقال لهُ سيف الدولة: «لئِن أخذتها القوانين السُلطانيَّة لِتبرَّأون منها». فأسرَّها الشريف في نفسه، وأعلم أهل دمشف بذلك، فخشوا أن يُصادر سيف الدولة أملاكهم، فكاتبوا كافور يستدعونه لِيُخلِّصهم من طُغيانه، فاستغلَّ كافور هذه الفُرصة الثمينة لِكي يسترد ما فقده الإخشيديُّون من الأراضي في الشَّام، فغادر مصر على رأس جيشٍ ضخم واصطحب معهُ أُنوجور. وخرج سيف الدولة من دمشق لِلتصدي له وعسكر في اللجون، على بُعد عشرين ميلًا من طبريَّة، وأقام أيَّامًا في مُواجهة الجيش الإخشيدي. وحدث يومًا أن تفرَّق العسكر الحمداني في القُرى بحثًا عن العلف والقُوت، فداهمتهم القُوَّات الإخشيديَّة، وجرى قتالٌ ضارٍ بين الطرفين أسفر عن انهزام الجيش الحمداني ومقتل وأسر الكثير من أفراده، واضطرَّ سيف الدولة إلى الانسحاب إلى دمشق، فأخذ أهله وأمواله ومتاعه وسار خفيةً إلى حِمص من دون أن يعلم به أحد من الدمشقيين، فأعاد تنظيم صُفُوف قُوَّاته، وجمع جيشًا كبيرًا من الأعراب من بني عُقيل ونُمير وكلب وكلاب، وخرج على رأسه من حِمص للاصطدام بِالجيش الإخشيدي، غير أنَّهُ تعرَّض لِخسارةٍ جسمية اضطرَّتهُ إلى الانسحاب إلى حلب ثُمَّ إلى الرقَّة بعد أن تتبَّعهُ الجيش الإخشيدي وسيطر على المدينة. عيَّن كافور يانس المُؤنسي واليًا على حلب بعد أن استماله، وولَّى بدر الإخشيدي على دمشق، ثُمَّ عاد مع أُنوجور إلى مصر. لم يمكث يانس المُؤنسي في حلب أكثر من شهر، فقد هاجمه سيف الدولة وهزمه وأجبره على الهرب إلى سرمين. ثُمَّ مال الطرفان الحمداني والإخشيدي إلى الصُلح، وتردَّدت الرُسل بينهُما، واتَّفقا على إعادة إحياء صُلح سنة 334هـ \ 945م مع إلغاء البند المُتعلِّق بِدفع الإخشيديين الضريبة عن دمشق، لِأنَّ كافور رفض أن يدفعها، فتوقَّف المد الحمداني باتجاه جنوبيّ الشَّام، واستقرَّ السلام بين الطرفين وتفرَّغ سيف الدولة لِلجهاد ضدَّ البيزنطيين انطلاقًا من حلب.

#### ثورة صاحب الخال
واجه سيفُ الدولة خِلال حياته السياسيَّة أخطارًا داخليَّةً عدَّة نجمت عن خُرُوج الأعراب وثورات القرامطة على حُكمه، وقد هدَّدت كيان إمارته. والواقع أنَّ سياسة الحمدانيين العامَّة الماليَّة والاقتصاديَّة القاسية، أثارت القبائل العربيَّة سواء في الجزيرة الفُراتيَّة أو في الشَّام، والمعروف أنَّ الحمدانيين عمدوا إلى توفير المال اللازم لِلإنفاق على مشروعاتهم العُمرانيَّة وحُروبهم التي لا تنقطع ضدَّ الروم البيزنطيين بِالأخص، وخُصُومهم المُسلمين في أحيانٍ أُخرى، وبلاطهم الفخم؛ فنهبوا أموال الناس. أمَّا ثورات القرامطة فقد اتصفت بِالفرديَّة بِفعل الطُمُوح الشخصي وانتشار المذهب القُرمُطيّ والخارجيّ بين قبيلة كلب بشكلٍ خاص. ففي سنة 336هـ المُوافقة لِسنة 947م ظهر قُرمُطيٌّ في الشَّام، دعى نفسهُ «صاحبُ الخال»وتلقَّب بِالهادي وسُمِّي بِالمُبرقع، فادَّعى النُبُّوَّة وراح يدعو الناس بِدعوته فساندتهُ قبائل طيء وكلب، وأخذ يُهاجم المُدن والقُرى. وحدث أن خرج بعضُ الأعراب، وعاثوا في أعمال حِمص، واعتصموا بِقرية الحدث، إحدى الثُغُور الجزريَّة، فخرج أبو تغلب داود بن حمدان، ابن عم سيف الدولة ونائبه على حِمص، لِإخضاعهم، فتصدَّى لهُ صاحبُ الخال وأسره. وما أن علم سيفُ الدولة بما جرى لابن عمِّه حتَّى خرج من حلب لِلتصدِّي لِصاحب الخال وتحرير ابن عمِّه، فمرَّ بِمعرَّة النُعمان، وسار منها إلى حماة ثُمَّ إلى حِمص، والتقى بِصاحب الخال في قرية وادي العرب على بُعد خمسين ميلًا من حِمص، فهزمهُ وقتلهُ وحرَّر ابن عمِّه، وهدم قرية الحدث، وغرَّم أهلها خمسة آلاف دينار لِتمرُّدهم عليه.

#### الصراع مع البيزنطيين على شمالي الشَّام

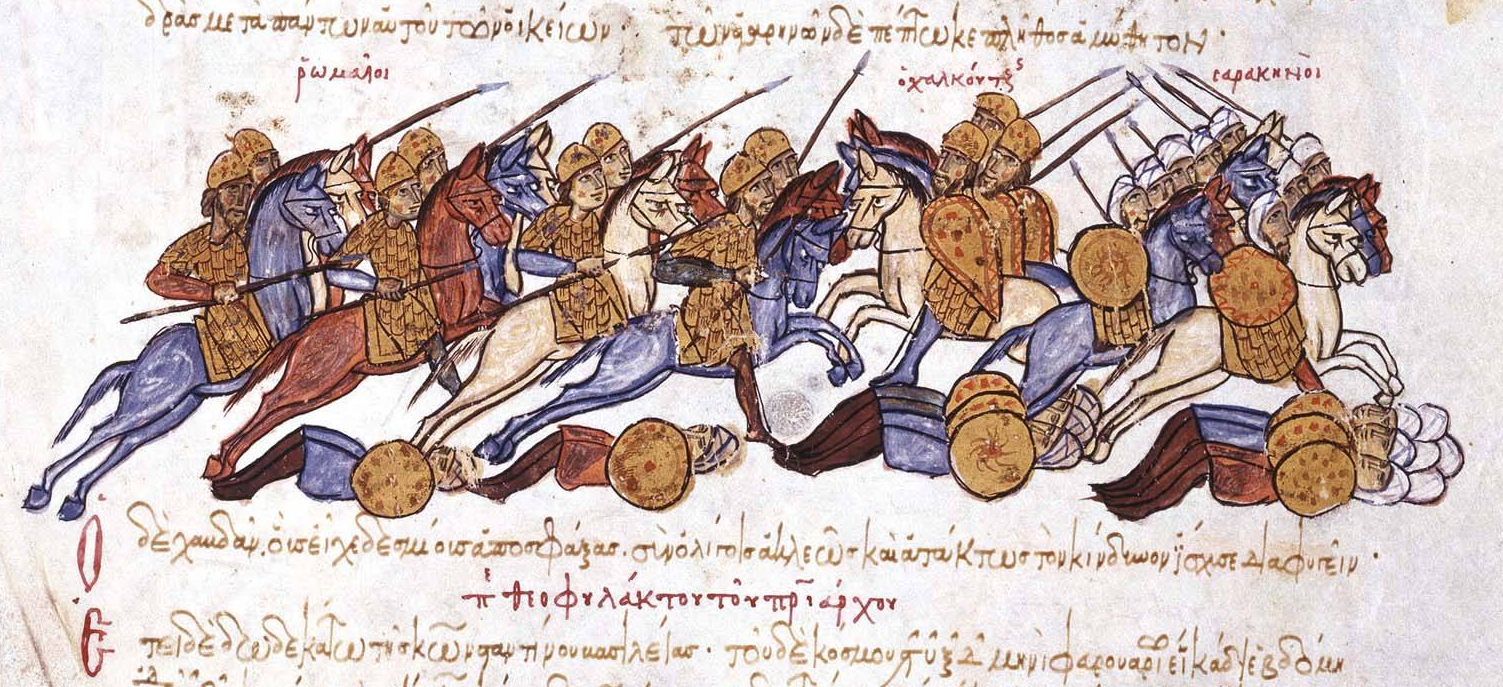
الروم بِقيادة ليون فوقاس يهزمون المُسلمين بِقيادة مُحمَّد بن ناصر الدولة.

انتقل الصراع بين الحمدانيين والبيزنطيين من أعالي الجزيرة الفُراتيَّة وأرمينية إلى شماليّ الشَّام على أثر انتقال سيف الدولة إلى حلب وتأسيسه إمارة له في رُبُوعها في سنة 333هـ المُوافقة لِسنة 944م. والمعروف أنَّ الحُدود بين الدولتين، الحمدانيَّة والبيزنطيَّة، تبدأ من نُقطة على الفُرات تقع شماليّ سُميساط، وتمُرُّ بين حصن منصور وزبطرة، وشمالي الحدث ومرعش، وقد اتبعت سلسلتيّ جبال طوروس حتَّى أبواب قيليقية ونهر اللامس، واتَّجهت، من ناحية، نحو الشمال إلى شرقيّ سُميساط فأرمينية. وفي سنة 334هـ المُوفقة لِسنة 945م تولَّى قسطنطين السابع العرش البيزنطي وافتتح عهدهُ مع المُسلمين بالاتفاق على تبادل الأسرى، وقد جرى التبادل في شهر ربيع الأوَّل سنة 335هـ المُوافق فيه شهر تشرين الأوَّل (أكتوبر) سنة 946م. استأنف البيزنطيُّون نشاطهم العسكري في سنة 336هـ المُوافقة لِسنة 947م، فأغاروا، بِقيادة الدمستق برداس فوقاس، على أطراف الشَّام، فسبوا وأسروا، فطاردهم سيف الدولة واستردَّ منهم ما أخذوه. وفي سنة 338هـ المُوافقة لِسنة 949م استولى البيزنطيُّون على مرعش وزحفوا نحو طرسوس بِقيادة ليون بن برداس فوقاس، فتصدَّى لهم مُحمَّد بن ناصر الدولة عند بوقا شمالي أنطاكية، إلَّا أنَّهُ تعرَّض لِلهزيمة وقُتل أربعمائة من جُنده وأُسر الكثير.

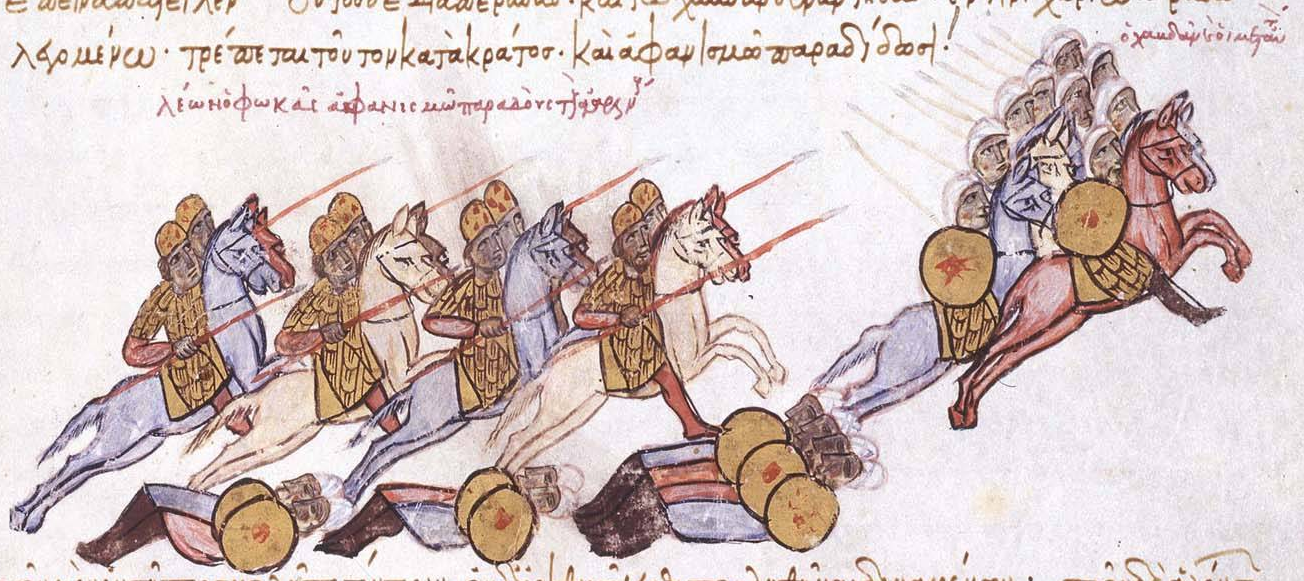
ليون فوقاس يهزم الحمدانيين في درب الجوازات وفرار سيف الدولة من أمامه.

أثارت انتصارات البيزنطيين سيف الدولة، فقرَّر أن يثأر ويستعيد الأراضي الإسلاميَّة التي استولوا عليها، فجهَّز جيشًا ضخمًا بلغ تعداده ثلاثين ألف مُقاتل، وخرج على رأسه في 15 ربيع الأوَّل 339هـ المُوافق فيه 1 أيلول (سپتمبر) 950م غازيًا الأراضي البيزنطيَّة، واصطحب معهُ ثلاثة من الشُعراء هُم المُتنبي وأبا فراس وأبا زُهير المُهلهل، وانضمَّ إليه أربعة آلاف مُقاتل من طرسوس بِقيادة القاضي أبي حصين، فهاجم إقليم قباذق (كبادوكيا) واستولى على كثيرٍ من مُدُنه وقتل وسبى كثيرًا من البيزنطيين، فاخترق قيصريَّة وسمندو وخرشنة، ووصل إلى صارخة الواقعة على بُعد سبعة أيَّام من القُسطنطينيَّة مُهددًا العاصمة البيزنطيَّة، وانتصر على قُوَّةٍ عسكريَّةٍ بِقيادة ليون بن برداس فوقاس، وأسر عددًا من قادتها وكثيرًا من جُنودها، وغنم أموالًا طائلة. عند هذه النُقطة من التوغُّل الحمداني، رأى سيف الدولة أن يتوقَّف ويعود أدراجه إلى حلب، وبِخاصَّةً أنَّهُ دخل فصلُ الشتاء الذي لا يُمكن معهُ مُواصلة الحملات العسكريَّة، مُتخليًا عمَّا حقَّقهُ من إنجازات. وكان ليون بن برداس فوقاس يُراقب تحرُّكات سيف الدولة عن كثب، وعندما علم بِعودته أسرع إلى جبال طوروس لِيسُدَّ عليه الطريق، وحشد جيشهُ في منطقة خرشنة، وكمن لهُ في درب الجوزات بين البستان والحدث، وهُو الدَّربُ الذي أراد أن يخرج منه، وضيَّق عليه المسالك. وإذ حصره ليون في هذا الدرب الصعب وعزله عن مُقدِّمة جيشه؛ تخلَّى عنهُ عددٌ من جُند الثُغُور، واقتلع الجُنُود الروم الأشجار وسدُّوا بها الطُرُق، كما ألقوا الحجارة الضخمة من قمم الجبال على الجُنُود المُسلمين، في الوقت الذي كان فيه ليون يضرب ساقة الجيش الإسلامي بِعُنف. ووجد سيف الدولة نفسهُ في مأزقٍ حرجٍ وخطير، فقتل الأسرى البيزنطيين الذين في حوزته حتَّى لا يُشكلون قُوَّة تنقلبُ عليه، وعقر جِماله وكثيرًا من دوابه، وتخفَّف من أحماله، وقاتل ببسالة، ونجا بِأُعجوبة مع نفرٍ يسيرٍ من جُنده، وقُتل الباقون أو أُسروا، واستردَّ البيزنطيُّون ما بقي من السبي الذي كان المُسلمون قد غنموه، وعاد سيف الدولة إلى حلب.

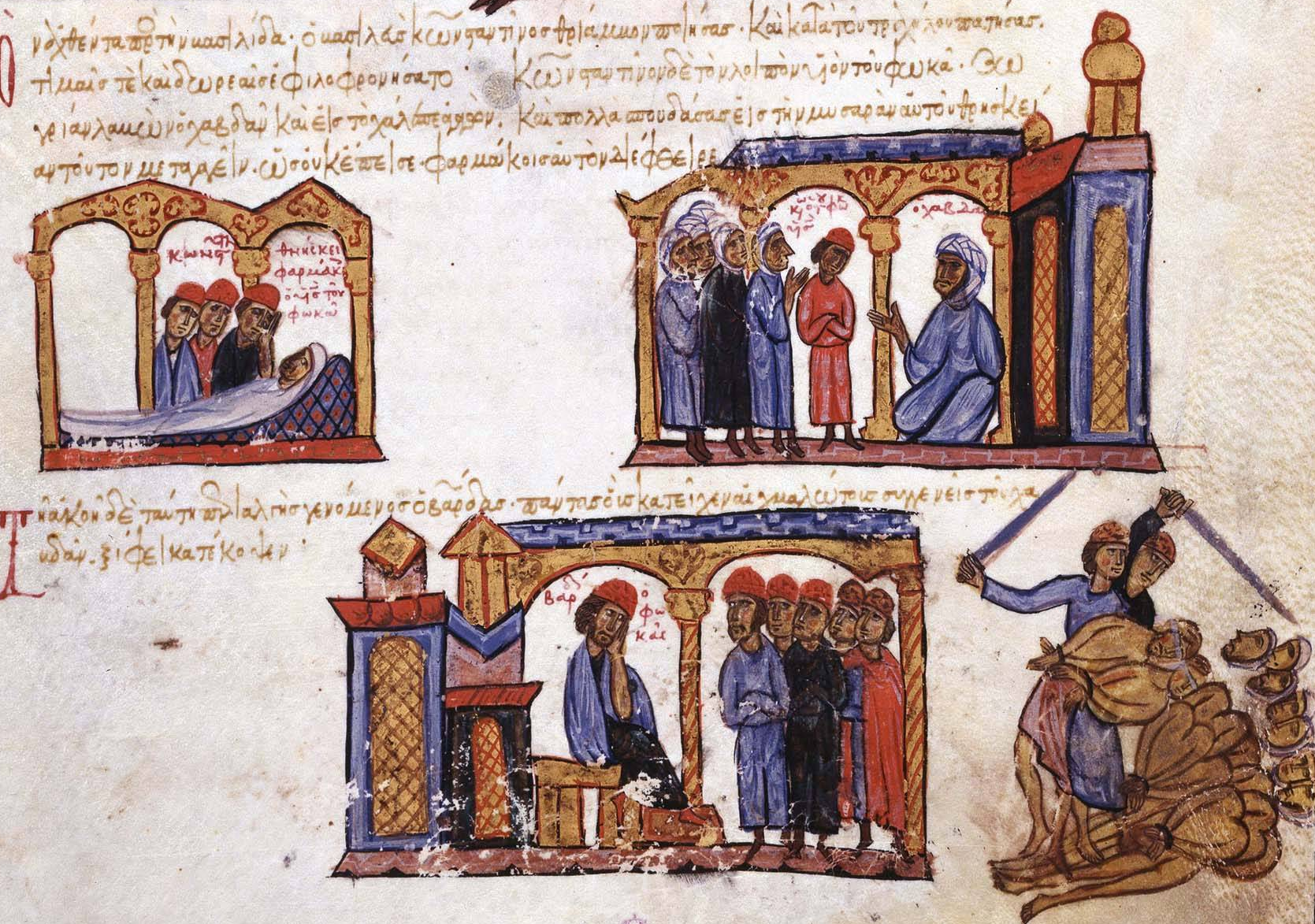
مُنمنمة بيزنطيَّة تُظهر وفاة قسطنطين فوقاس في حلب (يسار الرسم العلوي) ووالده برداس يأمر بِإعدام الأسرى المُسلمين (الرسم السُفلي) في القُسطنطينيَّة ظنًا أنَّ ولده مات مسمومًا.

عاث البيزنطيُّون فسادًا في ديار المُسلمين بعد هذه الوقعة، فصمَّم سيف الدولة على الثأر وخرج على رأس جيشٍ في جُمادى الأولى سنة 340هـ المُوافق فيه تشرين الأوَّل (أكتوبر) 951م، فأحرق القُرى حتَّى عربسوس قُرب المصيصة، وعلم أنَّ جيشًا بيزنطيًّا مُحتشدًا في سمندو في وسط آسيا الصُغرى وتعداده أربعين ألف جُندي، فأراد أن يُهاجمه، فتهيَّب جُنده الإقدام على ذلك وكارثة درب الجوازات ما زالت ماثلة أمامهم. وفي سنة 341هـ المُوافقة لِسنة 952م جدَّد سيف الدولة الاستحكامات وأقام الأسوار حول المُدن الحُدوديَّة وتلك التي تقع على الطريق المُؤدي إلى حلب، وأعاد بناء مرعش التي دمَّرها الروم قبل بضع سنوات، فحاول قسطنطين بن برداس فوقاس أن يمنع سيف الدولة من ذلك، فردَّهُ الأخير وهزمه، الأمر الذي دفع بِالروم إلى التحوُّل إلى الجزيرة الفُراتيَّة، فاستولوا على مدينة سُرُوج، وهاجموا آمد، غير أنَّهم ارتدُّوا على أعقابهم بِفضل جُهُود أميريّ ميافارقين وآمد. وتُعدُّ الحملة التي قام بها سيف الدولة في سنة 342هـ المُوافقة لِسنة 953م ضدَّ الأملاك البيزنطيَّة، من أهم الحملات التي قام بها في حياته؛ إذ جعل هدفه مدينة ملطية التي تُشكِّلُ مصدر خطرٍ على الأملاك الإسلاميَّة في الجزيرة الفُراتيَّة. ولمَّا سار إليها كمن لهُ الدمستق برداس فوقاس في درب مردان قُرب ملطية، واصطدم به. استطاع سيف الدولة أن يستدرج عدُوَّه إلى ميدانٍ مُلائمٍ، فتفوَّق عليه وهزمه وأرغمه على الانسحاب ودخل سُميساط، إلَّا أنَّهُ انسحب منها بعد ذلك عندما علِم أنَّ برداس فوقاس استغلَّ غيابه وهاجم أطراف الشَّام. وأدرك الأمير الحمداني عدوُّه بِناحية مرعش عند نهر سيحان، فاصطدم به وانتصر عليه أيضًا وقُتل في المعركة القائد ليون بن الملائين، ووقع قسطنطين بن برداس فوقاس في الأسر، فحملهُ سيف الدولة معهُ إلى حلب، وكان مريضًا، فاعتنى به سيف الدولة بِنفسه، مُبرهنًا عن فُروسيَّةٍ نادرةٍ، غير أنَّ قسطنطين لم يلبث أن تُوفي، فاهتمَّ سيف الدولة بِتجهيزه ودفنه وفقًا لِلمراسم المسيحيَّة تحت إشراف البطاركة والقساوسة الحلبيين، وكتب إلى أبيه يُعزِّيه. وعلى الرُغم من هذه المُعاملة الحسنة، فقد شاع في القُسطنطينيَّة بِأنَّ قسطنطين مات مسمومًا، وترتَّب على ذلك ما جرى من إساءة مُعاملة الأسرى المُسلمين وقتل بعضهم الآخر.
التفت سيف الدولة، في سنة 343هـ المُوافقة لِسنة 954م، إلى تشييد حصن الحدث، ففاجأه الدمستق برداس فوقاس على رأس جيشٍ ضخمٍ يُقدَّر بِخمسين ألف مُقاتل من الأرمن والتُرك والروس والبلغار والصقالبة والخزر، وجرى قتالٌ عنيف بين الطرفين استمرَّ من أوَّل النهار إلى وقت العصر، وأسفر عن انتصار سيف الدولة، وقُتل ثلاثة آلاف مُقاتل من جيش الدمستق ووقع عددٌ كبيرٌ في الأسر، كان من بينهم صهره تُيُودوس الأعور وابن ابنته وعدد من القادة، واستطاع برداس فوقاس أن ينجو بنفسه، واختبأ ابنه نقفور في سقاية الحدث حتَّى جنَّ الليل، فخرج ولحق بِأبيه، وعاد سيف الدولة إلى حلب عن طريق سمندو بعد أن أنهى بناء حصن الحدث ومعهُ الأسرى في شهر رجب المُوفق فيه شهر تشرين الثاني (نوڤمبر). وحاول برداس فوقاس، في السنة التالية، استرجاع الحدث، فحاصرها ونقب سورها، لكنَّهُ فكَّ الحصار عنها وغادر المنطقة عندما علم بِقُدُوم سيف الدولة لِقتاله. ترتَّب على الهزائم التي تعرّّض لها البيزنطيُّون أن مال الإمبراطور قسطنطين السابع إلى التفاهُم مع سيف الدولة، فأرسل إليه سفارة تلتمس منهُ الصُلح. غير أنَّ سيف الدولة رفض الاستجابة لِطلبه، لِأنَّ البيزنطيين كانوا قد قتلوا الأسرى المُسلمين الذين وقعوا في أيديهم ومنهم أشخاص من الأُسرة الحمدانيَّة. وما جرى بعد ذلك من الاستغناء عن خدمات برداس فوقاس بِسبب كِبر سنِّه، وتعيين ابنه نقفور مكانه في شؤون الحرب والقتال، وبِفضل مُساعدة أخيه ليون، عادت السياسة البيزنطيَّة إلى انتهاج سياسة التوسُّع في الشرق على حساب المُسلمين.

#### ثورة الأعراب
وفي سنة 343هـ المُوافقة لِسنة 954م، ثارت قبيلة بني كلاب وعاثت في نواحي بالس، وكان سيفُ الدولة مُنهمكًا في حرب البيزنطيين، فترك الجبهة البيزنطيَّة وسار إلى بالس وأخضعها، ولم يُسئ إلى أسراها وبِخاصَّةً النساء، فأكرمهُنَّ وأعادهُنَّ إلى أهلهنَّ. ومن المعروف أنَّ سيف الدولة كان يضع نصب عينيه أنَّه أميرٌ عربيّ وأنَّ ولاء القبائل لهُ يأتي من واقع كونه من العرب الأقحاح، بعد أن تعبت تلك القبائل في العصر العبَّاسي الثاني من جور وظُلم وتعسُّف الكثير من القادة التُرك والفُرس، وكبُر الإحساس الشُعُوبي في أنفُسهم، لِذا كان عليه التهاون مع تلك القبائل في الكثير من الأحيان كي يُحافظ على مركزه. وتكتَّلت في السنة التالية قبائل عامر بن صعصعة، وهي عُقيل وقُشير والعجلان وأبناء كعب من ربيعة بن عامر وكلاب بن عامر، ضدَّ سيف الدولة. وعقد هؤلاء مُؤتمرًا في سلميَّة قُرب حِمص، وقد عبَّروا عن سخطهم وغضبهم ممَّا نالهم من ظُلمٍ وطُغيانٍ من سيف الدولة ممَّا لم يتعوَّدوه، وقرَّروا القيام بالاضطرابات والفتن في أراضي إمارته. وشُغل سيف الدولة عنهم بِفعل قُدوم وفد بيزنطي لِطلب الصُلح، فاستغلَّ الثائرون هذه الفُرصة وتمادوا في عبثهم في أطراف الإمارة، وقتلوا والي قِنَّسرين الصباح بن عمارة، فغضب سيف الدولة ونهض لِوضع حد لِتعدِّياتهم، فخرج في 11 صفر 344هـ المُوافق فيه 6 حُزيران (يونيو) 955م إلى قِنَّسرين ونفَّذ عمليَّة مُطاردة ضدَّ الثائرين، فاستسلمت بنو كلاب، فعفا عنهم، وتابع تعقُّب بقيَّتهم، فاشتبك معهم في معارك عدَّة وهزمهم في سلميَّة، ففروا إلى بادية السماوة وتوغلوا فيها، فطاردهم حتَّى تدُمر وضيَّق عليهم حتَّى اضطرُّوا إلى الاستسلام وطلب العفو، فعفا عنهم، وفرَّقهم في الجزيرة الفُراتيَّة، وعاد إلى حلب.

#### ثورة أهالي حرَّان ثُمَّ عاملُها

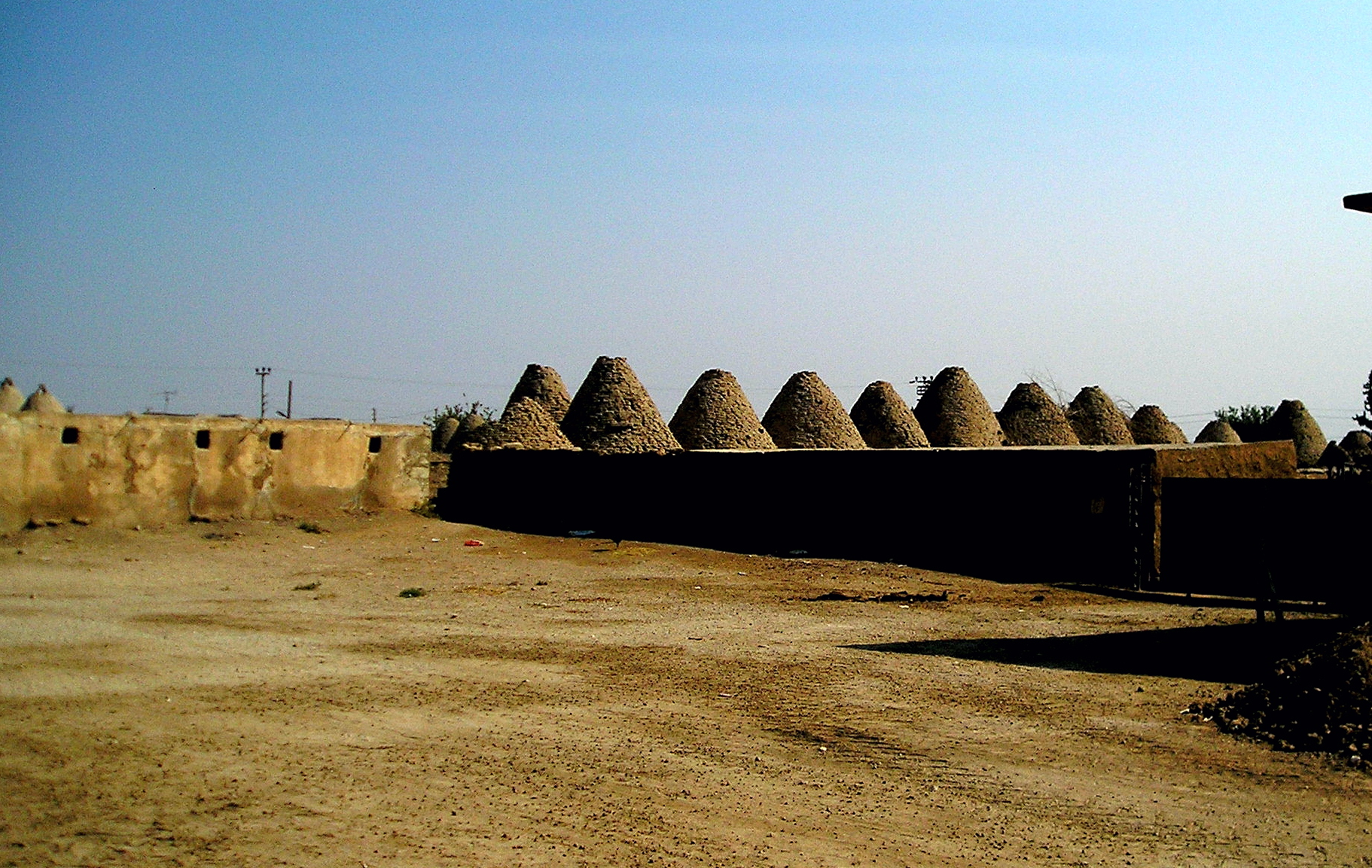
بُيُوت ومنازل حرَّان القديمة. شهدت عصيانًا واسعًا على سيف الدولة الحمداني من قِبل أهلها أولًا ثُمَّ عاملُها هبة الله بن ناصر الدولة، ثُمَّ القائد الحمداني وغُلام سيف الدولة المدعو «نجا»، ممَّا دفع الأوَّل إلى تجريد حملةٍ ضدَّه.

تعرَّض حُكمُ سيفُ الدولة لِثورةٍ أُخرى في سنة 352هـ المُوافقة لِسنة 963م قام بها أهلُ حرَّان ضدَّ عامله هبة الله بن ناصر الدولة بِسبب ظُلم مُوظفيه، فانتهزوا فُرصة غيابه عند عمِّه في حلب وطردوا هؤلاء المُوظفين، وعندما حاول هبة الله دُخول المدينة إثر عودته من حلب صدَّهُ أهلها وأغلقوا الأبواب في وجهه، فاضطرَّ أن يلتمس المُساعدة من عمِّه، فقدم سيف الدولة على رأس جيشه، فدخل المدينة، واستسلم الحرَّانيُّون. وما حدث في تلك السنة لدى عودة سيف الدولة من غزوةٍ لهُ ضدَّ الروم حيثُ أصابتهُ غشية، وظنَّ الناس أنَّهُ مات، فاستغلَّ هبة الله الفُرصة لِيقطع ما تيسَّر من أراضي الإمارة، فدخل حرَّان وأعلن العصيان، وأوهم أهلها بِأنَّ عمَّهُ سيفُ الدولة قد تُوفي وأنَّهُ كتب إلى أبيه ناصر الدولة لِيُنجده بِجيش، وطلب منهم أن يُساندوه ويقفوا معه ضدَّ كُل من يُحاربه، وأن يُقسموا على ذلك، وهذا يعني أنَّهُ لم يكن يثق بهم، فحلفوا على الإخلاص له، إلَّا أنَّهم استثنوا عمَّه من القسم. وعندما أفاق سيف الدولة من غشيته أُخبر بِعصيان ابن أخيه فغضب وأرسل غُلامه نجا إلى حرَّان لِلقبض عليه، وما أن وصل إليها حتَّى غادرها هبة الله إلى والده ناصر الدولة في الموصل، فدخل نجا المدينة وأعاد سُلطة سيف الدولة فيها، واشتطَّ في جباية الأموال، وصادر منهم مليون درهم، ففاق بِتعسُّفه هبة الله. واغترَّ نجا بما تجمَّع لديه من أموال وأعلن عصيانه على سيِّده، وسار إلى ميافارقين تاركًا حرَّان من دون والٍ، وقصد أرمينية، فقتل واليها أبا الورد، واستولى على خلاط وملاذكرد، واتصل بِمُعز الدولة البُويهي، وكان آنذاك في نصيبين، وعرض عليه التحالف ضدَّ سيف الدولة. لم يركن سيف الدولة إلى الهُدوء، وهو يرى خُرُوج أحد غلمانه عليه، فخرج من حلب لِإخضاعه، ولمَّا وصل إلى ميافارقين، خشي نجا على نفسه فهرب من بين يديه، وملك سيف الدولة الأراضي والقِلاع التي أخذها من أبي الورد. لم ينجُ نجا بِفعلته، فقد وثب عليه غلمان سيف الدولة وقتلوه بين يديه في داره بِميافارقين في شهر ربيع الأوَّل سنة 354هـ المُوافق فيه شهر آذار (مارس) سنة 965م، وقيل أنَّ سيف الدولة حزن حُزنًا شديدًا، وقتل قاتلُه، وقيل أيضًا بِأنَّ سيف الدولة أمر بِقتله شخصيًّا.

#### ثورة مروان العُقيلي ثُمَّ رشيق النسيمي

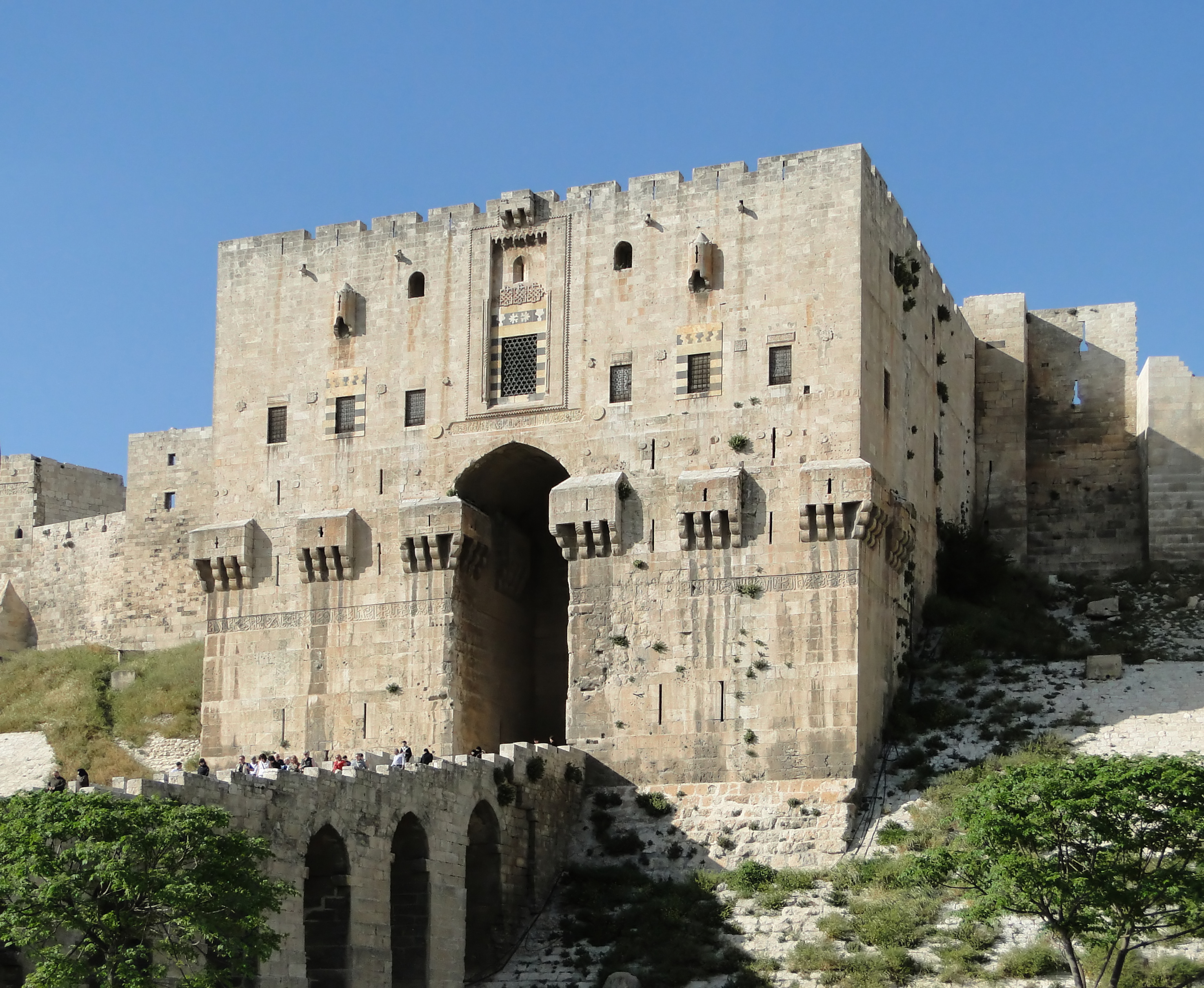
قلعة حلب. ضرب عليها رشيق النسيمي حصارًا دام ثلاثة أشهُر ولم يقدر على اقتحامها لِشدَّة مناعتها.

ثار في سنة 354هـ المُوفقة لِسنة 965م قُرمُطيٌّ يُدعى مروان العُقيلي وكان قد استأمن من سيف الدولة، ورافقهُ في بعض حملاته الجهاديَّة ضدَّ البيزنطيين، وتولَّى السواحل نيابةً عنه، فاستولى على حِمص وما جاورها، فأرسل إليه الحاجب قرغويه غلامه بدر فاشتبك معهُ في غربيّ كفرطاب بين معرَّة النُعمان وحلب، ورمى بدرًا مروان بِنشَّابة مسمومة أثناء القتال، غير أنَّهُ وقع في أسره، وقتلهُ مروان صبرًا، وتُوفي بعد أيَّام من إثر ضربة بدر، وعاد قرغويه إلى حلب. وشهدت نفس السنة أيضًا ثورة أُخرى هدَّدت الإمارة الحمدانيَّة في الصميم قادها رشيق النسيمي، وكان هذا القائد قد فرَّ إلى أنطاكية بعد سُقُوط طرسوس في يد الروم. وكان في أنطاكية آنذاك رجُلٌ مغمورٌ يُدعى حسن الأهوازي يعمل على ضمان المُستغلَّات لِسيف الدولة، فاجتمع بِرشيق النسيمي وحرَّضهُ على الثورة على سيف الدولة مُستغلًّا غيابه عن حلب، في ميافارقين، بعد خسارته أمام البيزنطيين، وأنَّهُ لن يعود. فاستجاب رشيق النسيمي له، وأعلن الثورة. وحتَّى يُقوِّي موقفه اتصل بِالإمبراطور البيزنطي والتمس مُساعدته مُقابل مبلغ ستُّمائة ألف درهم سنويًّا، وساندهُ الأهالي، فطردوا عُمَّال سيف الدولة من أنطاكية، وزوَّر كتابًا ذكر فيه أنَّ الخليفة العبَّاسي قلَّدهُ أملاك سيف الدولة وجميع أعماله، فقُرئ على منابر المساجد في أنطاكية. واستغلَّ حسن الأهوازي ما تجمَّع لديه من المال وكوَّن فرقةً عسكريَّةً، واستأمن إليه «دزبر بن أونيم الديلمي» وجماعةً من الديلم الذين كانوا مع الحاجب قرغويه في حلب. وطمع رشيق النسيمي في توسيع رقعة نُفُوذه بالاستيلاء على حلب، فتقدَّم نحوها على رأس خمسة آلاف مُقاتل، وهزم مُقدِّمة الجيش الحمداني الذي حاول وقف تقدُّمه ودخل المدينة في 1 ذو القعدة 354هـ المُوافق فيه 29 تشرين الأوَّل (أكتوبر) 965م، لكن امتنعت عليه القلعة، فحاصرها ثلاثة أشهر تخلَّلها قتالٌ بين الطرفين، قُتل خلالهُ رشيق النسيمي، فقد طعنهُ أبو يزيد الشيباني فسقط عن حصانه، فتلقَّاهُ أحد المُقاتلين وقتلهُ وحزَّ رأسهُ ومضى به إلى الحاجب قرغويه، الذي عاد إلى حلب. فرَّت قُوَّاتُ رشيق النسيمي إلى أنطاكية واختار أفرادُها دزبر بن أونيم خلفًا له، وعقدوا له الإمارة فاستوزر أبا علي الأهوازي، وحاول أن يصبغ حركته بِالصبغة العلويَّة لاستقطاب الشيعة هُناك وتقوية موقفه، والمعروف أنَّ المبادئ الشيعيَّة كانت تلقى صدى واستجابة لدى العامَّة، فخرج قرغويه من حلب إلى أنطاكية لِلقصاء عليه إلَّا أنَّهُ تعرَّض لِلهزيمة واستسلم كثيرٌ من أفراد جيشه، فعاد إلى حلب وتحصَّن بِقلعتها. واستولى دزبر على المدينة في شهر جُمادى الأولى سنة 355هـ المُوافق فيه شهر أيَّار (مايو) سنة 966م، واستقرََّ بها، وأقام وزيره مع جُنده في قنَّسرين فانضمَّ إليه بنو كلاب، وجبى الخِراج من حلب وحِمص، وعيَّن الوُلاة والقُضاة والشُيُوخ والعُمَّال على الولايات، ما استدعى تدخُّل سيف الدولة شخصيًّا، فزحف على رأس قُوَّاته إلى حلب فدخلها، وبات فيها مريضًا، قد أصابه الفالج وبطُل شقَّهُ الأيسر، فتحامل على نفسه ونفَّذ عمليَّة مُطاردة لِلثائرين حتَّى تل سبعين، شرقيّ حلب. وعندما رأى بنو كلاب سيف الدولة انحازوا إلى صُفوفه ما أضعف موقف دزبر. وجرى اللقاء الدامي بين الطرفين عند هذه القرية وأسفر عن انتصار سيف الدولة، ووقع دزبر والأهوازي في أسره، فقتل الأوَّل من يومه واستبقى الثاني أيَّامًا ثُمَّ قتله.

#### عودة الحرب مع الروم

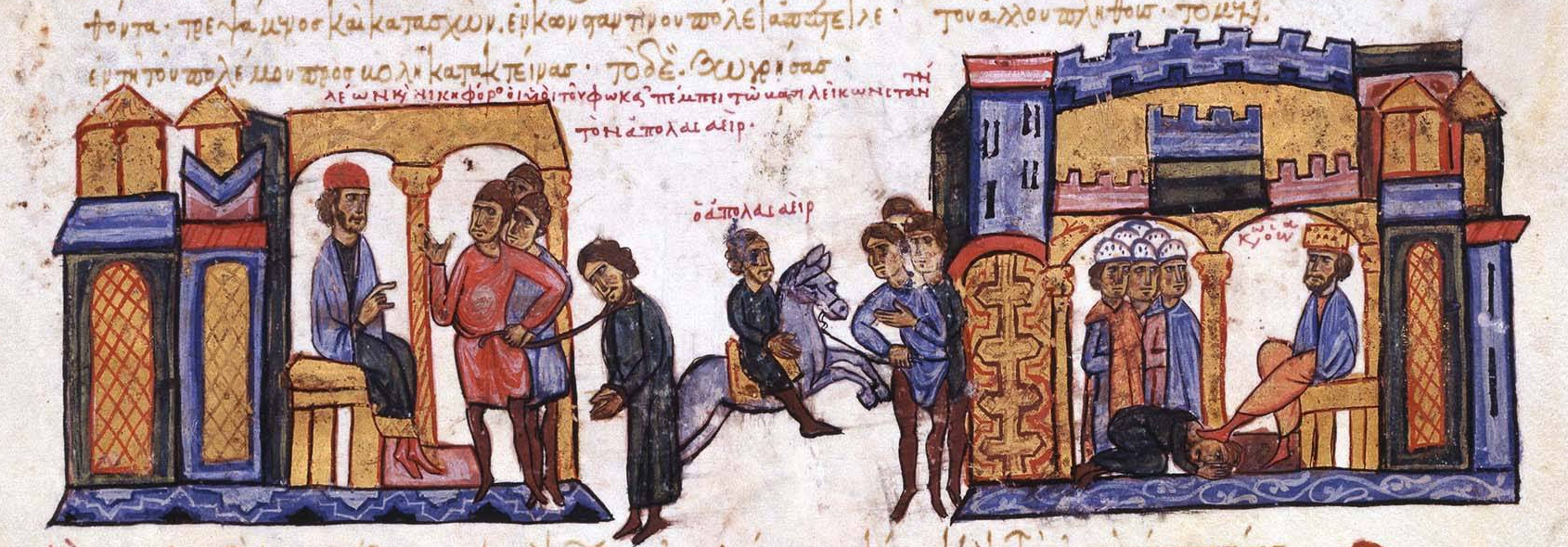
ليون فوقاس يُرسلُ أبو العشائر الحُسين بن عليّ بن حمدان أسيرًا إلى القُسطنطينيَّة حيثُ تمَّ إذلاله إلى أن تُوفي.

في سنة 345هـ المُوافقة لِسنة 956م غزا سيف الدولة بطن مدينة هِنزيط بِالأناضول، ونزل على شاطئ أرسناس، وعبر إلى الجانب الآخر، فهاجم يانس بن زمسكيس في تل بطريق وهزمه وفتح الحصن، وعاد إلى آمد. واصطدم أثناء عودته بِالدمستق ويانس اللذين سدَّا عليه الدرب، فانتصر عليهما وأجلاهُما عنه، وتابع طريقه. وكان سيف الدولة قد خلَّف ابن عمِّه أبا العشائر الحُسين بن عليّ بن حمدان في دلوك من نواحي حلب، وكلَّفهُ بِمُهاجمة حصن عرمدا، وعمارة عرنداس، فتصدَّى لهُ ليون بن الدمستق وانتصر عليه وأسره، وحملهُ إلى القُسطنطينيَّة، وتُوفي في الأسر. وفي ذات السنة غزا سيف الدولة الأراضي البيزنطيَّة مع أهل الثُغُور، وأرسل سريَّة إلى سمندو اصطدمت بِالقائد البيزنطي استراتيگوس بن البلنطس وأسرته، ثُمَّ هاجم سيف الدولة حصن زياد وحاصره، غير أنَّهُ فك الحصار عنهُ وعاد إلى حلب لِيتصدَّى لِلدمستق الذي كان يزحف على الشَّام. وخرَّب سيف الدولة في هذه الغارات مواضع بيزنطيَّة كثيرة مثل خرشنة، وصارخة، غير أنَّ البيزنطيين تمكنوا من دُخُول طرسوس، فأحرقوها وسبوا ما صادفوه من أهلها. وما كاد سيف الدولة يستقر في حلب حتَّى هاجم البيزنطيُّون ميافارقين، فأحرقوا قُراها، وسبوا أهلها، وعادوا إلى مُعسكرهم.

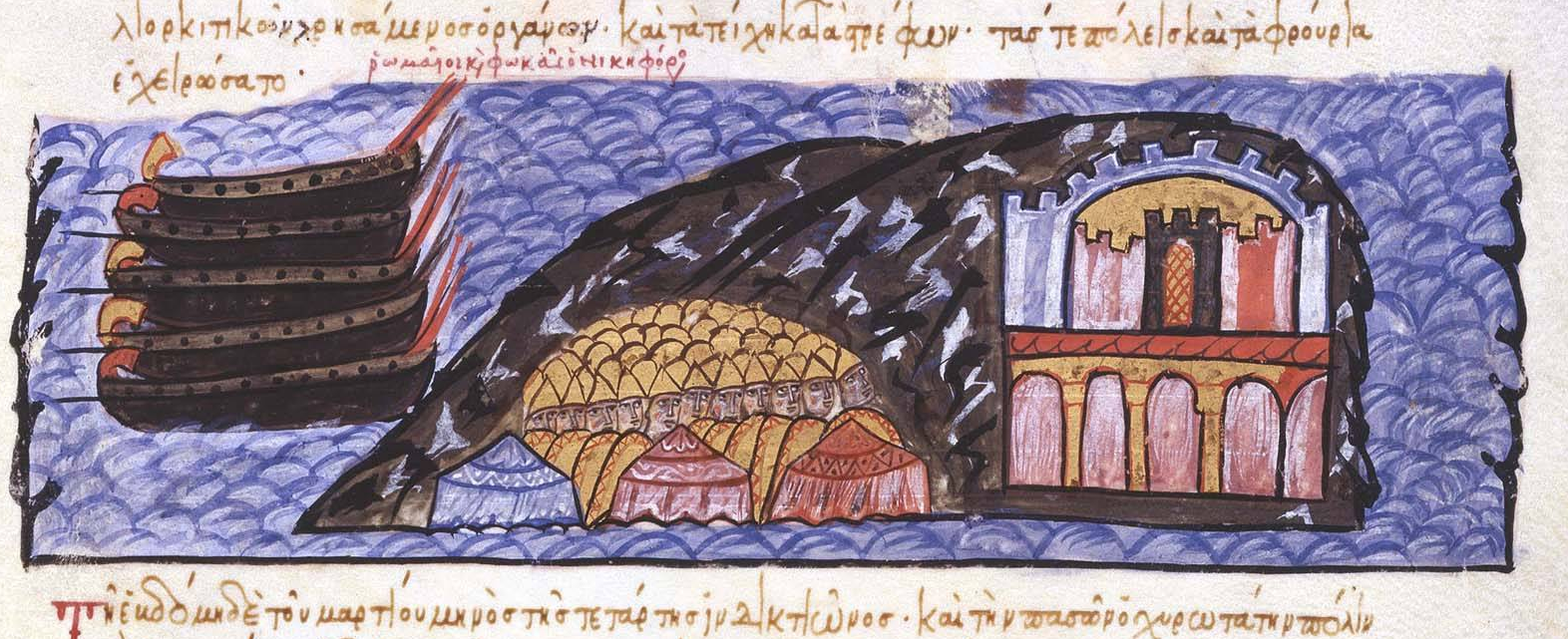
حصار الروم لِربض الخندق عاصمة إمارة إقريطش ومعقلها الرئيس.

نتيجة الانتصارات الإسلاميَّة المُتوالية وفشل البيزنطيين في وقف الغارات الحمدانيَّة، بدَّل البيزنطيُّون خططتهم السياسيَّة والعسكريَّة لِتتلائم مع التطُّور الجديد، فقرَّروا التخلُّص من سيف الدولة عن طريق التآمُر، فكاتبوا في شهر جُمادى الأولى سنة 346هـ المُوافق فيه شهر آب (أغسطس) سنة 975م بعض غلمانه بِالقبض عليه وتسليمه إلى الدمستق عند قُدومه لِمُحاربته. وامتدَّت الخيانة إلى الحرس الأميري الذي أبدى أفرادهُ استعدادًا لِتسليم سيف الدولة إلى ليون فوقاس في الوقت المُناسب، لكنَّ المُؤامرة ما لبثت أن اكتُشفت، فقد أخبر بعض الغلمان القائد ووالي مصر السَّابق أحمد بن كيغلغ بِالمُؤامرة، فأعلم سيف الدولة، الذي ألقى القبض على المُتآمرين وعاقبهم بِأن قتل منهم مائة وثمانين، وقبض على وهاء مائتيّ غُلام، وكان مُعظمهم من الأرمن والتُرك كان قد اشتراهم وأدخلهم في عداد جيشه. كما انتهج الروم تدمير المناطق الحُدوديَّة وإفراغها من الوُجود العسكري الإسلامي، فهاجموا، بِقيادة الدمستق نقفور فوقاس، حصن الحدث، واستولوا عليه صلحًا، فأجلوا أهله عنه وهدموه. والواقع أنَّ هذا الأُسلوب الجديد في التعامل السياسي والعسكري كان فاشلًا ولم يُحقق الهدف المُرتجى، بِدليل استمرار الغارات الحمدانيَّة على الأراضي البيزنطيَّة والتصدي الحمداني لِلغارات البيزنطيَّة المُضادة. ففي سنة 347هـ المُوافقة لِسنة 958م، جرت عدَّة وقعات بين الروم والمُسلمين كانت الغلبة فيها للروم، الذين توغلوا في الأراضي الإسلاميَّة وفتحوا حُصونًا عدَّة حتَّى امتدَّت حُدود الإمبراطوريَّة البيزنطيَّة إلى ما وراء الفُرات، وأضحى الطريق إلى طرسوس وأنطاكية وبيت المقدس مفتوحًا أمامهم. وفي سنة 350هـ المُوافقة لِسنة 961م، نجح القائد نقفور فوقاس في انتزاع جزيرة إقريطش (كريت) من المُسلمين، كما تمكَّن الروم من اجتياح طرسوس والاستيلاء على حصن الهارونيَّة وأسر مُحمَّد بن ناصر الدولة الحمداني. كان لِهذه الهزيمة ردّ فعلٍ عنيف من جانب المُسلمين، حتَّى أنهم أعلنوا الجهاد في أنحاء الدولة العبَّاسيَّة، خُصوصًا في المشرق، وهاجم المُسلمون في مصر كنائس النصارى، وركب كافور الإخشيدي إلى دار الصناعة لِيطرح مركبًا عظيمًا كان بها بِالبحر، إيذانًا بِبدء الحرب ضدَّ البيزنطيين، كما دفعت سيف الدولة إلى أن يعبر بجيشٍ كبير الحُدود البيزنطيَّة مُستغلًا فراغ الثُغُور الروميَّة من الجُند الذين اشترك أغلبهم في حملة إقريطش، ورُبما كان من بين دوافع سيف الدولة أيضًا تخفيف الضغط البيزنطي عن أمير إقريطش عبدُ العزيز بن عُمر بن شُعيب، بِدليل أنَّ حملة الأمير الحمداني بدأت في الوقت الذي أخذت فيه الحملة البيزنطيَّة في النُزول إلى الجزيرة.

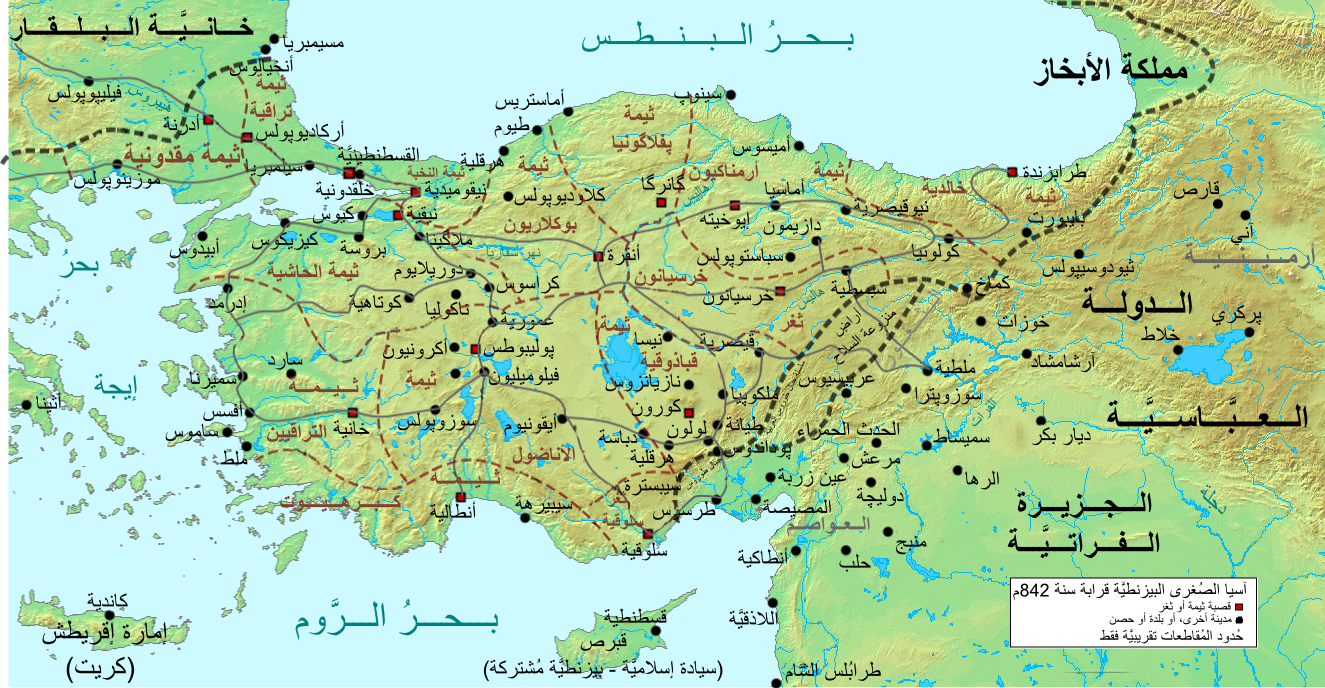
المناطق الحُدوديَّة الإسلاميَّة - البيزنطيَّة، ومناطق الثُغُور، حيثُ اشتعلت حربٌ دمويَّة بين المُسلمين والروم خِلال ما عُرف بِفترة صحوة الإمبرطوريَّة البيزنطيَّة وفي أواخر عهد سيف الدولة الحمداني.

خرج سيف الدولة في سنة 349هـ المُوافقة لِسنة 960م على رأس جيشٍ كبير، تعداده ثلاثون ألف مُقاتل، وتوغَّل في الأراضي البيزنطيَّة حتَّى خرشنة، وهو يقتل ويسبي ويحرق ويفتح الحُصُون من دون أن يحفل بما خلَّفه وراءه ليون من جُندٍ في الشَّام، فكلَّفهُ ذلك غاليًا لاحقًا. وكمن البيزنطيُّون لِلمُسلمون في درب مغارة الكُحل، وهو إحدى دُروب جبال طوروس التي كان المُسلمون يعبرون من خلالها من الشَّام إلى الأناضول والعكس. ونصح الطرسوسيُّون سيف الدولة بألَّا يسلُك هذا الدرب أثناء عودته لأنَّ البيزنطيين ملكوه من خلف ظهره، لكنَّهُ رفض نصيحتهم، ويبدو أنَّ رفضه ناجمٌ عن اعتزازه بنفسه وإعجابه بِرأيه ولِتفادي القول بِأنَّهُ أصاب بِرأي غيره. وما أن تقدَّم سيف الدولة بمن معهُ من الأسرى وبما يحملُ من الغنائم، انقضَّ عليه ليون بِقُوَّاته، فدارت بين الطرفين معركة في 15 رمضان المُوافق فيه 8 تشرين الثاني (نوڤمبر) تعرَّض فيها سيف الدولة لِخسارةٍ جسيمة وصلت إلى حد الكارثة، فلم ينجُ إلَّا بِثلاثمائة مُقاتل من المُسلمين، وعاد إلى حلب تاركًا أثرًا سلبيًّا في نُفُوس المُسلمين الذين وضعوا كُل ثقتهم به في مُواجهة الروم. وفي ذات السنة، عُيِّن نقفور فوقاس دمستقًا جديدًا في الشرق بعد أن عاد مُنتصرًا من إقريطش، فنقل الحرب من مناطق الحُدود إلى قلب الدولة الحمدانيَّة، فاستولى بدايةً على قيليقية ومدينة عين زربة، وارتكب جُنُوده كثيرًا من الأعمال الوحشيَّة، وأظهر من الشَّدة والصرامة والقسوة ما ألقى الرُعب في قُلُوب الأهالي المُسلمين بِهذه الجهات وعلى الأطراف، فانجلى الكثير منهم عن بلادهم، وتعرَّض بعضهم للتهجير والقتل والتشريد والعذاب ما أدَّى إلى هلاك عدد كبير منهم، ولم تنجُ الأشجار والنباتات من يد التخريب، فأمست المناطق المُجاورة لِعين زربة خرابًا يبابًا.

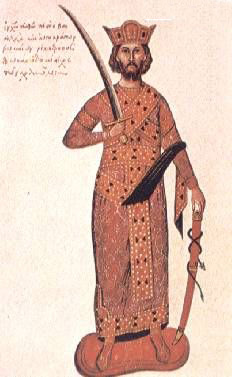
الدمستق، ثُمَّ الإمبراطور البيزنطي نقفور فوقاس، صاحب الحملات العديدة على ديار الإسلام، بما فيها إقريطش وحلب.

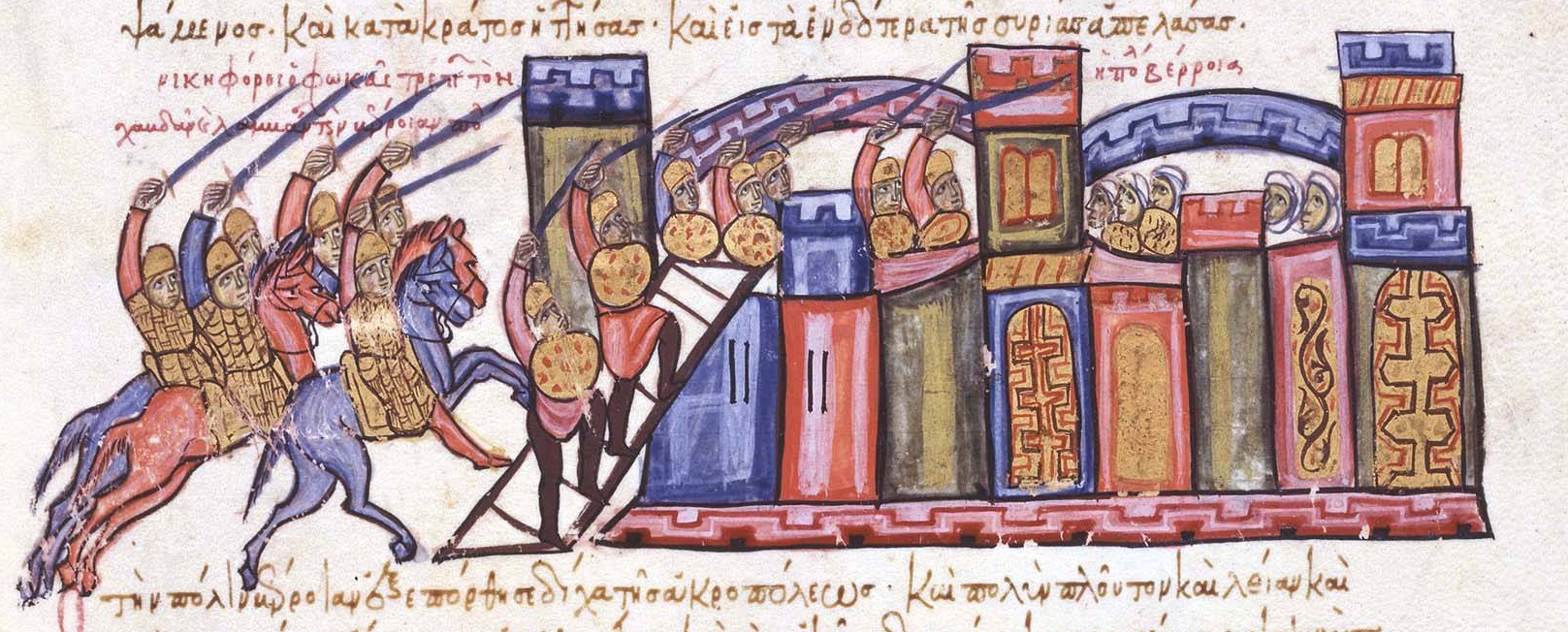
البيزنطيُّون يستولون على مدينة حلب عاصمة الإمارة الحمدانيَّة في الشَّام.

توَّج نقفور فوقاس نشاطه العسكري في شمال الشَّام باستيلائه على حلب، فاستولى في ربيع الأوَّل سنة 351هـ المُوافق فيه نيسان (أبريل) 961م على المُدن والحُصُون التابعة لِإمارة حلب، في خُطوةٍ مُتقدمةٍ لِلوُثوب إلى حلب نفسها، فسقط في يديه وأيدي قادته من المُدن: دلوك ورعبان ومرعش وعينتاب، وأرسل قُوَّة عسكريَّة بِقيادة ابن أُخته تُيُودور استولت على منبج وأسرت أميرها الشاعر أبا فراس الحمداني الذي كان خارجها، وأرسلهُ نقفور فوقاس إلى القُسطنطينيَّة حيثُ ظلَّ في الأسر مُدَّة أربعة أعوام، حتَّى فداهُ سيف الدولة. وخرج سيف الدولة من حلب ومعهُ الأهالي لِلجهاد والدفاع عن مدينتهم ضدَّ الروم القادمين من الشمال، وكانوا قليلي العدد، فلم يستطيعوا الصُمُود بِوجه البيزنطيين، فتكبَّدوا خسائر فادحة في الأرواح، وانسحب سيف الدولة إلى قنِّسرين، فيما تقدَّم الروم وحاصروا المدينة يوم السبت 18 ذي القعدة 351هـ المُوافق فيه 18 كانون الأوَّل (ديسمبر) 961م.
اقتُحمت حلب ليلة الثُلاثاء 22 ذي القعدة المُوافق فيه 22 كانون الأوَّل (ديسمبر)، فوضع الروم السيف في النَّاس،  وارتكبوا مجزرة رهيبة ذهب ضحيَّتها كثيرٌ من السُكَّان الأبرياء، وأطلقوا سراح أسراهم الذين كانوا في المدينة، وعددهم ألف ومائتا رجل، وسبوا بضعة آلاف صبيّ وصبيَّة من المُسلمين، ونهبوا الأموال والمتاع، ونهبوا وأحرقوا المساجد والأسواق وأكثر دُور المدينة، واستمرَّت أعمال القتل والحرق والنهب ثمانية أيَّام. انسحب نقفور فوقاس من حلب بعد ثمانية أيَّامٍ من الاحتلال خوفًا من هُجومٍ إسلاميٍّ شاملٍ على المدينة بعد أن بلغهُ احتشاد المُسلمين في دمشق وفي مصر والعراق ومُناداتهم بِالجهاد ونُصرة الحلبيين وسيف الدولة، كما رغب أن يكون قريبًا من البلاط البيزنطي خوفًا من أي مُؤامرةٍ تُدبَّر ضدَّه كما كان يجري دائمًا ضدَّ قائدٍ مُنتصر، كذلك وصلت أنباء تُفيد عن تدهور صحَّة الإمبراطور رومانوس الثاني ما جعلهُ وسائر القادة في آسيا الصُغرى يتطلُّعون إلى العرش. وما كادت الجُيُوش البيزنطيَّة تنحسب من حلب حتَّى عاد إليها سيف الدولة لِيجدها خرابًا، فانصرف إلى إزالة آثار العدوان من واقع إعادة تعميرها، وحرص أن يُعيد إليها ما تفرَّق من سُكَّانها، ونقل إليها ما استطاع جمعه من سُكَّان قنَّسرين لِيُعوَض النقص الكبير في جُمهرتها، وأعاد عمارة أسوارها، وشيَّد من جديد ميناء أنطاكية، ثُمَّ التفت إلى تنظيم حملاتٍ عسكريَّةٍ لِلثأر من البيزنطيين. استمرَّت الحرب بين المُسلمين والبيزنطيين سجالًا طيلة عامين، وكان النصرُ فيها لِلمُسلمين تارة ولِلبيزنطيين تارة، وفي تلك الفترة تولَّى نقفور فوقاس عرش الإمبراطوريَّة البيزنطيَّة، وتوقَّف سيف الدولة عن الخُروج مع الجُيُوش بعد أن أقعده المرض، فتولَّى أُمراء الثُغُور قيادة الجهاد ضدَّ البيزنطيين، لكنَّهم لم يكونوا بِكفائة سيف الدولة، كما انتهج الإمبراطور الجديد نهج العُنف والإرهاب والقسوة مع مُدن الثُغُور الإسلاميَّة، فاستولى في ربيع سنة 353هـ المُوافقة لِسنة 963م على عين زربة وأضنة، وفي السنة التالية ألحق بها مدينتيّ المصيصة وطرسوس، واتخذ الأخيرة قاعدةً لِلوُثُوب على الشَّام، وحوَّلها إلى مدينةٍ مسيحيَّة وأزالها ما بها من معالم حضاريَّة وثقافيَّة إسلاميَّة، وتنصَّر بعضُ أهلها. وبِفعل التطوُّر العسكري الذي مال لِصالح البيزنطيين، وسيطرة الإمبراطور البيزنطي على المُدن الرئيسيَّة في قيليقية، مال الأمير الحمداني إلى الهُدوء وتبادُل الأسرى، ولمَّا نفذ منهُ أسرى الروم، افتدى من تبقَّى من أسرى المُسلمين بِمائتين وأربعين ألف دينار. ولكن رُغم ذلك استمرَّ البيزنطيُّون يُغيرون على أطراف الشَّام والعراق حتَّى قرَّر نقفور فوقاس تبريد الجبهة الإسلاميَّة والتفرُّغ لِقتال البلغار في أوروپَّا.

#### وفاة سيف الدولة والنزاع الأُسري بعده
اشتدَّ المرض على سيف الدولة في أواخر أيَّامه حتَّى انتهى إلى غاية الضعف، لكنَّهُ رُغم ذلك استمرَّ يُرسل العساكر لِحرب الروم ودفعهم بعيدًا عن حُدود إمارته وحُدود الدولة العبَّاسيَّة عُمومًا. وفي 10 صفر 356هـ المُوافق فيه 15 كانون الثاني (يناير) 967م، تُوفي سيف الدولة في حلب، ونُقل جُثمانه بعد الصلاة عليه إلى ميافارقين حيثُ وُري الثرى إلى جانب والدته وشقيقته، وقيل أنَّ طوبةً وُضعت تحت رأسه في قبره صُبَّت من بقايا درعه الذي تكسَّر لِكثرة ما تلقَّاه من ضربات في معاركه المُتكررة خِلال حياته. شكَّلت وفاة سيف الدولة خسارة جسيمة ألمَّت بِالمُسلمين بِعامَّة، والعرب بِخاصَّة، لأنَّهُ كان قائدًا شُجاعًا مُحنَّكًا، قضى حياته مُجاهدًا ومُدافعًا عن الحُدود الإسلاميَّة ضدَّ البيزنطيين، واستطاع بِفضل مهارته العسكريَّة أن يتصدَّى لِأعدائه في الداخل والخارج، ولم يكن ابنه وخليفته على المُستوى نفسه من الإقدام والشجاعة والتدبير، ما أدَّى إلى ضعف الإمارة الحمدانيَّة وتراجُع قوَّتها، فطمع فيها عُمَّالها الذين تنازعوا فيما بينهم وخرجوا على أسيادهم، وجيرانها الروم البيزنطيُّون الذين استغلُّوا تفكُّك وحدتها للاستيلاء على المزيد من الأراضي الإسلاميَّة، والفاطميُّون الطامعون في ضمِّ الشَّام ونشر نُفوذهم ومذهبهم الشيعي الإسماعيلي في رُبوعها.

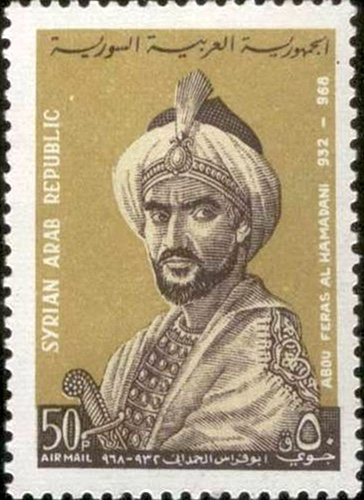
طابع سُوري قديم يظهر عليه رسم لِأبي فراس الحمداني، خال سعد الدولة وأبرز ضحايا النزاع الأُسري الحمداني بعد وفاة سيف الدولة.

خَلَف سعد الدولة أبو المعالي شريف أباه سيف الدولة بعد وفاته، وهو الابن الوحيد الباقي على قيد الحياة من أولاده، وكان يُقيم في ميافارقين نائبًا عن أبيه على ديار بكر. وفي 20 ربيع الأوَّل 356هـ المُوافق فيه 5 آذار (مارس) 967م دخل سعد الدولة إلى حلب، فاستقبلهُ سُكَّانها بِكُل مظاهر الترحيب، فزيَّنوا المدينة وضربوا القباب. واجه سعد الدولة في بداية حياته السياسيَّة مشاكل خطيرة كان أوَّلها خُروج ابن عمِّه حمدان بن ناصر الدولة على حُكمه، وكان يتولَّى نصيبين وماردين والرَّحبة من أعمال الجزيرة الفُراتيَّة، فاستغلَّ وفاة عمِّه وأضاف إلى أملاكه الرِّقَّة والرافقة، من أعمال ديار مضر التابعة لِلإمارة الحمدانيَّة في حلب. لم يكن سعد الدولة في وضعٍ يسمح لهُ بِالتصدِّي لابن عمِّه، في ظل عدم استقرار الوضع الداخلي لِلإمارة، غير أنَّ الصراع الداخلي في الموصل بين أبناء ناصر الدولة أجبر حمدان على ترك مدينتيّ الرِّقَّة والرافقة. ولم يمضِ ثمانية أشهر على وفاة سيف الدولة حتَّى واجه سعد الدولة مُشكلة أكثر خُطُورة، فقد خرج عليه خاله أبو فراس، وكان آنذاك في حِمص، وإذ بعث إليه بِالحُضُور فرفض، انحاز إلى قرية صدد وتحصَّن فيها. ويبدو أنَّهُ أبى أن يكون مُجرَّد عامل لابن أُخته، وهو أكبر منهُ سنًّا وأقدر على إدارة الشُؤون العامَّة، وبِخاصَّةٍ أنَّ لهُ فضائل في الحفاظ على كيان الإمارة الحمدانيَّة، كما استاء من تحكُّم الغلمان واستبداد الحاجب قرغويه بِشُؤون الإمارة في ظل ضعف سعد الدولة. ومهما يكن من أمر، فقد ارتاب سعد الدولة في تصرُّف خاله ورفض الحُضُور إلى مجلسه، وشكَّ في أمره، فقرَّر التخلُّص منه، والواقع أنَّهُ دُفع لِلقيام بِذلك من قِبل قرغويه الحاجب الذي خشي من طُمُوح أبي فراس الذي يُشكِّلُ خطرًا على نُفُوذه ولعلَّهُ أوهمه بِأنَّ خالهُ يطمع في حُكم الإمارة. وخرج سعد الدولة من حلب مُتوجهًا إلى سلميَّة التي اتخذها قاعدة انطلاقٍ لِحرب خاله، فجمع حوله الأعراب ثُمَّ أرسل الجيش بِقيادة قرغويه إلى صدد للاصطدام بِخاله. وبعد مُناوشاتٍ لم تستمر طويلًا هال أنصار أبي فراس ضخامة جيش قرغويه، فاستأمن مُعظمهم وانحازوا إليه. ولمَّا وجد أبو فراس نفسهُ مع قلَّةٍ من أعوانه خشي على نفسه، فاختلط مع الذين استأمنوا، لكنَّ قرغويه عرفه، فأمر أحد غلمانه بِقتله، فضربه بِدبُّوسٍ مُضرَّسٍ على رأسه، فسقط من على دابَّته، ونزل الغُلام فحزَّ رأسه، وحمله قرغويه إلى سعد الدولة، وذلك يوم السبت في 2 جُمادى الأولى 357هـ المُوافق فيه 4 نيسان (أبريل) 968م، والرَّاجح أنَّ قرغويه تصرَّف بِعمليَّة القتل من دون علم سيِّده. وقيل أنَّ خبر مقتل أبا فراس لمَّا بلغ شقيقته أُمُّ الحسن والدة سعد الدولة كاد أن يُفقدها صوابها، بحيثُ ندبته ولطمت نفسها حتَّى فقئت عينها.
كان قرغويه الحاجب يُخطط للاستقلال عن الإمارة الحمدانيَّة مُنذُ وفاة سيف الدولة، وطمع بِخلع طاعة الأُسرة الحمدانيَّة وطردها من حلب والاستقلال بِهذه المدينة، فاستغلَّ ضعف سيِّده الذي فقد ثقة شعبه واحترامه بِفعل عدم جديَّته في الجهاد والتصدِّي لِلبيزنطيين، الذين كانوا يُهاجمون الأراضي الإسلاميَّة، واستقطب الحلبيين بعد أن أوقفهم على ما تتعرَّض له مدينتهم من الخطر البيزنطي، وبما قام به من إصلاحات في القلعة وتحصينها وعمارة أسوار البلدة وتقويتها. ثُمَّ عاد وانتهز خُروج سعد الدولة إلى بالس في سنة 357هـ المُوافقة لِسنة 968م لِصدِّ البيزنطيين، فاغتصب السُلطة وكتب إلى سعد الدولة يقول: «امْضِ إِلَى وَالِدَتِك، فَإِنَّ أَهلَ حَلَب لا يُرِيدُونَك، وَلا يَترُكُونَكَ تَعُودُ إِليهِم».

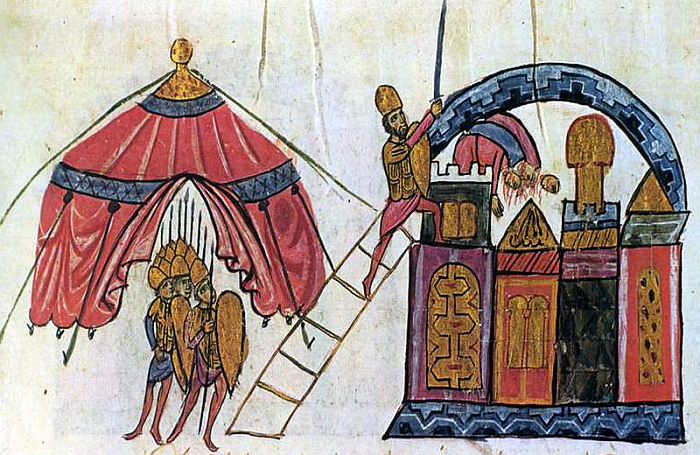
استيلاء البيزنطيين على أنطاكية بِقيادة بُطرس فوقاس الطربازي، المرسوم وهو يتسلَّق السُلَّم لِيتخطَّى الأسوار.

وتعاون قرغويه مع غُلامٍ آخر يُدعى «بكجور» على تنفيذ هذه المُؤامرة، وذلك في شهر مُحرَّم سنة 358هـ المُوافق فيه شهر كانون الأوَّل (ديسمبر) سنة 968م، واقتسما السُلطة في حلب، وجرى الدُعاء لهُما على المنابر. ظلَّت بعض المُدن في شمالي الشَّام على ولائها لِسعد الدولة، وتُدين بِالطَّاعة له، منها معرَّة النُعمان التي يحكُمها أحد غلمان سيف الدولة المدعو زُهير، فاستدعى سيَّدهُ من حماة حيثُ كان قد التجأ، فلبَّى سعد الدولة دعوته، فسار إلى منبج، فجمع فيها أنصاره وتوجَّه إلى حلب لِطرد قرغويه وبكجور منها، وحاصرها في شهر رمضان 358هـ المُوافق فيه شهر تمُّوز (يوليو) 969م، ويبدو أنَّ قرغويه كان عاجزًا عن التصدِّي لِقُوَّته، فالتمس المُساعدة من البيزنطيين، فأرسلوا إليه جيشًا بِقيادة بُطرس فوقاس الطربازي، ولمَّا علم سعد الدولة بِقُدوم الروم فكَّ الحصار عن حلب وانسحب إلى معرَّة النُعمان. استغلَّ أبو تغلب بن ناصر الدولة حرج موقف ابن عمِّه سعد الدولة، فاستولى على حرَّان وانتزع ميافارقين. كما هاجم البيزنطيُّون في 14 ذي الحجَّة 358هـ المُوافق فيه 28 تشرين الأوَّل (أكتوبر) 969م أنطاكية مُستغلين تفتيت وحدة الإمارة الحمدانيَّة بِفعل النزاع الأُسري، وضياع هيبة الدولة. وما لبث الشقاق أن وقع بين قرغويه وبكجور بِسبب الاسئثار بِالسُلطة، فقبض الثاني على الأوَّل وأودعهُ السجن في قلعة حلب، في ظل انصراف الإمبراطوريَّة البيزنطيَّة عن تأييد قرغويه، نظرًا لِما ساد من الفتن الداخليَّة في بيزنطة بعد وفاة الإمبراطور يُوحنَّا زمسكيس. واستدعى أنصار قرغويه سعد الدولة إلى حلب، وكان آنذاك في حِمص يُراقب تطوُّر الأحداث، فسار إليها مع أنصاره وضرب الحصار عليها طيلة أربعة أشهر، ثُمَّ دخلها بِمُساعدة أهلها الذين ملُّوا الفتن والاضطرابات، كما أنَّهم استاءوا من تعاون بكجور مع الروم وقد مكَّنهم من البلاد. واستسلم بكجور لِسعد الدولة مُقابل الأمان لهُ ولِأهله، وتوليته على حِمص، فمنحهُ سعد الدولة ما طلبه، واستقرَّ هو بِحلب.

#### سُقُوط الإمارة الحمدانيَّة في حلب

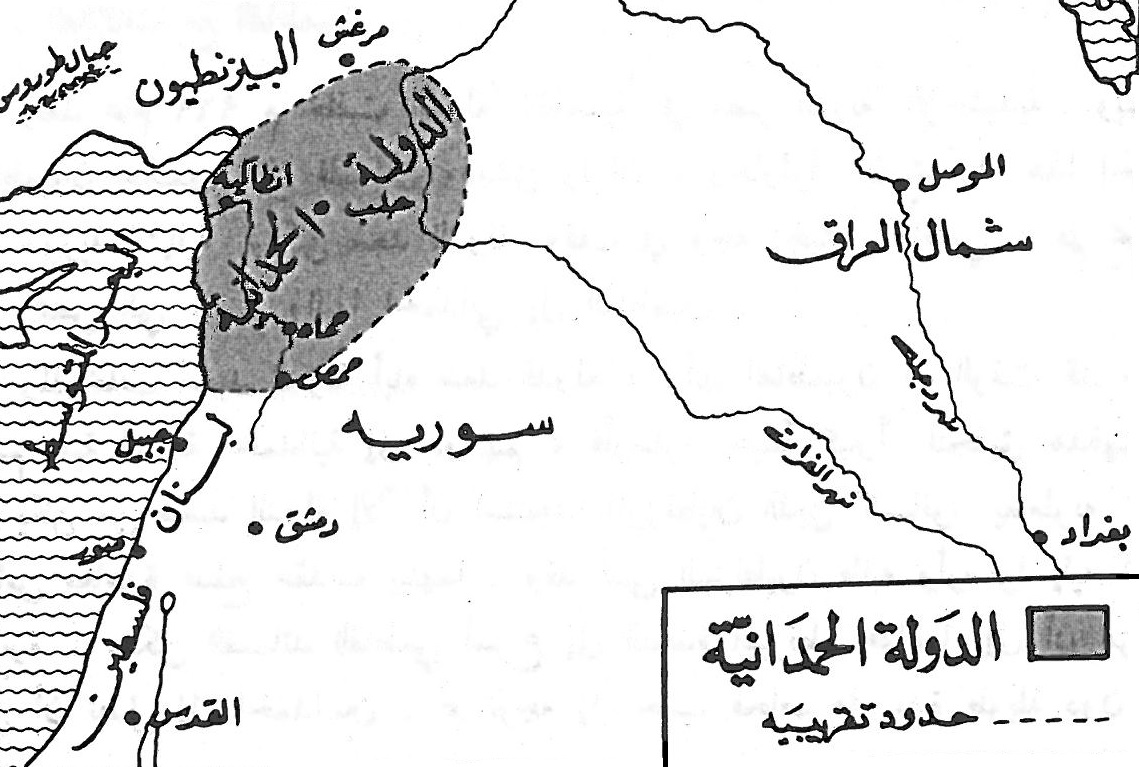
خارطة الدولة الحمدانيَّة تُظهر الحُدود التقريبيَّة لِلدولة في أواخر سنواتها.

بعد استقرار الأمر لِسعد الدولة في حلب، تعرَّض لِضغطٍ بيزنطيٍّ ضمن مُحاولة الروم السيطرة على حلب أو فرض حُكمٍ مُوالٍ لهم فيها كي تجعل بيزنطة بينها وبين العالم الإسلامي حاجزًا يقيها أي هُجوم على آسيا الصُغرى، فاضطرَّ سعد الدولة إلى التماس رضى الخليفة الفاطمي أبو منصور نزار بن معد العزيز بِالله من جهة وكسب تأييد الفئة الشيعيَّة الإسماعيليَّة القويَّة في حلب من جهةٍ أُخرى، في سبيل حِماية إمارته، فاعترف بِسيادة الفاطميين، وخطب لهم على المنابر، وأضاف إلى الآذان عبارة: «حَيَّ عَلَى خَيْرِ العَمَل، مُحَمَّد وَعَلِيّ خَيرِ البَشَر». والحقيقة أنَّ سياسة الفاطميين في الشَّام انطلقت من عاملين: عقائدي وسياسي. فمن حيث العامل العقائدي، فقد استهدفت الدولة الفاطميَّة السيطرة على العالم الإسلامي وإسقاط الخِلافة العبَّاسيَّة، وشكَّلت حلب طريقًا طبيعيًّا إلى العراق. ومن حيثُ العامل السياسي، كانت السياسة الفاطميَّة استمرارًا لِلسياسة الخارجيَّة لِأي حاكمٍ اتخذ من مصر مقرًّا له مُنذ أقدم العُصُور، تجاه الشَّام، فكان على أيِّ حاكمٍ قويٍّ يحكم في مصر أن يحكم في الشَّام لِحماية حُدوده الشماليَّة الشرقيَّة ولِلاستفادة من بعض الموارد الطبيعيَّة الشَّاميَّة المحرومة منها مصر، مثل الأخشاب وبعض أنواع الزراعات؛ فنجح الفاطميُّون في بسط سيطرتهم على جنوبي الشَّام، وفشلوا في حُكم الشمال، لأنَّهم واجهوا عقبات عدَّة لم يكن بِإمكانهم تجاوُزها، لعلَّ أهمَّها: بُعد القاهرة عن حلب، وتراجُع القُوَّة الفاطميَّة بِسبب المُشكلات الداخليَّة ونُمُوّ قُوَّة الإمبراطوريَّة البيزنطيَّة خِلال القرن الحادي عشر الميلادي، وكراهيَّة الشِّوام لِلفاطميين لِأسبابٍ مذهبيَّة - دينيَّة واقتصاديَّة وإداريَّة. أرغمت هذه الظُروف الصعبة الدولة الفاطميَّة على التغاضي عن سياستها المذهبيَّة، وتبنِّي سياسة واقعيَّة، وقد عبَّر عن هذه السياسة الوزير الفاطمي يعقوب بن كِلِّس في وصيَّته لِلخليفة العزيز بِالله، حيثُ قال: «سَالِم الرُّومَ مَا سَالَمُوك، واقنِع مِنَ الحَمَدَانِيَّةِ، أُمَرَاءَ حَلَب، بِالدَّعوَةِ وَالسَّكَّة...». وعلى هذا الأساس تساهلت الدولة الفاطميَّة في قيام حُكم مُستقل في حلب. وعندما تراجع الضغط البيزنطي، نبذ سعد الدولة طاعة الفاطميين وأعلن ولاءه لِلعبَّاسيين في بغداد، فأرسل وفدًا إلى عاصمة الخِلافة لِتهنئة عضد الدولة البُويهي القائم على حماية الخِلافة والمُهيمن عليها بانتصاره على بختيار، فجاءه الرد من الخليفة أبو بكر عبد الكريم الطائع لله بِتوليته على ما في يديه من الأعمال، ومنحهُ خلعًا تباهى بها. وِبذلك أضاع سعد الدولة استقلال الإمارة الحمدانيَّة في حلب وأضحى تابعًا لِدار الخِلافة، ونائبًا لِلعبَّاسيين في الشَّام.
استاء الخليفة الفاطمي العزيز بِالله من انتظام العلاقة بين سعد الدولة والخِلافة العبَّاسيَّة، فتطلَّع إلى الاستيلاء على إمارة حلب، كما أنَّ بيزنطة كانت تتحيَّن الفُرص لِلتدخُّل مُجددًا في شُؤون الإمارة؛ فأرسل الإمبراطور باسيل الثاني قُوَّة عسكريَّة من اللاذقيَّة أغارت على مُدن السَّاحل الشَّامي. وقام الفاطميُّون بِالرد على هذه الغارات، ووصلوا إلى نواحي أنطاكية، غير أنَّ قُوَّاتهم رُدَّت على أعقابها، ووصلت فُلُولهم إلى طرابُلس الشَّام، فقام واليها بِمُهاجمة اللاذقيَّة، وتمكَّن من إلحاق الهزيمة بِالقائد البيزنطي وأسره، واستولى على المدينة، وذلك في سنة 372هـ المُوافقة لِسنة 982م. أتاح هذا الانتصار لِلفاطميين بِأن يُخلِّصوا المُدن والحُصُون الساحليَّة من أيدي الروم، وتمكَّنوا من الاستيلاء على حصن بانياس. حدث ذلك في الوقت الذي ساءت فيه العلاقة بين سعد الدولة وبين عامله على حِمص بكجور، الطامع في استعادة سيطرته على حلب، فأجبرهُ الأمير الحمداني على التخلِّي عن حُكم حِمص، فكتب بكجور إلى الخليفة الفاطمي العزيز بِالله يطلب منهُ منحه ولاية دمشق ومُساعدته في الاستيلاء على حلب، فاستجاب لِطلبه، وكتب إلى والي دمشق أفتكين التُركي وإلى منشَّا بن إبراهيم الفرَّار، كاتب الجيش هُناك، بأن يُسلِّما دمشق لِبكجور، وأن يمُدَّاه بِقُوَّةٍ عسكريَّةٍ من دمشق لِقتال سعد الدولة وقصد بلاده. وعبَّأ بكجور قُوَّاته وزحف إلى حلب وحاصرها. لم يكن أمام سعد الدولة، لِدرء هذا الخطر الذي هدَّد حُكمه، سوى التماس المُساعدة من البيزنطيين، لِأنَّ البُويهيين كانوا آنذاك مُنهمكين في نزاعاتهم الداخليَّة التي أفقدتهم وحدتهم، فلم يستطيعوا التدخُّل في مجرى الأحداث التي كانت تجري لِغير صالحهم في شمالي الشَّام، فكتب إلى الإمبراطور البيزنطي بِشأن ذلك، وخوَّفه من أنَّ الفاطميين إذا نجحوا في أخذ حلب، فإنَّهم سوف يُهاجمون أنطاكية. ولمَّا كان استيلاء الفاطميين على حلب يُهدِّدُ الإمبراطوريَّة البيزنطيَّة بِشكلٍ خطيرٍ لِقُربها من حُدودها، فقد كتب إلى برداس فوقاس، قائد جُيُوش الشرق، يأمُره بِمُساعدته، ما اضطرَّ بكجور إلى الارتداد عن المدينة، وعاد إلى دمشق حيثُ أقام الدعوة لِلخليفة الفاطمي في قنِّسرين وحِمص. وحدث في سنة 376هـ المُوافقة لِسنة 986م أن اعترف سعد الدولة مرَّة أُخرى بِسيادة الخليفة الفاطمي العزيز بِالله، وأمر بِذكر اسمه في الخِطبة، ولعلَّ هذا التقارُب بين العاهلين إنَّما حدث بعد أن حلَّت الهزيمة بِالجُيُوش البيزنطيَّة في البلقان على يد البلغار، وتردَّد صداها في سائر أنحاء المشرق. وفي تلك الفترة أيضًا أقدم الخليفة الفاطمي على عزل بكجور لِسوء سيرته وتذمُّر الدمشقيين منه، فتوجَّه الأخير إلى سعد الدولة وطلب منهُ أن يُعيده إلى ولايته السَّابقة حِمص، فرفض طلبه. فما كان من بكجور إلَّا أن كتب إلى العزيز بِالله في مصر يُطمعه في حلب، وقال لهُ أنَّ حلب دهليز العراق، متى ما أُخذت كان بعدها أسهل، وطلب منهُ المُساعدة، فأمر العزيز بِالله نزَّال والي طرابُلس، وسائر وُلاته في الشَّام أن ينهضوا لِمُساعدته، عندئذٍ التمس سعد الدولة المُساعدة من الإمبراطور البيزنطي باسيل الثاني. وفي شهر مُحرَّم سنة 381هـ المُوافق فيه شهر نيسان (أبريل) سنة 991م، جرت بين الطرفين رحى معركة ضارية في الناعورة على مسافة ثمانية أميال من حلب، دارت الدائرة فيها على بكجور وحُلفائه، وانتهت بِمقتله. وقبض سعد الدولة على آل بكجور وصادر أموالهم وأهان رسول الخليفة الفاطمي الذي أتى يطلب منه إزالة ما ألحقه بآل بكجور من الأذى وتسييرهم إلى مصر، واتخذ موقفًا مُتشددًا من طلبه وتوعَّده بِغزو مصر.
تُوفي سعد الدولة ليلة الأحد في 26 رمضان 381هـ المُوافق فيه 6 كانون الأوَّل (ديسمبر) 991م، بِسبب ما أصابه من الفالج، وكان قد عهد إلى ابنه أبي الفضائل - سعيد الدولة - من بعده، على أن يتولَّى كبير الغلمان أبو مُحمَّد لؤلؤ الجراحي السيفي الوصاية عليه. أضحى لؤلؤ السيفي الحاكم الفعلي لِلإمارة الحمدانيَّة في ظل حُكم صبيٍّ قليل الخبرة، وفي عهده تجدَّدت مُشكلة تدخُّل الغلمان في شُؤون الدولة، وانحاز بعض قادة الدولة مع أنصارهم إلى الفاطميين. على أنَّ سعيد الدولة اكتسب محبَّة الناس بعد أن أجرى بعض الإصلاحات الماليَّة والاقتصاديَّة، ورفع الظُلم عن السُكَّان بِأن ردَّ إليهم ما كان جدُّه سيف الدولة ووالده سعد الدولة قد صادره منهم من الأملاك، وردَّ الخِراج إلى رسمه الأوَّل.

خريطة توضِّح مسار الفُتوحات الفاطميَّة، انطلاقًا من إفريقية إلى المغرب الأقصى غربًا ومصرًا ثم الشَّام والحجاز شرقًا، فانتهاءً بِحلب.

تأرجحت سياسة سعيد الدولة الخارجيَّة في المُواربة بين القُوَّتين الكبيرتين في المنطقة: الفاطميَّة والبيزنطيَّة، لِيُحافظ على أراضي إمارته، فحتَّى يُواجه تزايُد الضغط الفاطمي على إمارته، تقرَّب من الخِلافة العبَّاسيَّة، وحصل منها على ولاية ديار مضر، لكن هذه الخِلافة كانت ضعيفة، ولم تستطع تقديم المُساعدة المطلوبة لِلحمدانيين، مادفع سعيد الدولة إلى التقرُّب من البيزنطيين، وعندما كان يزداد الضغط البيزنطي يرتمي في أحضان الفاطميين. وبدت في عهد سعيد الدولة مظاهر الضعف بِشكلٍ أوضح بكثير على جسم الإمارة، بحيثُ أضحى زوالها أمرٌ مُحتَّم. والواقع أنَّ المعلومات عن سعيد الدولة تُصبح شحيحة بعد سنة 386هـ المُوافقة لِسنة 996م، أي بعد وفاة الخليفة الفاطمي العزيز بِالله، إلَّا أنَّ لؤلؤ الكبير كان يُدير أمر حلب خِلال أيَّام الخليفة الفاطمي التالي أبو الحُسین منصور الحاكم بِأمر الله. تُوفي سعيد الدولة ليلة السبت 15 صفر 392هـ المُوافق فيه 2 كانون الثاني (يناير) 1002م مع زوجته مسمومين إمَّا على يد إحدى جواريهما أو بِإيعازٍ من لؤلؤ الكبير،
كانت وفاة سعيد الدولة بِمثابة النهاية الفعليَّة لِحُكم الأُسرة الحمدانيَّة بِحلب، بِفعل أنَّ لؤلؤ أضحى حاكم الدولة، يحكم باسم ولديّ سعيد الدولة الصغيرين أبي الحسن علي وأبي المعالي شريف، من دون أن يكون لِأيٍّ منهُما أثرٌ في السُلطة، ولمَّا تُوفي لؤلؤ استبدَّ ابنه منصور بِالحُكم، وكان قصير النظر في السياسة، كما كان مغرورًا وسكِّيرًا وظالمًا، فأبغضه الحلبيُّون، ولم يلبث أن قامت بِوجهه فتنة انطلاقًا من قلعة حلب ذاتها أشعلها قائد القلعة، فهرب مع أولاده وإخوته وبعض غلمانه إلى أنطاكية، ولم يلبث ذلك القائد، واسمه فتح القلعي، أن أعلن ولائه لِلفاطميين، فشكره الحاكم وعيَّنهُ واليًا على المدينة وأطلق توقيعًا لِأهل حلب بِإطلاق المُكُوس والمظالم والتخلّي عمَّا هو مُقرَّر عليهم من الخِراج. ثُمَّ ما لبث الحاكم بِأمر الله أن عزل القلعي من منصبه وولَّاه صور، وعيَّن واليًا فاطميًّا على حلب يُدعى فاتك ولقَّبهُ «أميرُ الأُمراء عزيزُ الدولة»، فدخل المدينة يوم الأحد في 3 رمضان 407هـ المُوافق فيه 3 شُباط (فبراير) 1017م، وهو أوَّلُ والٍ فاطميٍّ مُعيَّن على مدينة حلب، وبذلك أصبحت المدينة جُزءًا من الدولة الفاطميَّة، وانقرضت الإمارة الحمدانيَّة بعد أن عمَّرت زهاء سبعين عامًا.

### مصير الأُسرة الحمدانيَّة
ذكر المُؤرِّخ الكبير أبو الفداء إسماعيل بن علي بن محمود الأيُّوبي في مُؤلَّفه حامل عنوان «المُختصر في أخبار البشر»، أنَّ بني حمدان لمَّا سقطت دولتهم في حلب، انتقل قسمٌ منهم إلى مصر مع الجُيُوش الفاطميَّة، وفي عهد الخليفة أبي تميم معد بن عليّ المُستنصر بالله كانت نهايتهم. ففي تلك الفترة كان ناصر الدولة بن حمدان، وهو من أحفاد ناصر الدولة مُؤسس الإمارة الحمدانيَّة، قد تولَّى منصبًا قياديًّا عسكريًّا في الجيش الفاطمي، وأصبح من كبار القادة العسكريين في مصر، فلمَّا تسلَّطت والدة الخليفة المُستنصر على الحُكم في الدولة، انقسم الجيش والقادة، فصار العبيدُ الزُنُوج حزبًا والمماليك التُرك حزبًا آخر وجرت بينهم حُرُوب، واجتمع التُرك إلى ناصر الدولة المذكور، وجرت بينهم وبين العبيد عدَّة وقعات، وحاصر ناصر الدولة القاهرة وقطع عنها الميرة (المؤونة) حتَّى أجبر الخليفة الفاطمي على الاستسلام له، فدخل المدينة وشتَّت من كان بها من العبيد في البلاد، واستبدَّ بِالحُكم، وبالغ في إهانة المُستنصر، وحجَّم نُفُوذه بِشكلٍ كبير، ويبدو أنَّ غرضه كان إعادة الخطبة لِلخليفة العبَّاسي وإسقاط الخِلافة الفاطميَّة، ففطن بِفعلهِ قائدٌ تُركيٌّ كبير واتفق مع جماعةٍ من الجُند والقادة على قتل ناصر الدولة قبل أن يستفحل خطره، فقصدوه في داره وضربوه بِالسُيُوف حتَّى مات، ثُمَّ قتلوا أخاه، وتتبَّعوا كُل من كان بِمصر من بني حمدان فقتلوهم عن آخرهم، وكان ذلك سنة 465هـ. أمَّا من بقي مُقيمًا بِالشَّام من بني حمدان، فيقول المُؤرِّخ بهاء الدين بن شدَّاد أنَّهم انتقلوا إلى السَّاحل وملكوا صُور وما حولها، فما مرَّ عليهم غير ستِّين أو سبعين سنة حتَّى انقرضوا، إذ لم يعد أحدٌ منهم يقول بأنَّهُ من بني حمدان.

## الثقافة والمظاهر الحضاريَّة

### سياسيًّا وإداريًّا

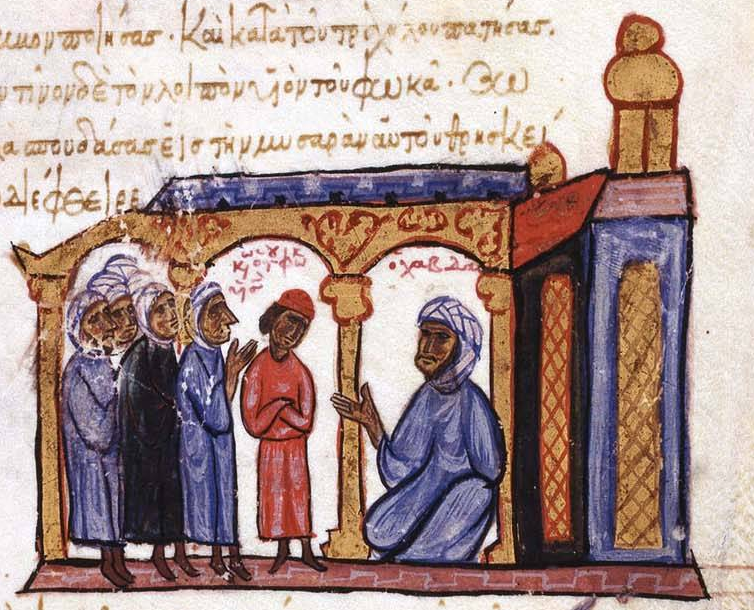
سيف الدولة الحمداني (الرجل القابع يمينًا) وهو يستمع إلى الناس في مجلسه ويقضي لهم.

كان حاكم الدولة الحمدانيَّة يُلقَّب بِالأمير، وكان يُعيِّن الوُلاة والعُمَّال على ما بين يديه من البلاد التي ولَّاه عليها الخليفة العبَّاسي. وعلى الرُغم من الاستقلال الإداري لِلحمدانيين في الموصل وحلب، إلَّا أنَّ صلتهم بِالخِلافة العبَّاسيَّة لم تنقطع، فاستمرَّ الدُعاء لِلخليفة العبَّاسي على منابر حلب والموصل طيلة هذا العهد، تمامًا كما كان الحال زمن الطولونيين والإخشيديين الذين استقلُّوا بِالأمر، وحافظوا على صلتهم الروحيَّة بِالخلافة لمَّا كان ذلك يصب في خانة المصلحة الإسلاميَّة العُليا. هذا وقد استبدل سعيد الدولة الحمداني الدُعاء لِلعبَّاسيين بِالدُعاء لِلفاطميين كما أُسلف، لمَّا تبيَّن لهُ أنَّ ذلك يُحافظ على كيان الإمارة. وقد ظلَّت علاقة الحمدانيين حسنةً بِالخلافة العبَّاسيَّة على الرُغم من محاولة البُويهيِّين إزالتهم عن إمارتهم لمَّا سيطروا على مقاليد الحُكم في بغداد. وقد  تطوَّرت العلاقات الحسنة بين الإمارة الحمدانيَّة والخِلافة العبَّاسيَّة إلى درجةٍ كبيرة، انعكست في شعر الأمير سيف الدولة الحمداني، حيثُ أنشد قائلًا:
عمد ناصر الدولة إلى تنظيم الأوضاع الداخليَّة لِلإمارة ولِلدولة العبَّاسيَّة حتَّى عندما كان أميرًا لِلأُمراء، فعمل على توطيد الأمن، وضرب بشدَّة على أيدي الفاسدين والعابثين، وقام بِنفسه بِأعباء صاحب الشُرطة، فكان ينظر في الجنايات ويُقيم الحُدود، كما اهتمَّ بِالشُؤون الإداريَّة، فعزل المُوظفين الكِبار وعيَّن مكانهم موظفين يثقُ بهم مثل بدر الخرشني الحاجب، فقد عزلهُ من منصبه وولَّى مكانه أبا بكر أحمد بن خاقان، والمعروف أنَّ هذا المنصب يختص بِتشريفات الخليفة. والواقع أنَّ تولِّي الحمدانيين لِإمرة الأُمراء في بغداد وإمارة الموصل وحلب كان نابعًا في الكثير من الأحيان من إرادةٍ شعبيَّة، إذ أنَّ تولِّيهم تلك المناصب أعاد الأمل إلى العرب باستعادة حيويَّتهم وأهميَّتهم في السياسة الإسلاميَّة العامَّة بعد ابتعادهم طويلًا عن المُشاركة الفعَّآلة في الأحداث السياسيَّة واستبداد العناصر الأعجميَّة - التُركيَّة والفارسيَّة - بِهذا المجال طيلة سنوات.

### الاقتصاد

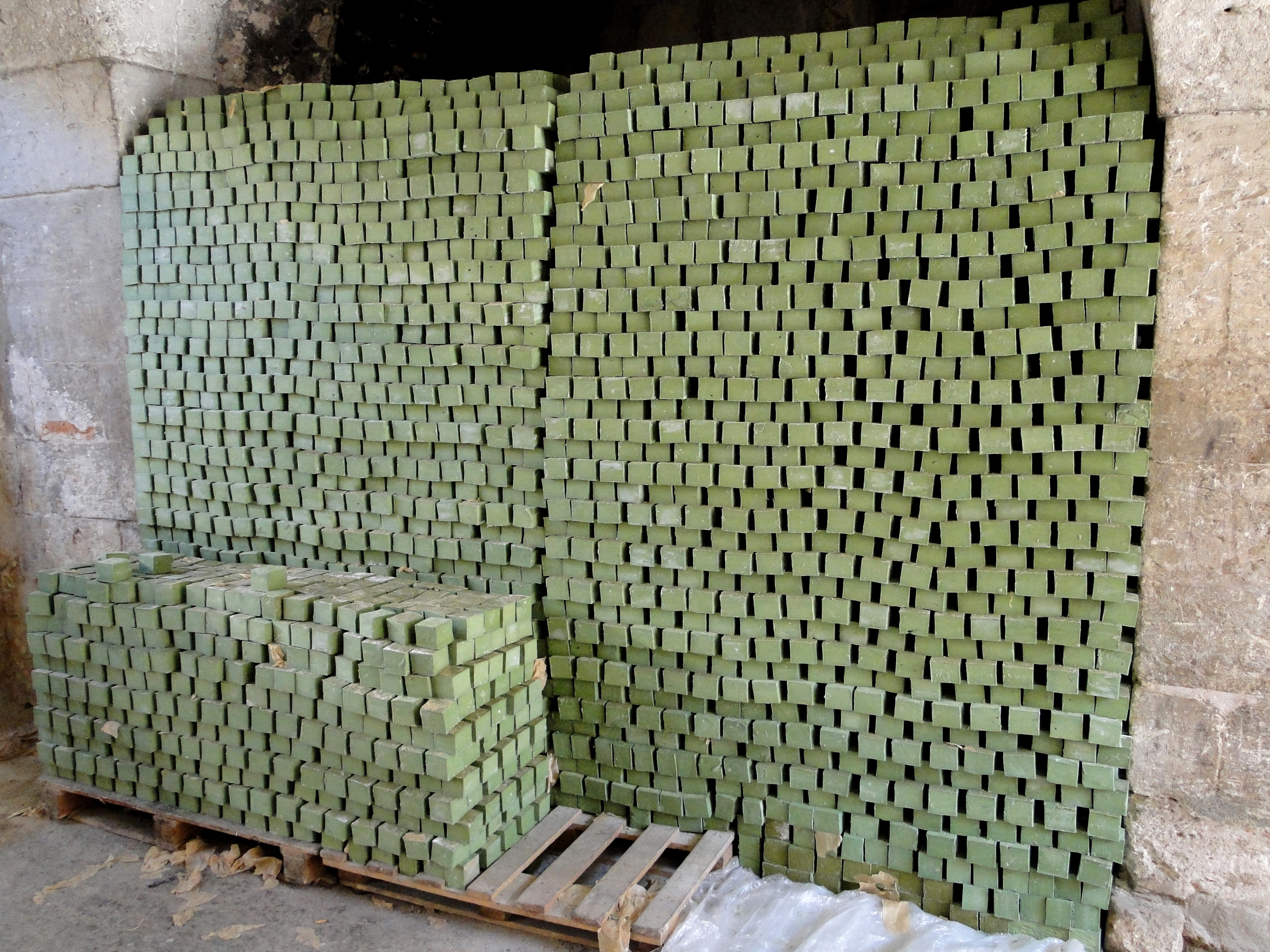
أكداسٌ من مُكعَّبات الصابون الحلبي، أحد أبرز وأشهر الصناعات التي راجت في العهد الحمداني وما زالت صناعتها مُستمرَّة في حلب حتَّى اليوم.

شهدت الحياة الاقتصاديَّة في رُبُوع الإمارة الحمدانيَّة ازدهارًا ملحوظًا في العديد من المجالات؛ فمن ناحية الزراعة كثُرت المزروعات، وتنوَّعت المحاصيل من الحُبُوب والفاكهة والثمار والأزهار، فظهر البُرُّ والشعير والذرة والأرُز والبسلَّة وغيرها، كما ظهرت أنواع عديدة من الفاكهة كالتين والعنب والرُمَّان والبرقوق والمشمش والخوخ والتوت والتُفَّاح والجوز والبندق والحِمضيات، ومن الرياحين والأزهار كالورد والآس والنرجس والبنفسج والياسمين، كما جادت زراعة الأقطان والزيتون والنخيل، وقامت صناعات عديدة على تلك المزروعات مثل زيت الزيتون، والزبيب. كما ظهرت صناعات أخرى كالحديد والرخام والصابون والكبريت والزجاج والسيوف والميناء. وقد نشطت التجارة، وظهر العديد من المراكز التجارية المهمَّة في حلب والموصل والرَّقَّة وحرَّان وغيرها.

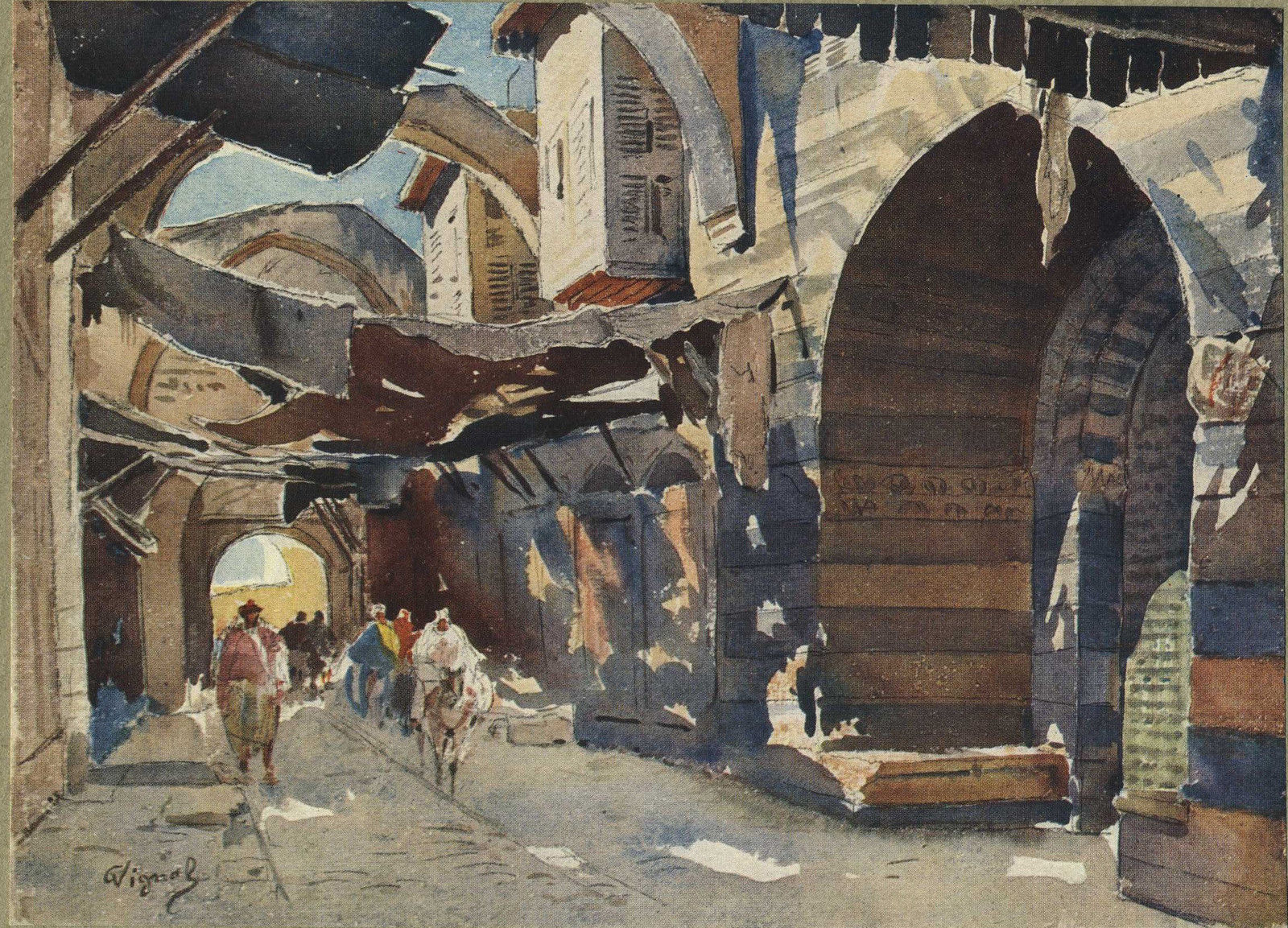
رسمٌ لِأسواق حلب القديمة وعمارتها.

نفَّذ ناصر الدولة مشروعات اجتماعيَّة عدَّة لِتحسين أوضاع السُكَّان المعيشيَّة، وتحقيق الأمن، وبدأ بِإصلاح الأوضاع الاقتصاديَّة المُتردِّية في الدولة العبَّاسيَّة ما أن جلس على عرش الإمارة. فالأسعار كانت مُرتفعة بِفعل انعدام الأمن والاستقرار، والقيمة الشرائيَّة لِلنُقود مُنخفضة بِسبب تلاعُب الصيارفة والعيارين في عيار الدنانير، فأصلح السكَّة لِضبط العملة والتدقيق في عيارها، وأمر بِتصفية العين والورق، وضرب دنانير سمَّاها «الإبريزيَّة» من أجود عيار، فكان الدينار بِعشرة دراهم، وبيع بِثلاثة عشرة درهمًا. وقد بلغهُ أنَّ الصيارفة يتعاطون الربا، فأحضرهم وحذَّرهم بِإنزال العقاب بهم إن لم يتوقفوا عن هذا التعامل، وأحلفهم فتحسَّن قبيحُ أمرهم قليلًا، ثُمَّ وضع نظامًا جديدًا لِلمصروفات العامَّة. فحتَّى يُوفِّر الأقوات التي تُصرف على السجُناء عمد إلى التقتير، ولمَّا اشتكى هؤلاء من الجُوع أبدى امتعاضًا كبيرًا دفعهُ إلى إطلاق سراح قسم منهم وقتل الباقين، فخلت السُجون من سُجنائها. وعمد إلى إسقاط أرزاق الجُند المُوالين من المُرتزقة بِحُجَّة توفير الأموال لِلحُروب التي تخوضها الإمارة بِالنيابة على الخِلافة العبَّاسيَّة ضدَّ من يُحاولون الهيمنة عليها وضدَّ الروم، وفرض على الناس الضرائب الباهظة.
والواقع أنَّ الأُمراء الحمدانيين - رُغم ما بذلوه لِلدفاع عن ديار الإسلام ورُغم ميل أهالي الموصل وحلب لهم في الكثير من الأحيان - استغلُّوا مراكزهم ونُفوذهم في سبيل تحسين مصالحهم الشخصيَّة ومصالح الأُسرة الحمدانيَّة ككُل، واتصفوا بِالتبذير. فعندما زوَّج ناصر الدولة ابنتهُ من ابن الخليفة بلغ الصداق نصف مليون درهم، وجعل النحلة مائة ألف دينار، وعندما قصد ابن الخليفة دارهُ بعد عقد القران، نُثرت عليه دُرَّتا دنانير التقطها من كان معه، وأصحاب ناصر الدولة. وبرز مُستغلُّو الفُرص لِلإثراء على حساب العامَّة، فعرض أبو الحُسين عليّ بن مقلة، وهو من الوُزراء المُحترفين، على ناصر الدولة أن يستوزره ويُطلق يده في جباية الضرائب عن طريق سبعين وكيلًا له جشعين، مُقابل مالٍ يدفعه له، فرحَّب ناصر الدولة بِهذا العرض.

### العمارة
بِالرُغم من الطابع العسكري والحربي لِدولة الحمدانيين بصفةٍ عامَّة، وإمارة سيف الدولة على نحوٍ خاص؛ فإنَّ ذلك لم يصرف الأمير سيف الدولة عن الاهتمام بالجوانب الحضاريَّة والعُمرانيَّة. فقد شيَّد سيف الدولة قصره الشهير بقصر الحلبة على سفح جبل الجوشن، والذي تميَّز بِروعة بنائه وفخامته وجمال نُقوشه وزخارفه، وكان آية من آيات الفن المعماري البديع، كما شيَّد العديد من المساجد، واهتم ببناء الحُصون المنيعة والقلاع القويَّة. كان قصر سيف الدولة على سفح جبل الجوشن محور مدينةٍ صغيرةٍ ابتناها حوله جعل فيها القصر والمُستودعات وخزائن السلاح والاصطبلات وميدان سباق الخيل. وجاء سيف الدولة بأحذق المُهندسين وأمهر المُصورين وأبرع البنَّائين والنجَّارين للاعتناء ببناء وفرش هذا القصر على أفخم طراز. وعندما افتُتحت أبواب القصر للمرَّة الأولى كان ذلك مثار الدهشة والإعجاب، لأنَّ الأبواب كانت من البرونز النُحاسي نقشت عليها ألوف التصاوير المُستغربة الجميلة وهي تدور على قواعد من الزُجاج، وكان الداخل من الباب يُواجه قاعات مُتتابعة ملأى بالأعمدة المرمريَّة المُزركشة والمُوشَّاة بِالذهب والفضَّة. وجعل المُصوِّرون أواسط القبب العالية، حيثُ حفروا بين جهة وأُخرى آياتٍ من القُرآن بأحرُفٍ كوفيَّةٍ وأبياتٍ مُختارةٍ لِأعظم الشُعراء. وكان لِلقاعة الكُبرى خمسُ قببٍ بلون اللازورد يحملها مائة واثنان وأربعون عمودًا من المرمر المُزركش بالذهب والفضَّة، تُنيرها أُلوف من النوافذ الزُجاجيَّة المُلوَّنة. وفي وسط كُل عمود خرجت زهريَّات ملأى بِالزُهور والنباتات النادرة، وفي الوسط إفريزٌ عظيم من خشب الأبنوس المُوشَّى بِالذهب جُعل خصيصًا لِجُلوس الأمير ورجاله الأخصاء، وحُفر عليه رسم الأمير منتصرًا على الصحراء. عاش هذا القصر العجيب أقل من عشرين عامًا، فعندما اقتحم نقفور فوقاس حلب ودمَّرها خرَّب قصر الحلبة وملحقاته، وممَّا أخذه ثلاثمائة بدرة من الدراهم وألف وأربعمائة بغل من اصطبلات القصر، ومن خزائن السلاح ما لا يُحصى فقبض جميعها وأحرق الدار فلم تُعمر بعد ذلك.

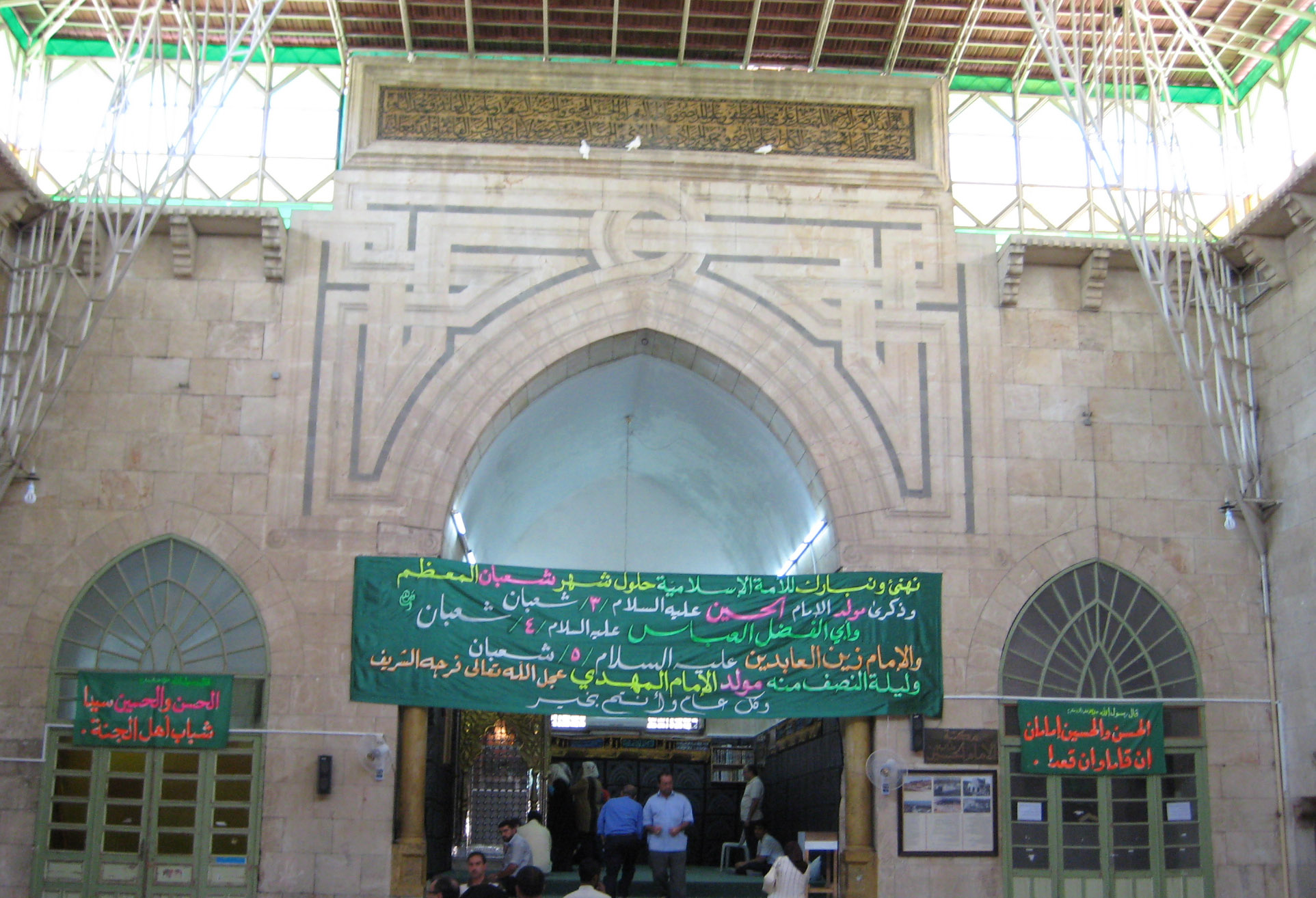
مدخل مسجد النُقطة في حلب.

اعتنى سيف الدولة بِبناء وتشييد المساجد والجوامع والمشاهد، ومن أبرز آثاره تجديد بناء المسجد الجامع في حلب بعد أن دمَّره نقفور فوقاس وأحرقه يوم غزا المدينة، وتُوفي سيف الدولة قبل أن يرى انتهاء أعمال ترميم المسجد، فأكمل العمل ابنه سعد الدولة ومولاه قرغويه. وقرغويه هو الذي بنى الفوَّارة في صحن الجامع، وقد تحدث عنها المُؤرخون. وكان يحف بِجرن الفوارة شريطٌ كتابي نصُّه: «هَذَا مَا أَمَرَ بِعَملِهِ قَرغَوَيه غُلَامُ سَيفِ الدَّولَةِ بِن حَمدَان سَنَة 354»، وقد استمرَّت الكتابة موجودة حتَّى أُزيلت مع تجديد الحوض أيَّام جميل باشا والي حلب العثماني. وكانت القبَّة الفوَّارة التي بناها قرغويه وكُل عمودٍ منها طُوله سبعة أشبار وفيها جُرن رُخامٍ أبيض في غاية الكبر والحسن. ومن أهم آثار سيف الدولة المعماريَّة التي ما زالت قائمة: مسجد النُقطة، وهو مسجدٌ شُيِّد في موضع الصخرة الذي قيل بِأنَّ رأس الإمام الحُسين بن علي وُضع عليها عندما حمله معه موكب ابن زياد من كربلاء إلى الشَّام. فلمَّا فتح سيف الدولة حلب وشمال الشَّام اتخذ الصخرة التي فيها النُقطة ضريحًا وشيَّد عليها قبَّة وبنى حولها مقامًا. ويروي المُؤرِّخ ابن أبي طيء في تاريخه أنَّ سيف الدولة شاد في سنة 351هـ مشهدًا عُرف بـ«مشهد الدكَّة»، وذكر ابن أبي طيء أنَّ سبب إقامة هذا المشهد يرجع إلى أنَّ سيف الدولة كان في إحدى مناظره بداره التي بِظاهر المدينة، فرأى نورًا ينزلُ على المكان الذي فيه المشهد عدَّة مرَّات، فلمَّا أصبح ركب بِنفسه إلى ذلك المكان فوجد حجرًا عليه كتابة: «هذا قبر المُحسن بن الحُسين بن عليّ بن أبي طالب»، فقال سيف الدولة: «إنَّ هذا موضع قد أذن الله لي في عمارته على اسم أهل البيت». كذلك ابتنى سيف الدولة مقبرةً لِلأُسرة الحمدانيَّة في مدينة ميافارقين، وأعاد تحصين أبواب المدينة وأسوارها، ومنها: «باب القصر العتيق» وقد أعاد بناءه وسماه «باب الميدان» وكان يخرج منه عبر الفصيل إلى بابٍ آخر اسمه «باب الفرح والغم» وقد سُمي بذلك لأنَّهُ يحمل صُورتين تُمثلان الفرح والغم. وكان يُقال: «إنَّ من يبيتُ في ميافارقين لا يُمكن أن يعرف الغم، ولابُدَّ أن يبقى فرحًا باستمرار». هذا وقد اعتنى سيف الدولة بتحصين قلعة حلب وجدَّد أسوارها، ثُمَّ أعاد تحصينها وبنى فيها مواضع جديدة لمَّا انسحب الروم من المدينة، كما جدَّد أسوار المدينة وأبراجها، وأعاد بناءها بعد انسحاب نقفور فوقاس، وكانت بعض الأبواب والأبراج تحمل اسم الأمير الحمداني.

### الدين
كان الإسلام هو الدين الغالب على القسم الأكبر من أهالي الموصل وحلب، وكان مُجتمع حلب أكثره على مذهب الإمام أبي حنيفة النعمان، وبعضه الآخر كان شافعي المذهب. أمَّا الحمدانيُّون أنفسهم فكانوا شيعة على المذهب الجعفري. واشتهر الحمدانيُّون بِتسامُحهم مع مذاهب أهل السُنَّة في إمارتهم، فلم يفرضوا التشيُّع على أهالي البلاد، وتركوا الناس على مذاهبهم، فبقيت مذاهب أهل السُنَّة والجماعة مُنتشرةً في أواسط العامَّة، على أنَّ قسمًا ملحوظًا من أهالي حلب والموصل ونواحيهما تشيَّع بِمُرور الوقت نتيجة التثاقف والتعايش السلمي. واشتهرت الإمارة الحمدانيَّة بانعدام المُشاحنات بين أهل السُنَّة والشيعة كما كان الحال  في أمصارٍ أُخرى من الأمصار الإسلاميَّة، ممَّا يدُل على أنَّ المُجتمع الحمداني من الناحية العقيديَّة كان مُجتمعًا خاليًا من التعصُّب المذهبي، ومن أبرز الأمثلة على ذلك أنَّ أبي الجود أحمد بن إسحٰق الذي وُلِّي قضاء حلب بعد أبي الحصين عليّ بن عبد الملك الرقِّي كان حنفيّ المذهب. هذا وتنص مصادر على أنَّ القُضاة الذين ولَّأهم سيف الدولة النظر في مظالم الناس كثيرًا ما كانوا من المُقربين منه الذين كانت مُهمتهم تنفيذ إرادته تحت حُججٍ مُختلفة. فالقاضي أبو الحصين عليّ بن عبد الملك الرقِّي أفتى: «كلُّ مَن ماتَ، فَلِسَيفِ الدولِة ما تَرَكْ، وعلى أبي الحُصَينِ الدَرَكْ»، أي أنَّه أجاز استيلاء الدولة على ميراث أبنائها من آبائهم بذريعة دعم الخزينة في الحرب ضد بيزنطة؛ فاستجار الناسُ من ناره بالرمضاء، فاضطرَّ سيف الدولة إلى عزله بعد أن تلكَّأ لِفترة. يذكُرُ بعض المُؤرخين كيف أنَّ انتقال المذهب الشيعي إلى حلب كان بانتقال جماعاتٍ من الشيعة إليها من العراق، فيقول يزيد بن محمد المهلبي: «إنَّ مذهب أهل حلب كان مذهب أهل السُنَّة والجماعة حتى سنة 351هـ عندما نقل إليها سيف الدولة بن حمدان جماعةً من الشيعة مثل الشريف إبراهيم العلوي وغيره، وكان سيف الدولة يتشيَّع فغلب على أهلها التشيُّع، لِذلك الناس على دين مُلوكهم». وذكر مُؤرخون آخرون أنَّ تشيُّع الحمدانيين لم يكن كتشيُّع غيرهم من السُلالات الإسلاميَّة، فكانوا مُعتدلين لا يسُبُّون الصحابة ولا يتبرأون منهم؛ يقول أحمد بن يُوسُف القرماني في تاريخه: «كان بنو حمدان شيعة؛ لكن كان تشيُّعهم خفيفًا، ومُفضّلين قط، ولم يكونوا كبني بُويه، فإنَّ بني بُويه كانوا في غاية القباحة سبَّابين». ولهذا استمروا يميلون إلى الخليفة العبَّاسي ويحمونه ويدعون له على المنابر، في حين أنَّهم لم يكونوا على وئامٍ مع الفاطميين ولم يتبعوهم إلَّا صاغرين حين أحسوا بالضعف؛ وبسطوتهم عليهم فاضطروا عندئذ إلى إضافة «حيَّ على خير العمل» في آذانهم، ومع ذلك لم تتعصب هذه الدولة الفتية لمذهبها التي انتمت إليه.

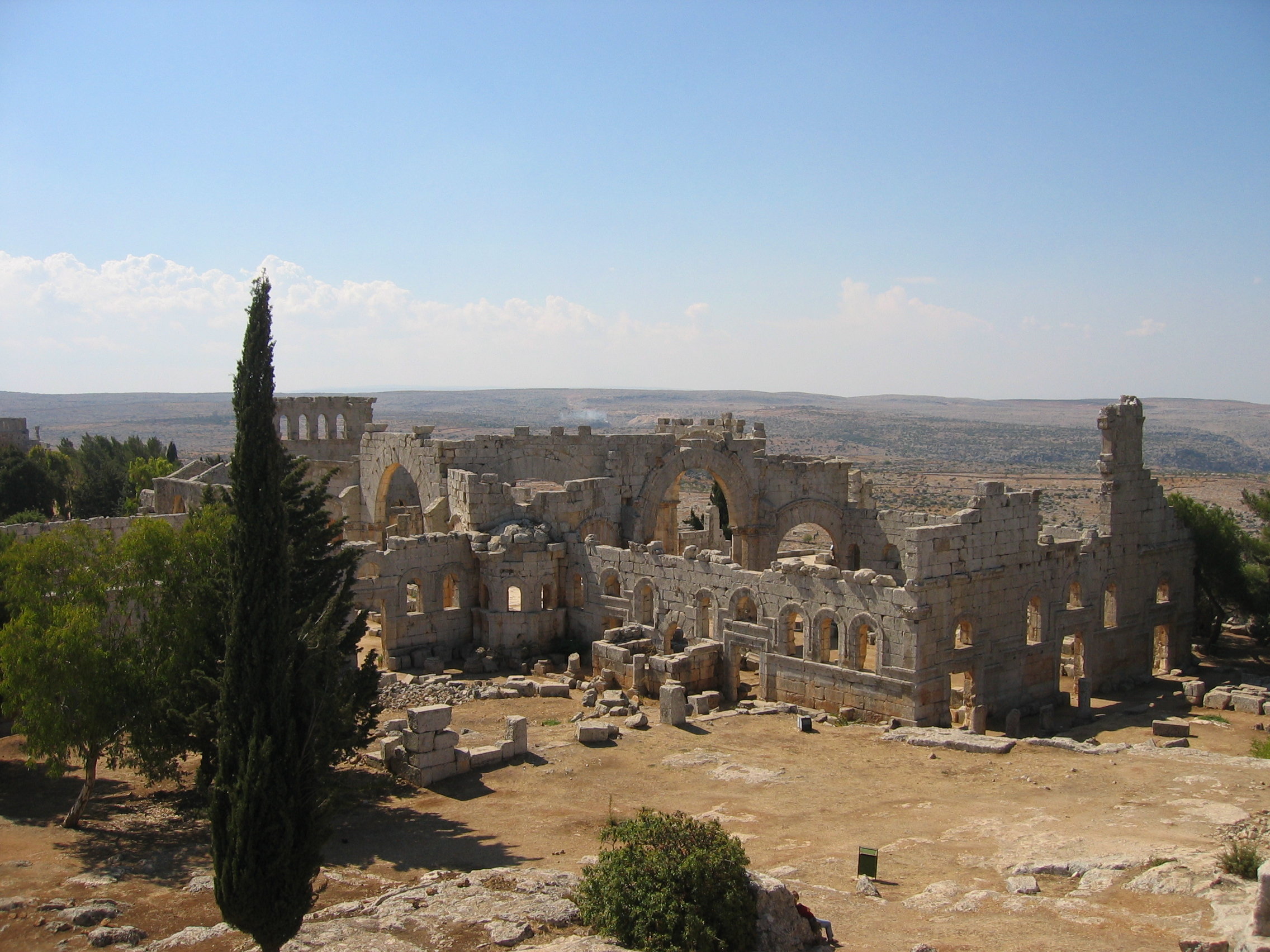
أطلال دير القدِّيس سمعان العمودي: استولى عليه البيزنطيُّون خِلال حُروبهم مع المُسلمين وحوَّلوه إلى حصن، ثُمَّ استرجعهُ سعد الدولة وأعاده كنيسة وديرًا إلى نصارى الشَّام.

حتَّى أنَّ أحد الباحثين والمُؤرخين المُعاصرين قال بِأنَّ الحمدانيين كانوا على نهج الشيعة الحقيقي، أي مذهب الإمام جعفر الصادق النقي، «قبل أن يأتي فُقهاء الشيعة المُتأخرين نوعًا ما عن زمن عليّ ، أمثال الكليني والقمي والمجلسي والمُفيد وابن بابويه وكاشف الغطاء، ويُضيفوا ويحذفوا في المذهب الشيعي النقي ما لايرضي الله ولا رسوله ﷺ». ومن أبرز عُلماء الشيعة في العهد الحمداني: الحسن بن أحمد بن صالح السبيعي الذي كان وجيهًا عند سيف الدولة، وكان يزوره في داره، وصنَّف له كتاب «التبصُّرة في فضيلة العترة المُطهَّرة»، وعليّ بن عبد الله الناشي البغدادي، والشريف أبو إبراهيم الممدوح الذي ولَّاه سيف الدولة نقابة الطالبيين بِحلب، والحسن بن عليّ بن الحُسين الحرَّاني الحلبي، وغيرهم.
أمَّا غير المُسلمين من النصارى واليهود، فقد عاشوا حياةً آمنة مُطمئنَّة في ظل سيف الدولة، على الرغم من الاتجاه العُدواني البيزنطي الذي تمثَّل في الهجمات على الإمارة الحمدانيَّة، لكنَّ سيف الدولة وناصر الدولة حرصا على تحييد المسيحيين واليهود العرب منهم والسُريان على حدٍ سواء، طالما كانوا مقيمين مع المُسلمين، فعاشوا في مزارعهم ومنازلهم الريفيَّة، وتمسَّكوا بِتقاليدهم الثقافيَّة وحافظوا على لُغاتهم الأصليَّة والطقسيَّة، وهي الآراميَّة والسُريانيَّة والعبرانيَّة، ولم يتعرَّضوا للاضطهاد والمُضايقات. ومن الأحداث البارزة التي تشهد على العلاقة الإسلاميَّة - المسيحيَّة في العهد الحمداني، أنَّ الروم البيزنطيين لمَّا انقضوا على الحُدود الإسلاميَّة وأخذوا ينهشونها رُويدًا رُويدًا، انتزعوا من المسيحيين الشوام كنيسة ودير القدِّيس سمعان العمودي الواقعة إلى الشمال الغربي من مدينة حلب، وحصَّنوها وبذلك تحوَّلت إلى ما يُشبه قلعة حصينة، ومُنذ ذلك الوقت أصبحت تُعرف أحيانًا باسم «قلعة سمعان»، وفي سنة 986م تمكَّن سعد الدولة ابن سيف الدولة من استعادة الدير بعد حصارٍ استمرَّ ثلاثة أيَّام، فأعاده إلى أصحابه الأصليين من نصارى الشَّام.

### الحياة الفكريَّة

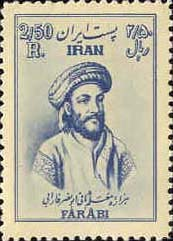
طابع بريدي إيراني بِرسم تخيُّلي لِأبي نصر الفارابي، من كِبار عُلماء البلاط الحمداني.

شهدت الحياة الفكريَّة والثقافيَّة نهضةً كبيرةً ونشاطًا ملحوظًا في ظلِّ الحمدانيين؛ فظهر الكثير من العُلماء والأطبَّاء والفُقهاء والفلاسفة والأُدباء والشُعراء. وتمكَّن سيف الدولة من جعل حلب بيئةً خصبةً لِلعُلوم والآداب والفُنون، فقد فتح قصره لِكُلِّ فنَّانٍ موهوبٍ وأديبٍ لامعٍ وشاعرٍ عظيم، توافدوا عليه من جميع الأقطار الإسلاميَّة، فأصبح البلاط الحمداني مرتع مشاهير العُلماء والأُدباء والشُعراء أمثال المُتنبي وأبي الفتح عثمان بن جني النحوي. وقد أجزل سيف الدولة العطاء لِلشُعراء بِسبب محبَّته لِلشعر وإجادته نظمه، وبادله الشُعراء شعرًا حسنًا، وفنًّا جيدًا. كما كان سيف الدولة يتحبَّب إلى الكُتَّاب والمُصوِّرين ويمنح المُؤرِّخين الشيء الكثير من عطاياه، ممَّا ساهم في تلميع صورته كراعٍ لِلعُلوم والفُنون والآداب بِالإضافة إلى صورته الراسخة كقائدٍ مُجاهد. كما اشتُهِر جماعة من أهل بيته في نظم الشعر كابن عمِّه أبي فراس الحمداني، وهو حينما وقع في أسر الروم في إحدى غزواته، كتب أحسن شعره طالبًا من سيف الدولة بحلب أن يفديه؛ لأنه نشأ في رعايته، ومن شعره في الأَسْر:
هذا وقد اجتمع في بلاط سيف الدولة أشهر اللُغويين والنحويين في زمانه مثل أبي علي الفارسي، وابن خالويه، وابن جني، فضلاً عن الفيلسوف الكبير أبو نصر مُحمَّد الفارابي الذي كتب في الطب والمنطق والسياسة والرياضيَّات والكيمياء والموسيقى. ويذكر الثعالبي أنَّهُ لم يجتمع بِباب أحد من مُلُوك المُسلمين بعد الخُلفاء ما اجتمع بِباب سيف الدولة من شُيوخ الشعر وعُلماء الدهر، كما يذكر الغزولي أنَّهُ قد اجتمع لهُ ما لم يجتمع لِغيره من المُلُوك، فكان خطيبهُ ابن نباتة السعدي، ومعلمه ابن خالويه، ومُطربه الفارابي، وطبَّاخه كشاجم، وخازن كُتبه الخالديَّان والصنوبري، ومدّاحه المُتنبي والسلامي والوأواء الدمشقي والببغاء والنامي وابن نباتة السعدي والصنوبري وغيرهم. ولقد تخرَّج في ندوة سيف الدولة كثيرٌ من علماء العصر العبَّاسي الثاني، كما كانت هذه الندوة سببًا في صقل كثير من المواهب الشعريَّة، وفي مُقدِّمة الذين تخرَّجوا في ندوة الأمير من الأُدباء؛ الكاتب الشاعر أبو بكر الخوارزمي، شيخ أُدباء نيسابور، الذي كان يقول: «ما فتق قلبي وشحذ فهمي وصقل ذهني وأرهف لِساني وبلغ هذا المبلغ بي إلَّا تلك الطرائف الشاميَّة، واللطائف الحلبيَّة التي علقت بحفظي، وامتزجت بأجزاء نفسي». ولم تكن ندوة سيف الدولة مدرسة لِتخريج المُترددين عليها وحسب، بل تتلمذ عليها بعض كِبار الأُدباء الذين كانوا يلتقطون ما يصدر عنها من بدائع وذخائر، فعلى سبيل المِثال كان الصاحب بن عبَّاد، وهو صاحب ندوة لا تقل كثيرًا عن ندوة سيف الدولة، كان يحرص - فيما يقول الثعالبي - على تحصيل الجديد من الشعر الذي يصدر عن شُعراء الندوة الحمدانيَّة ويستملي الطارئين عليه من حلب ما يحفظونه من البدائع واللطائف، حتى كتب دفترًا ضخم الحجم كان لا يُفارق مجلسه. وكان من نُجوم هذه الندوة اللَّامعين؛ أبو نصر الفارابي، الذي لُقِّب في الفلسفة بِـ«المُعلِّم الثاني». وقد ساهم أهل الذمَّة في الازدهار الثقافي والحضاري في رُبوع الدولة الحمدانيَّة، حيثُ كان كبير أطبَّاء سيف الدولة عيسى الرقي مسيحيًّا، وكان الأمير يجزل له العطاء ويُعطيه أربعة أرزاق أو أربعة مُرتبَّات، فقد قال عنه ابن أبي أُصيبعة في كتابه «طبقات الأطباء»: «إنَّ سيف الدولة كان يُعطي عطاءً لِكُلِّ عملٍ، وكان عيسى الرَّقِّي يأخذ أربعة أرزاق: رزقًا بسبب الطب، ورزقًا بسبب ترجمة الكُتُب من السُرياني إلى العربي، ورزقين بسبب علمين آخرين». كما لمع من المسيحيين تحت رعاية سيف الدولة مُهندسون ورياضيَّاتيُّون وفلكيُّون، وأشهرهم ديونيسيوس بطريرك اليعاقبة، والمُجتبى الأنطاكي، وقيس الماروني.

## الجيش

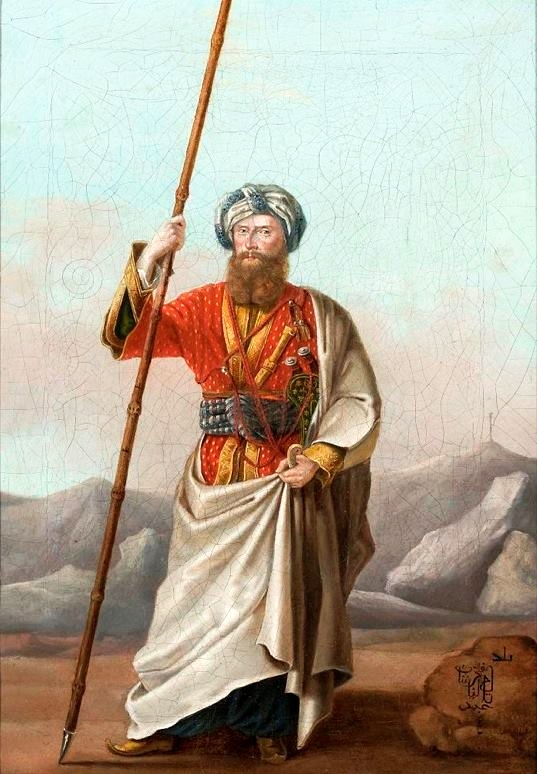
نموذج عن الجُندي الأعرابي من المُشاة الرمَّاحين (حملة الرماح).

فارسٌ مملوك من رُماة النشَّاب.

جهد سيف الدولة بِتوفير المال والرجال لكي يستطيع الاستمرار في قتال وجهاد البيزنطيين ودفعهم بعيدًا عن حُدود الديار الإسلاميَّة، فجنَّد مُقاتلين من القبائل العربيَّة الضاربة في الجزيرة الفُراتيَّة والشَّام من بني عُقيل ونُمير وكلاب، وقد شكَّلوا العمود الفقري لِقُوَّاته المُسلَّحة، كما جنَّد المُتطوِّعة الذين رغبوا في الجهاد ضدَّ البيزنطيين، هذا إلى جانب العُنصر الأعجمي؛ كالتُرك والدَّيلم، وقد تبوَّأ بعضهم مراكز قياديَّة، أمثال نجا وقرغويه ولؤلؤ. واستغلَّ الشُعُور الديني لِإقناع جُنُوده بِأنَّهم يُؤدُّون فريضة الجهاد بِقتال الروم، كما استغلَّ طمعهم الماديّ في الحُصُول على الغنائم، لِيحُثَّهم على القتال، كما كان يُغدق عليهم ما يتخلَّف في ميدان القتال من الأموال والأسلاب. واشتهر غلمانه بِشدَّة البأس في القتال، وكان يلقى الجمع الكثير بِالعدد اليسير. تألَّف الجيش الحمداني من فِرقٍ عسكريَّةٍ من الفُرسان والمُشاة من حملة الأقواس والسِّهام، وقد شكَّلت طليعة الجُيُوش. كان الفُرسان يحملون الرَّايات المُلوَّنة والمُزخرفة بِالآيات القُرآنيَّة والنُقُوش، ويُغطُّون أبدانهم، شأن المُشاة، بِالتُرُوس الضخمة، ويحملون بِأيديهم الرِّماح الطويلة والأقواس التي يرمون بها النشَّاب. واستعمل الجيش الحمداني آلاتٍ ذات أصواتٍ حادَّةٍ يقؤعونها أثناء الحرب، فتقوم بِعملٍ مُزدوجٍ: إثارة الحماس في نُفُوس الجُند المُسلمين، والرُّعب في نُفُوس الجُند البيزنطيين، حيثُ تختلط أصواتها بِأهازيج الجُند الحماسيَّة وبِهدير الإبل التي تحمل معدَّات الحرب، كما تُثيرُ الفزع في خُيُولهم، فتجمح وتهرُب. واستعمل أفراد الجيش الحمداني من الأسلحة: الرماح الطويلة والسُيُوف والأقواس الضخمة والفُؤوس والجواشن (الدُروع الكبيرة) واللَّت (عمود طويل مُربَّع) المُضرَّس والمُستوفي والمناطق والتجافيف (جلال الحصان الواقي). وشكَّل الخيل عُنصُرًا هامًّا في القتال، حتَّى اختار منها سيفُ الدولة أندرُها وأكثرُها أصالة، وكان لهُ حصانٌ مشهورٌ أبتر عندَّهُ يُدعى «الفحَّى» نسبةً إلى سواد لونه. ويذخر شعر المُتنبِّي، وهو شاعر الحرب الحمدانيَّة، بِوصف الخيل وآداب الفُروسيَّة ما يدُل على أنَّ فُرسان سيف الدولة تركوا أثرًا فاعلًا في نفسه. وابتكر سيف الدولة حركة القفز وخصَّص لها كتيبة كان أفرادُها من الشجاعة، حتَّى أنهم كانوا يقومون بِالقفز من قمَّةٍ إلى قمَّة حتَّى ينقضُّون على العدوّ وينالون منه، لكنَّ سيف الدولة سرَّح أفراد هذه الكتيبة بعد ذلك لِتعارُضها من آداب الفُروسيَّة على الأغلب. كان الجيش الحمداني يدخل المعركة وفق خطَّةٍ مُحكمة ومدروسة بِدقَّة، ويخضع أفراده لِنظامٍ صارمٍ، وقد أعدُّوا لِكُلِّ أمرٍ عُدَّته، وتداركوا كُلَّ خلل، ونظَّموا الخدمة اليوميَّة، وأخذوا بِنظام الكشَّافة والطلائع، فكانوا جُنودًا غلاظًا جبابرةً يستميتون في المعارك والاحتفاظ بِالنصر، ومن العسير أن يتقهقروا أو يرتدُّوا أو انتزاع أيُّ موقعٍ منهم إذا كان يحميه ألف جُندي.

## قائمة الأُمراء الحمدانيين

### أُمراء الموصل
| اللقب والكِنية        | الاسم                                            | سنوات الحُكم            |
| أبو مُحمَّد ناصر الدولة | الحسن بن أبي الهيجاء عبدُ الله بن حمدان التغلبي   | 318 - 358هـ 930 - 969م |
| أبو تغلب عُضد الدولة  | الغضنفر فضلُ الله بن الحسن بن أبي الهيجاء التغلبي | 358 - 369هـ 969 - 979م |
| أبو طاهر             | إبراهيم بن الحسن بن أبي الهيجاء التغلبي          | 379 - 389هـ 981 - 991م |
| أبو عبد الله         | الحُسين بن الحسن بن أبي الهيجاء التغلبي           | 379 - 389هـ 981 - 991م |

### أُمراء حلب
| اللقب والكِنية           | الاسم                                        | سنوات الحُكم             |
| أبو الحسن سيفُ الدولة    | عليّ بن أبي الهيجاء عبدُ الله بن حمدان التغلبي | 333 - 356هـ 944 - 967م  |
| أبو المعالي سعد الدولة  | شريف بن عليّ بن أبي الهيجاء عبدُ الله التغلبي  | 356 - 381هـ 967 - 991م  |
| أبو الفضائل سعيد الدولة | سعيد بن شريف بن عليّ التغلبي                  | 381 - 392هـ 991 - 1002م |
| أبو الحسن               | عليّ بن سعيد بن شريف التغلبي                  | 392هـ 1002م             |
| أبو المعالي             | شريف بن سعيد بن شريف التغلبي                 | 394هـ 1004م             |

### بِاللُغة العربيَّة
1. ↑  مُصطفى، شاكر (1993). موسوعة دول العالم الأسلامي ورجالها، الجُزء الأوَّل (ط. الأولى). بيروت - لُبنان: دار العلم للملايين. ص. 352. {{استشهاد بكتاب}}: تحقق من التاريخ في: |سنة= (مساعدة)
2. 1 2  ابن الأثير الجزري، عزُّ الدين أبي الحسن عليّ بن أبي الكرم الشيباني؛ تحقيق: أبو الفداء عبدُ الله القاضي (1407هـ - 1987م). الكامل في التاريخ، الجُزء السَّابع (ط. الأولى). بيروت - لُبنان: دار الكُتب العلميَّة. ص. 42. {{استشهاد بكتاب}}: تحقق من التاريخ في: |سنة= (مساعدة)
3. 1 2  جحا، شفيق؛ البعلبكي، مُنير؛ عُثمان، بهيج (1999م). المُصوَّر في التاريخ (ط. التاسعة عشرة). بيروت، لُبنان: دار العلم للملايين. ص. 22 - 23.
4. ↑  جحا، شفيق؛ البعلبكي، مُنير؛ عُثمان، بهيج (1999م). المُصوَّر في التاريخ (ط. التاسعة عشرة). بيروت، لُبنان: دار العلم للملايين. ص. 27.
5. ↑  الأزدي، علي بن ظافر بن الحُسين؛ تحقيق: تميمة الروَّاف (1405هـ - 1985م). أخبار الدولة الحمدانيَّة بِالموصل وحلب وديار بكر والثُغور (ط. الأولى). بيروت - لُبنان: دار حسَّان. ص. 12. {{استشهاد بكتاب}}: تحقق من التاريخ في: |سنة= (مساعدة)
6. ↑  السَّامر، فيصل (1970). الدولة الحمدانية في الموصل وحلب، الجُزء الأوَّل (ط. الأولى). بغداد - العراق: مطبعة الأمان. ص. 44. {{استشهاد بكتاب}}: تحقق من التاريخ في: |سنة= (مساعدة)
7. 1 2 3 4  زين الدين، مُحمَّد. التشيُّع: معالم في العقيدة والفكر والتاريخ. مركز الرسالة. ص. 176. ISBN:978-964-319-514-4. مؤرشف من الأصل في 3 أبريل 2019. اطلع عليه بتاريخ 29 تشرين الأوَّل (أكتوبر) 2016م. {{استشهاد بكتاب}}: تحقق من التاريخ في: |تاريخ الوصول= (مساعدة)
8. ↑  طقُّوش، مُحمَّد سُهيل (1429هـ - 2008م). تاريخ الطولونيين والأخشيديين والحمدانيين (ط. الأولى). بيروت - لُبنان: دار النفائس. ص. 201. ISBN:9789953184562. {{استشهاد بكتاب}}: تحقق من التاريخ في: |سنة= (مساعدة)
9. 1 2  البلاذريّ، أحمد بن يحيى بن جابر بن داود (1988م). فُتوح البُلدان. بيروت - لُبنان: دار ومكتبة الهلال. ص. 186 - 187. {{استشهاد بكتاب}}: تحقق من التاريخ في: |سنة= (مساعدة)
10. ↑  السَّامر، فيصل (1970). الدولة الحمدانية في الموصل وحلب، الجُزء الأوَّل (ط. الأولى). بغداد - العراق: مطبعة الأمان. ص. 55. {{استشهاد بكتاب}}: تحقق من التاريخ في: |سنة= (مساعدة)
11. ↑  طقُّوش، مُحمَّد سُهيل (1429هـ - 2008م). تاريخ الطولونيين والأخشيديين والحمدانيين (ط. الأولى). بيروت - لُبنان: دار النفائس. ص. 203. ISBN:9789953184562. {{استشهاد بكتاب}}: تحقق من التاريخ في: |سنة= (مساعدة)
12. 1 2  Canard، Marius (1986). "Ḥamdānids". The Encyclopedia of Islam, New Edition, Volume III: H–Iram. Leiden and New York: BRILL. ص. 126. ISBN:90-04-09419-9. مؤرشف من الأصل في 2019-03-24.
13. 1 2  ابن الأثير الجزري، عزُّ الدين أبي الحسن عليّ بن أبي الكرم الشيباني؛ تحقيق: أبو الفداء عبدُ الله القاضي (1407هـ - 1987م). الكامل في التاريخ، الجُزء السَّادس (ط. الأولى). بيروت - لُبنان: دار الكُتب العلميَّة. ص. 238 - 239. {{استشهاد بكتاب}}: تحقق من التاريخ في: |سنة= (مساعدة)
14. ↑  ابن الأثير الجزري، عزُّ الدين أبي الحسن عليّ بن أبي الكرم الشيباني؛ تحقيق: أبو الفداء عبدُ الله القاضي (1407هـ - 1987م). الكامل في التاريخ، الجُزء السَّادس (ط. الأولى). بيروت - لُبنان: دار الكُتب العلميَّة. ص. 348. {{استشهاد بكتاب}}: تحقق من التاريخ في: |سنة= (مساعدة)
15. 1 2 3  ابن الأثير الجزري، عزُّ الدين أبي الحسن عليّ بن أبي الكرم الشيباني؛ تحقيق: أبو الفداء عبدُ الله القاضي (1407هـ - 1987م). الكامل في التاريخ، الجُزء السَّادس (ط. الأولى). بيروت - لُبنان: دار الكُتب العلميَّة. ص. 368 - 369. {{استشهاد بكتاب}}: تحقق من التاريخ في: |سنة= (مساعدة)
16. ↑  السَّامر، فيصل (1970). الدولة الحمدانية في الموصل وحلب، الجُزء الأوَّل (ط. الأولى). بغداد - العراق: مطبعة الأمان. ص. 74. {{استشهاد بكتاب}}: تحقق من التاريخ في: |سنة= (مساعدة)
17. ↑  الطبري، أبو جعفر مُحمَّد بن جُرير؛ تحقيق مُحمَّد أبو الفضل إبراهيم (1387هـ - 1967م). تاريخ الرُسل والمُلوك، الجُزء العاشر (ط. الثانية). القاهرة - مصر: دار المعارف. ص. 9. {{استشهاد بكتاب}}: تحقق من التاريخ في: |سنة= (مساعدة)
18. ↑  الطبري، أبو جعفر مُحمَّد بن جُرير؛ تحقيق مُحمَّد أبو الفضل إبراهيم (1387هـ - 1967م). تاريخ الرُسل والمُلوك، الجُزء العاشر (ط. الثانية). القاهرة - مصر: دار المعارف. ص. 32. {{استشهاد بكتاب}}: تحقق من التاريخ في: |سنة= (مساعدة)
19. ↑  ابن الأثير الجزري، عزُّ الدين أبي الحسن عليّ بن أبي الكرم الشيباني؛ تحقيق: أبو الفداء عبدُ الله القاضي (1407هـ - 1987م). الكامل في التاريخ، الجُزء السَّادس (ط. الأولى). بيروت - لُبنان: دار الكُتب العلميَّة. ص. 480. {{استشهاد بكتاب}}: تحقق من التاريخ في: |سنة= (مساعدة)
20. ↑  ابن الأثير الجزري، عزُّ الدين أبي الحسن عليّ بن أبي الكرم الشيباني؛ تحقيق: أبو الفداء عبدُ الله القاضي (1407هـ - 1987م). الكامل في التاريخ، الجُزء السَّادس (ط. الأولى). بيروت - لُبنان: دار الكُتب العلميَّة. ص. 483 - 484. {{استشهاد بكتاب}}: تحقق من التاريخ في: |سنة= (مساعدة)
21. 1 2  طقُّوش، مُحمَّد سُهيل (1429هـ - 2008م). تاريخ الطولونيين والأخشيديين والحمدانيين (ط. الأولى). بيروت - لُبنان: دار النفائس. ص. 209. ISBN:9789953184562. {{استشهاد بكتاب}}: تحقق من التاريخ في: |سنة= (مساعدة)
22. ↑  الحمداني، أبو فراس الحارث بن أبي العلاء سعيد بن حمدان بن حمدون؛ تحقيق: خليل الدويهي (1414هـ - 1994م). ديوان أبي فراس الحمداني، الجُزء الثاني (PDF) (ط. الثانية). بيروت - لُبنان: دار الكتاب العربي. ص. 128. مؤرشف من الأصل (PDF) في 8 يناير 2020. {{استشهاد بكتاب}}: تحقق من التاريخ في: |سنة= (مساعدة)
23. ↑  الطبري، أبو جعفر مُحمَّد بن جُرير؛ تحقيق مُحمَّد أبو الفضل إبراهيم (1387هـ - 1967م). تاريخ الرُسل والمُلوك، الجُزء العاشر (ط. الثانية). القاهرة - مصر: دار المعارف. ص. 43. {{استشهاد بكتاب}}: تحقق من التاريخ في: |سنة= (مساعدة)
24. ↑  الطبري، أبو جعفر مُحمَّد بن جُرير؛ تحقيق مُحمَّد أبو الفضل إبراهيم (1387هـ - 1967م). تاريخ الرُسل والمُلوك، الجُزء العاشر (ط. الثانية). القاهرة - مصر: دار المعارف. ص. 109 - 111. {{استشهاد بكتاب}}: تحقق من التاريخ في: |سنة= (مساعدة)
25. ↑  مقال من إعداد الشبكة الإسلامية (9 رجب 1428هـ - 23 تمُّوز (يوليو) 2007م). "القرامطة والباطنية عبر التاريخ: ملفات متنوعة". شبكة طريق الإسلام. مؤرشف من الأصل في 8 يناير 2020. اطلع عليه بتاريخ 30 تشرين الأوَّل (أكتوبر) 2016م. {{استشهاد ويب}}: تحقق من التاريخ في: |تاريخ الوصول= و|تاريخ= (مساعدة)
26. ↑  الطبري، أبو جعفر مُحمَّد بن جُرير؛ تحقيق مُحمَّد أبو الفضل إبراهيم (1387هـ - 1967م). تاريخ الرُسل والمُلوك، الجُزء العاشر (ط. الثانية). القاهرة - مصر: دار المعارف. ص. 113. {{استشهاد بكتاب}}: تحقق من التاريخ في: |سنة= (مساعدة)
27. ↑  ابن الأثير الجزري، عزُّ الدين أبي الحسن عليّ بن أبي الكرم الشيباني؛ تحقيق: أبو الفداء عبدُ الله القاضي (1407هـ - 1987م). الكامل في التاريخ، الجُزء السَّادس (ط. الأولى). بيروت - لُبنان: دار الكُتب العلميَّة. ص. 549. {{استشهاد بكتاب}}: تحقق من التاريخ في: |سنة= (مساعدة)
28. ↑  الطبري، أبو جعفر مُحمَّد بن جُرير؛ تحقيق مُحمَّد أبو الفضل إبراهيم (1387هـ - 1967م). تاريخ الرُسل والمُلوك، الجُزء العاشر (ط. الثانية). القاهرة - مصر: دار المعارف. ص. 123. {{استشهاد بكتاب}}: تحقق من التاريخ في: |سنة= (مساعدة)
29. ↑  طقُّوش، مُحمَّد سُهيل (1429هـ - 2008م). تاريخ الطولونيين والأخشيديين والحمدانيين (ط. الأولى). بيروت - لُبنان: دار النفائس. ص. 212. ISBN:9789953184562. {{استشهاد بكتاب}}: تحقق من التاريخ في: |سنة= (مساعدة)
30. ↑  ابن تغري بردي، أبو المحاسن جمالُ الدين يُوسُف بن تغري بردي بن عبد الله الظاهري الحنفي؛ قدَّم لهُ وعلَّق عليه: مُحمَّد حُسين شمسُ الدين (1413هـ - 1992م). النُجوم الزاهرة في مُلوك مصر والقاهرة، الجُزء الثالث (ط. الأولى). بيروت - لُبنان: دار الكُتب العلميَّة. ص. 147 - 150. {{استشهاد بكتاب}}: تحقق من التاريخ في: |سنة= (مساعدة)
31. ↑  ابن الأثير الجزري، عزُّ الدين أبي الحسن عليّ بن أبي الكرم الشيباني؛ تحقيق: أبو الفداء عبدُ الله القاضي (1407هـ - 1987م). الكامل في التاريخ، الجُزء السَّادس (ط. الأولى). بيروت - لُبنان: دار الكُتب العلميَّة. ص. 547. {{استشهاد بكتاب}}: تحقق من التاريخ في: |سنة= (مساعدة)
32. ↑  الطبري، أبو جعفر مُحمَّد بن جُرير؛ تحقيق مُحمَّد أبو الفضل إبراهيم (1387هـ - 1967م). تاريخ الرُسل والمُلوك، الجُزء العاشر (ط. الثانية). القاهرة - مصر: دار المعارف. ص. 138. {{استشهاد بكتاب}}: تحقق من التاريخ في: |سنة= (مساعدة)
33. ↑  طقُّوش، مُحمَّد سُهيل (1429هـ - 2008م). تاريخ الطولونيين والأخشيديين والحمدانيين (ط. الأولى). بيروت - لُبنان: دار النفائس. ص. 214. ISBN:9789953184562. {{استشهاد بكتاب}}: تحقق من التاريخ في: |سنة= (مساعدة)
34. ↑  ابن مسكويه، أبو علي أحمد بن مُحمَّد بن يعقوب؛ تحقيق: سيِّد كسروي حسن (1424هـ - 2003م). تجارب الأُمم وتعاقب الهمم، الجُزء الأوَّل (PDF) (ط. الأولى). بيروت - لُبنان: دار الكُتب العلميَّة. ص. 5. مؤرشف من الأصل (PDF) في 16 ديسمبر 2019. {{استشهاد بكتاب}}: تحقق من التاريخ في: |سنة= (مساعدة)
35. ↑  ابن الأثير الجزري، عزُّ الدين أبي الحسن عليّ بن أبي الكرم الشيباني؛ تحقيق: أبو الفداء عبدُ الله القاضي (1407هـ - 1987م). الكامل في التاريخ، الجُزء السَّادس (ط. الأولى). بيروت - لُبنان: دار الكُتب العلميَّة. ص. 573. {{استشهاد بكتاب}}: تحقق من التاريخ في: |سنة= (مساعدة)
36. ↑  ابن مسكويه، أبو علي أحمد بن مُحمَّد بن يعقوب؛ تحقيق: سيِّد كسروي حسن (1424هـ - 2003م). تجارب الأُمم وتعاقب الهمم، الجُزء الأوَّل (PDF) (ط. الأولى). بيروت - لُبنان: دار الكُتب العلميَّة. ص. 36 - 37. مؤرشف من الأصل (PDF) في 16 ديسمبر 2019. {{استشهاد بكتاب}}: تحقق من التاريخ في: |سنة= (مساعدة)
37. ↑  ابن الأثير الجزري، عزُّ الدين أبي الحسن عليّ بن أبي الكرم الشيباني؛ تحقيق: أبو الفداء عبدُ الله القاضي (1407هـ - 1987م). الكامل في التاريخ، الجُزء السَّادس (ط. الأولى). بيروت - لُبنان: دار الكُتب العلميَّة. ص. 639 - 640. {{استشهاد بكتاب}}: تحقق من التاريخ في: |سنة= (مساعدة)
38. ↑  ابن مسكويه، أبو علي أحمد بن مُحمَّد بن يعقوب؛ تحقيق: سيِّد كسروي حسن (1424هـ - 2003م). تجارب الأُمم وتعاقب الهمم، الجُزء الأوَّل (PDF) (ط. الأولى). بيروت - لُبنان: دار الكُتب العلميَّة. ص. 38، 55 - 56. مؤرشف من الأصل (PDF) في 16 ديسمبر 2019. {{استشهاد بكتاب}}: تحقق من التاريخ في: |سنة= (مساعدة)
39. ↑  "الدولة الحمدانية في الموصل وحلب". annabaa.org. مؤرشف من الأصل في 2018-03-23. اطلع عليه بتاريخ 2016-11-01.
40. ↑  "فصل: مبدأ لدولة وولاية أبي الهيجاء عبد الله بن حمدان على الموصل.|نداء الإيمان". www.al-eman.com. مؤرشف من الأصل في 2016-11-04. اطلع عليه بتاريخ 2016-11-01.
41. ↑  عدوان، أحمد (1981). الدولة الحمدانية. ليبيا: المنشأة الشعبية للنشر والتوزيع والإعلان والمطابع. ص. 135.
42. ↑  "الدولة  الحمدانية | موقع قصة الإسلام - إشراف د/ راغب السرجاني". islamstory.com. مؤرشف من الأصل في 2016-12-11. اطلع عليه بتاريخ 2016-11-02.
43. ↑  عدوان، أحمد (1981). الدولة الحمدانية. المنشأة الشعبية للنشر والتوزيع  والإعلان والمطابع. ص. 139.
44. ↑  عدوان، أحمد. الدولة الحمدانية. المنشأة الشعبية للنشر والتوزيع والإعلان والمطابع. ص. 141.
45. ↑  طقُّوش، مُحمَّد سُهيل (1429هـ - 2008م). تاريخ الطولونيين والأخشيديين والحمدانيين (ط. الأولى). بيروت - لُبنان: دار النفائس. ص. 290 - 291. ISBN:9789953184562. {{استشهاد بكتاب}}: تحقق من التاريخ في: |سنة= (مساعدة)
46. ↑  ابن العبري، أبو الفرج گريگوريوس بن هٰرون الملطي؛ تحقيق: أنطون صالحاني اليسوعي (1415هـ - 1994م). تاريخ مُختصر الدُول (ط. الثانية). بيروت - لُبنان: دار الرَّائد اللُّبناني. ص. 53. {{استشهاد بكتاب}}: تحقق من التاريخ في: |سنة= (مساعدة)
47. 1 2  الأزدي، علي بن ظافر بن الحُسين؛ تحقيق: تميمة الروَّاف (1405هـ - 1985م). أخبار الدولة الحمدانيَّة بِالموصل وحلب وديار بكر والثُغور (ط. الأولى). بيروت - لُبنان: دار حسَّان. ص. 27 - 28. {{استشهاد بكتاب}}: تحقق من التاريخ في: |سنة= (مساعدة)
48. ↑  ابن الأثير الجزري، عزُّ الدين أبي الحسن عليّ بن أبي الكرم الشيباني؛ تحقيق: أبو الفداء عبدُ الله القاضي (1407هـ - 1987م). الكامل في التاريخ، الجُزء السَّابع (ط. الأولى). بيروت - لُبنان: دار الكُتب العلميَّة. ص. 112. {{استشهاد بكتاب}}: تحقق من التاريخ في: |سنة= (مساعدة)
49. ↑  "الحمدانيون والمقاطعات الجنوبية ـ الغربية لأرمينيا". ملحق أزتاك العربي للشؤون الأرمنية. 4 يوليو 2016. مؤرشف من الأصل في 2016-11-04. اطلع عليه بتاريخ 2016-11-02.
50. ↑  أحمد عدوان (1981م). الدولة الحمدانية (ط. الأول). ليبيا: المنشأة الشعبية للنشر والتوزيع والإعلان والمطابع. ص. 148. {{استشهاد بكتاب}}: تحقق من التاريخ في: |سنة= (مساعدة)
51. ↑  عدوان، أحمد (1981). الدولة الحمدانية. ليبيا: النشأة الشعبية للنشر والتوزيع والإعلان والمطابع. ص. 161.
52. ↑  "ناصر الدولة | الموسوعة العربية". www.arab-ency.com. مؤرشف من الأصل في 2020-03-27. اطلع عليه بتاريخ 2016-11-02.
53. ↑  "الكتب  - تاريخ الإسلام الذهبي - الطبقة الرابعة والثلاثون - سنة اثنتين وثلاثين - الحرب بين توزون والمتقي". library.islamweb.net. مؤرشف من الأصل في 2016-11-04. اطلع عليه بتاريخ 2016-11-02.
54. ↑  "البويهيون يتسلمون مقاليد الحكم في بغداد سنة 334هـ". www.alrased.net. مؤرشف من الأصل في 2016-11-04. اطلع عليه بتاريخ 2016-11-03.
55. ↑  "معز الدولة البويهي | الموسوعة العربية". www.arab-ency.com. مؤرشف من الأصل في 2017-10-08. اطلع عليه بتاريخ 2016-11-03.
56. ↑  ابن خلدون، أبو زيد وليُّ الدين عبدُ الرحمٰن بن مُحمَّد الحضرمي الإشبيلي؛ تحقيق: خليل شحادة (1408هـ - 1988م). كتاب العبر وديوان المبتدأ والخبر في تاريخ العرب والبربر ومن عاصرهم من ذوي الشأن الأكبر (ط. الثانية). بيروت - لُبنان: دار الفكر. ص. 717. مؤرشف من الأصل في 4 مايو 2019. اطلع عليه بتاريخ 27 كانون الأوَّل (ديسمبر) 2015م. {{استشهاد بكتاب}}: تحقق من التاريخ في: |تاريخ الوصول= و|سنة= (مساعدة)
57. ↑  عدوان، أحمد (1981). الدولة الحمدانية. المنشأة الشعبية للنشر والإعلان والتوزيع والمطابع. ص. 137–170.
58. ↑  "الدولة الحمدانية في الموصل وحلب". annabaa.org. مؤرشف من الأصل في 2018-03-23. اطلع عليه بتاريخ 2016-11-07.
59. ↑  "الدولة الحمدانية.. درع الإسلام". annabaa.org. مؤرشف من الأصل في 2017-11-28. اطلع عليه بتاريخ 2016-11-07.
60. ↑  أبو الفداء، اسماعيل. "2". المختصر في أخبار البشر. سوريا. ص. 110.
61. ↑  "مقتل عزالدين بختيار". alhibr1.com. مؤرشف من الأصل في 2016-11-09. اطلع عليه بتاريخ 2016-11-08.
62. ↑  ابن مسكويه، أبو علي أحمد بن مُحمَّد بن يعقوب؛ تحقيق: سيِّد كسروي حسن (1424هـ - 2003م). تجارب الأُمم وتعاقب الهمم، الجُزء الثاني (PDF) (ط. الأولى). بيروت - لُبنان: دار الكُتب العلميَّة. ص. 380 - 382. مؤرشف من الأصل (PDF) في 16 ديسمبر 2019. {{استشهاد بكتاب}}: تحقق من التاريخ في: |سنة= (مساعدة)
63. ↑  ابن الأثير الجزري، عزُّ الدين أبي الحسن عليّ بن أبي الكرم الشيباني؛ تحقيق: أبو الفداء عبدُ الله القاضي (1407هـ - 1987م). الكامل في التاريخ، الجُزء السَّابع (ط. الأولى). بيروت - لُبنان: دار الكُتب العلميَّة. ص. 360 - 361. {{استشهاد بكتاب}}: تحقق من التاريخ في: |سنة= (مساعدة)
64. ↑  ابن مسكويه، أبو علي أحمد بن مُحمَّد بن يعقوب؛ تحقيق: سيِّد كسروي حسن (1424هـ - 2003م). تجارب الأُمم وتعاقب الهمم، الجُزء الثاني (PDF) (ط. الأولى). بيروت - لُبنان: دار الكُتب العلميَّة. ص. 392. مؤرشف من الأصل (PDF) في 16 ديسمبر 2019. {{استشهاد بكتاب}}: تحقق من التاريخ في: |سنة= (مساعدة)
65. ↑  ابن مسكويه، أبو علي أحمد بن مُحمَّد بن يعقوب؛ تحقيق: سيِّد كسروي حسن (1424هـ - 2003م). تجارب الأُمم وتعاقب الهمم، الجُزء الثاني (PDF) (ط. الأولى). بيروت - لُبنان: دار الكُتب العلميَّة. ص. 401 - 402. مؤرشف من الأصل (PDF) في 16 ديسمبر 2019. {{استشهاد بكتاب}}: تحقق من التاريخ في: |سنة= (مساعدة)
66. ↑  ابن الأثير الجزري، عزُّ الدين أبي الحسن عليّ بن أبي الكرم الشيباني؛ تحقيق: أبو الفداء عبدُ الله القاضي (1407هـ - 1987م). الكامل في التاريخ، الجُزء السَّابع (ط. الأولى). بيروت - لُبنان: دار الكُتب العلميَّة. ص. 366 - 367. {{استشهاد بكتاب}}: تحقق من التاريخ في: |سنة= (مساعدة)
67. ↑  طقُّوش، مُحمَّد سُهيل (1429هـ - 2008م). تاريخ الطولونيين والأخشيديين والحمدانيين (ط. الأولى). بيروت - لُبنان: دار النفائس. ص. 255 - 256. ISBN:9789953184562. {{استشهاد بكتاب}}: تحقق من التاريخ في: |سنة= (مساعدة)
68. 1 2  ابن مسكويه، أبو علي أحمد بن مُحمَّد بن يعقوب؛ تحقيق: سيِّد كسروي حسن (1424هـ - 2003م). تجارب الأُمم وتعاقب الهمم، الجُزء الثالث (PDF) (ط. الأولى). بيروت - لُبنان: دار الكُتب العلميَّة. ص. 177 - 188. مؤرشف من الأصل (PDF) في 16 ديسمبر 2019. {{استشهاد بكتاب}}: تحقق من التاريخ في: |سنة= (مساعدة)
69. ↑  طقُّوش، مُحمَّد سُهيل (1429هـ - 2008م). تاريخ الطولونيين والأخشيديين والحمدانيين (ط. الأولى). بيروت - لُبنان: دار النفائس. ص. 260 - 261. ISBN:9789953184562. {{استشهاد بكتاب}}: تحقق من التاريخ في: |سنة= (مساعدة)
70. 1 2 3 4  ابن العديم، كمالُ الدين عُمر بن أحمد بن هبة الله بن أبي جرادة العُقيلي؛ وضع حواشيه: خليل المنصور (1417هـ - 1996م). زبدة الحلب في تاريخ حلب، الجُزء الأوَّل (ط. الأولى). بيروت - لُبنان: دار الكُتب العلميَّة. ص. 106 - 107. {{استشهاد بكتاب}}: تحقق من التاريخ في: |سنة= (مساعدة)
71. ↑  ابن الأثير الجزري، عزُّ الدين أبي الحسن عليّ بن أبي الكرم الشيباني؛ تحقيق: أبو الفداء عبدُ الله القاضي (1407هـ - 1987م). الكامل في التاريخ، الجُزء السَّابع (ط. الأولى). بيروت - لُبنان: دار الكُتب العلميَّة. ص. 132. {{استشهاد بكتاب}}: تحقق من التاريخ في: |سنة= (مساعدة)
72. ↑  ابن العديم، كمالُ الدين عُمر بن أحمد بن هبة الله بن أبي جرادة العُقيلي؛ وضع حواشيه: خليل المنصور (1417هـ - 1996م). زبدة الحلب في تاريخ حلب، الجُزء الأوَّل (ط. الأولى). بيروت - لُبنان: دار الكُتب العلميَّة. ص. 108. {{استشهاد بكتاب}}: تحقق من التاريخ في: |سنة= (مساعدة)
73. ↑  ابن الأثير الجزري، عزُّ الدين أبي الحسن عليّ بن أبي الكرم الشيباني؛ تحقيق: أبو الفداء عبدُ الله القاضي (1407هـ - 1987م). الكامل في التاريخ، الجُزء السَّابع (ط. الأولى). بيروت - لُبنان: دار الكُتب العلميَّة. ص. 133. {{استشهاد بكتاب}}: تحقق من التاريخ في: |سنة= (مساعدة)
74. 1 2  ابن العديم، كمالُ الدين عُمر بن أحمد بن هبة الله بن أبي جرادة العُقيلي؛ وضع حواشيه: خليل المنصور (1417هـ - 1996م). زبدة الحلب في تاريخ حلب، الجُزء الأوَّل (ط. الأولى). بيروت - لُبنان: دار الكُتب العلميَّة. ص. 111. {{استشهاد بكتاب}}: تحقق من التاريخ في: |سنة= (مساعدة)
75. 1 2  طقُّوش، مُحمَّد سُهيل (1429هـ - 2008م). تاريخ الطولونيين والأخشيديين والحمدانيين (ط. الأولى). بيروت - لُبنان: دار النفائس. ص. 264. ISBN:9789953184562. {{استشهاد بكتاب}}: تحقق من التاريخ في: |سنة= (مساعدة)
76. ↑  التنُّوخي، القاضي أبو علي المُحسن بن عليّ؛ تحقيق: عبُّود الشالجي (1995). نشوار المحاضرة وأخبار المُذاكرة (PDF) (ط. الثانية). بيروت - لُبنان: دار صادر. ص. 240. مؤرشف من الأصل (PDF) في 16 ديسمبر 2019. {{استشهاد بكتاب}}: تحقق من التاريخ في: |سنة= (مساعدة)
77. ↑  ابن العديم، كمالُ الدين عُمر بن أحمد بن هبة الله بن أبي جرادة العُقيلي؛ وضع حواشيه: خليل المنصور (1417هـ - 1996م). زبدة الحلب في تاريخ حلب، الجُزء الأوَّل (ط. الأولى). بيروت - لُبنان: دار الكُتب العلميَّة. ص. 112. {{استشهاد بكتاب}}: تحقق من التاريخ في: |سنة= (مساعدة)
78. ↑  طقُّوش، مُحمَّد سُهيل (1429هـ - 2008م). تاريخ الطولونيين والأخشيديين والحمدانيين (ط. الأولى). بيروت - لُبنان: دار النفائس. ص. 269. ISBN:9789953184562. {{استشهاد بكتاب}}: تحقق من التاريخ في: |سنة= (مساعدة)
79. ↑  ابن العديم، كمالُ الدين عُمر بن أحمد بن هبة الله بن أبي جرادة العُقيلي؛ وضع حواشيه: خليل المنصور (1417هـ - 1996م). زبدة الحلب في تاريخ حلب، الجُزء الأوَّل (ط. الأولى). بيروت - لُبنان: دار الكُتب العلميَّة. ص. 113. {{استشهاد بكتاب}}: تحقق من التاريخ في: |سنة= (مساعدة)
80. 1 2 3 4  الأزدي، علي بن ظافر بن الحُسين؛ تحقيق: تميمة الروَّاف (1405هـ - 1985م). أخبار الدولة الحمدانيَّة بِالموصل وحلب وديار بكر والثُغور (ط. الأولى). بيروت - لُبنان: دار حسَّان. ص. 30. {{استشهاد بكتاب}}: تحقق من التاريخ في: |سنة= (مساعدة)
81. 1 2 3 4 5  ابن سعيد الغرناطي المغربي، نورُ الدين أبو الحسن عليّ بن موسى بن مُحمَّد بن عبد الملك؛ تحقيق: زكي مُحمَّد حسن، وشوقي ضيف، وسيِّدة كاشف (1953). المُغرِّب في حُلى المغرب، الجُزء الأوَّل، القسم الخاص بِمصر (ط. الأولى). القاهرة - مصر: مطبعة جامعة فؤاد الأوَّل. ص. 194 - 195. {{استشهاد بكتاب}}: تحقق من التاريخ في: |سنة= (مساعدة)
82. ↑  زيود، مُحمَّد أحمد (1409هـ - 1989م). العلاقات بين الشَّام ومصر في العهدين الطولوني والإخشيدي 254 - 358هـ (ط. الأولى). دمشق - سوريا: دار حسَّان للطباعة والنشر. ص. 311 - 315. {{استشهاد بكتاب}}: تحقق من التاريخ في: |سنة= (مساعدة)
83. ↑  ابن خلِّكان، أبو العبَّاس شمسُ الدين أحمد بن مُحمَّد بن إبراهيم بن أبي بكر البرمكي الإربلي؛ تحقيق: إحسان عبَّاس (1977). وفيَّات الأعيان وأنباء أبناء الزمان، الجُزء الخامس. بيروت - لُبنان: دار صادر. ص. 59. {{استشهاد بكتاب}}: تحقق من التاريخ في: |سنة= (مساعدة)
84. ↑  ابن سعيد الغرناطي المغربي، نورُ الدين أبو الحسن عليّ بن موسى بن مُحمَّد بن عبد الملك؛ تحقيق: زكي مُحمَّد حسن، وشوقي ضيف، وسيِّدة كاشف (1953). المُغرِّب في حُلى المغرب، الجُزء الأوَّل، القسم الخاص بِمصر (ط. الأولى). القاهرة - مصر: مطبعة جامعة فؤاد الأوَّل. ص. 198. {{استشهاد بكتاب}}: تحقق من التاريخ في: |سنة= (مساعدة)
85. ↑  ابن العديم، كمالُ الدين عُمر بن أحمد بن هبة الله بن أبي جرادة العُقيلي؛ وضع حواشيه: خليل المنصور (1417هـ - 1996م). زبدة الحلب في تاريخ حلب، الجُزء الأوَّل (ط. الأولى). بيروت - لُبنان: دار الكُتب العلميَّة. ص. 117 - 118. {{استشهاد بكتاب}}: تحقق من التاريخ في: |سنة= (مساعدة)
86. ↑  ابن الأثير الجزري، عزُّ الدين أبي الحسن عليّ بن أبي الكرم الشيباني؛ تحقيق: أبو الفداء عبدُ الله القاضي (1407هـ - 1987م). الكامل في التاريخ، الجُزء السَّابع (ط. الأولى). بيروت - لُبنان: دار الكُتب العلميَّة. ص. 164. {{استشهاد بكتاب}}: تحقق من التاريخ في: |سنة= (مساعدة)
87. ↑  طقُّوش، مُحمَّد سُهيل (1429هـ - 2008م). تاريخ الطولونيين والأخشيديين والحمدانيين (ط. الأولى). بيروت - لُبنان: دار النفائس. ص. 265. ISBN:9789953184562. {{استشهاد بكتاب}}: تحقق من التاريخ في: |سنة= (مساعدة)
88. ↑  الأزدي، علي بن ظافر بن الحُسين؛ تحقيق: تميمة الروَّاف (1405هـ - 1985م). أخبار الدولة الحمدانيَّة بِالموصل وحلب وديار بكر والثُغور (ط. الأولى). بيروت - لُبنان: دار حسَّان. ص. 31 - 32. {{استشهاد بكتاب}}: تحقق من التاريخ في: |سنة= (مساعدة)
89. ↑  العريني، السيِّد الباز (1982). الدولة البيزنطية 323-1081م (ط. الأولى). بيروت - لُبنان: دار النهضة العربيَّة. ص. 417 - 418. {{استشهاد بكتاب}}: تحقق من التاريخ في: |سنة= (مساعدة)
90. ↑  ابن الأثير الجزري، عزُّ الدين أبي الحسن عليّ بن أبي الكرم الشيباني؛ تحقيق: أبو الفداء عبدُ الله القاضي (1407هـ - 1987م). الكامل في التاريخ، الجُزء السَّابع (ط. الأولى). بيروت - لُبنان: دار الكُتب العلميَّة. ص. 174. {{استشهاد بكتاب}}: تحقق من التاريخ في: |سنة= (مساعدة)
91. ↑  ابن العديم، كمالُ الدين عُمر بن أحمد بن هبة الله بن أبي جرادة العُقيلي؛ وضع حواشيه: خليل المنصور (1417هـ - 1996م). زبدة الحلب في تاريخ حلب، الجُزء الأوَّل (ط. الأولى). بيروت - لُبنان: دار الكُتب العلميَّة. ص. 120. {{استشهاد بكتاب}}: تحقق من التاريخ في: |سنة= (مساعدة)
92. ↑  الأزدي، علي بن ظافر بن الحُسين؛ تحقيق: تميمة الروَّاف (1405هـ - 1985م). أخبار الدولة الحمدانيَّة بِالموصل وحلب وديار بكر والثُغور (ط. الأولى). بيروت - لُبنان: دار حسَّان. ص. 32. {{استشهاد بكتاب}}: تحقق من التاريخ في: |سنة= (مساعدة)
93. ↑  الأنطاكي، يحيى بن سعيد (1990). تاريخ الأنطاكي. طرابُلس، لُبنان. ص. 78.{{استشهاد بكتاب}}:  صيانة الاستشهاد: مكان بدون ناشر (link)
94. ↑  الأنطاكي، يحيى بن سعيد (1990). تاريخ الأنطاكي. طرابُلس، لُبنان. ص. 78 - 79.{{استشهاد بكتاب}}:  صيانة الاستشهاد: مكان بدون ناشر (link)
95. ↑  الأزدي، علي بن ظافر بن الحُسين؛ تحقيق: تميمة الروَّاف (1405هـ - 1985م). أخبار الدولة الحمدانيَّة بِالموصل وحلب وديار بكر والثُغور (ط. الأولى). بيروت - لُبنان: دار حسَّان. ص. 33. {{استشهاد بكتاب}}: تحقق من التاريخ في: |سنة= (مساعدة)
96. ↑  ابن العديم، كمالُ الدين عُمر بن أحمد بن هبة الله بن أبي جرادة العُقيلي؛ وضع حواشيه: خليل المنصور (1417هـ - 1996م). زبدة الحلب في تاريخ حلب، الجُزء الأوَّل (ط. الأولى). بيروت - لُبنان: دار الكُتب العلميَّة. ص. 121. {{استشهاد بكتاب}}: تحقق من التاريخ في: |سنة= (مساعدة)
97. ↑  ابن الأثير الجزري، عزُّ الدين أبي الحسن عليّ بن أبي الكرم الشيباني؛ تحقيق: أبو الفداء عبدُ الله القاضي (1407هـ - 1987م). الكامل في التاريخ، الجُزء السَّابع (ط. الأولى). بيروت - لُبنان: دار الكُتب العلميَّة. ص. 200. {{استشهاد بكتاب}}: تحقق من التاريخ في: |سنة= (مساعدة)
98. ↑  العريني، السيِّد الباز (1982). الدولة البيزنطية 323-1081م (ط. الأولى). بيروت - لُبنان: دار النهضة العربيَّة. ص. 419. {{استشهاد بكتاب}}: تحقق من التاريخ في: |سنة= (مساعدة)
99. ↑  الأنطاكي، يحيى بن سعيد (1990). تاريخ الأنطاكي. طرابُلس، لُبنان. ص. 83 - 84.{{استشهاد بكتاب}}:  صيانة الاستشهاد: مكان بدون ناشر (link)
100. ↑  ابن الأثير الجزري، عزُّ الدين أبي الحسن عليّ بن أبي الكرم الشيباني؛ تحقيق: أبو الفداء عبدُ الله القاضي (1407هـ - 1987م). الكامل في التاريخ، الجُزء السَّابع (ط. الأولى). بيروت - لُبنان: دار الكُتب العلميَّة. ص. 209. {{استشهاد بكتاب}}: تحقق من التاريخ في: |سنة= (مساعدة)
101. ↑  الأنطاكي، يحيى بن سعيد (1990). تاريخ الأنطاكي. طرابُلس، لُبنان. ص. 85.{{استشهاد بكتاب}}:  صيانة الاستشهاد: مكان بدون ناشر (link)
102. ↑  طقُّوش، مُحمَّد سُهيل (1429هـ - 2008م). تاريخ الطولونيين والأخشيديين والحمدانيين (ط. الأولى). بيروت - لُبنان: دار النفائس. ص. 299. ISBN:9789953184562. {{استشهاد بكتاب}}: تحقق من التاريخ في: |سنة= (مساعدة)
103. ↑  طقُّوش، مُحمَّد سُهيل (1429هـ - 2008م). تاريخ الطولونيين والأخشيديين والحمدانيين (ط. الأولى). بيروت - لُبنان: دار النفائس. ص. 266. ISBN:9789953184562. {{استشهاد بكتاب}}: تحقق من التاريخ في: |سنة= (مساعدة)
104. ↑  الحمداني، أبو فراس الحارث بن أبي العلاء سعيد بن حمدان بن حمدون؛ تحقيق: خليل الدويهي (1414هـ - 1994م). ديوان أبي فراس الحمداني، الجُزء الثاني (PDF) (ط. الثانية). بيروت - لُبنان: دار الكتاب العربي. ص. 11 - 12. مؤرشف من الأصل (PDF) في 8 يناير 2020. {{استشهاد بكتاب}}: تحقق من التاريخ في: |سنة= (مساعدة)
105. ↑  ابن الأثير الجزري، عزُّ الدين أبي الحسن عليّ بن أبي الكرم الشيباني؛ تحقيق: أبو الفداء عبدُ الله القاضي (1407هـ - 1987م). الكامل في التاريخ، الجُزء السَّابع (ط. الأولى). بيروت - لُبنان: دار الكُتب العلميَّة. ص. 243. {{استشهاد بكتاب}}: تحقق من التاريخ في: |سنة= (مساعدة)
106. ↑  ابن مسكويه، أبو علي أحمد بن مُحمَّد بن يعقوب؛ تحقيق: سيِّد كسروي حسن (1424هـ - 2003م). تجارب الأُمم وتعاقب الهمم، الجُزء الثاني (PDF) (ط. الأولى). بيروت - لُبنان: دار الكُتب العلميَّة. ص. 197. مؤرشف من الأصل (PDF) في 16 ديسمبر 2019. {{استشهاد بكتاب}}: تحقق من التاريخ في: |سنة= (مساعدة)
107. ↑  ابن الأثير الجزري، عزُّ الدين أبي الحسن عليّ بن أبي الكرم الشيباني؛ تحقيق: أبو الفداء عبدُ الله القاضي (1407هـ - 1987م). الكامل في التاريخ، الجُزء السَّابع (ط. الأولى). بيروت - لُبنان: دار الكُتب العلميَّة. ص. 244 - 245. {{استشهاد بكتاب}}: تحقق من التاريخ في: |سنة= (مساعدة)
108. ↑  ابن الأثير الجزري، عزُّ الدين أبي الحسن عليّ بن أبي الكرم الشيباني؛ تحقيق: أبو الفداء عبدُ الله القاضي (1407هـ - 1987م). الكامل في التاريخ، الجُزء السَّابع (ط. الأولى). بيروت - لُبنان: دار الكُتب العلميَّة. ص. 247. {{استشهاد بكتاب}}: تحقق من التاريخ في: |سنة= (مساعدة)
109. ↑  ابن الأثير الجزري، عزُّ الدين أبي الحسن عليّ بن أبي الكرم الشيباني؛ تحقيق: أبو الفداء عبدُ الله القاضي (1407هـ - 1987م). الكامل في التاريخ، الجُزء السَّابع (ط. الأولى). بيروت - لُبنان: دار الكُتب العلميَّة. ص. 247 - 248. {{استشهاد بكتاب}}: تحقق من التاريخ في: |سنة= (مساعدة)
110. ↑  ابن كثير، أبو الفداء إسماعيل بن عُمر القُرشي البصري الدمشقي؛ تحقيق عبدُ الله بن عبد المُحسن التُركي (1418 هـ - 1997م). البداية والنهاية، الجزء الحادي عشر (ط. الأولى). القاهرة - مصر: دار هجر للطباعة والنشر والتوزيع والإعلان. ص. 253. {{استشهاد بكتاب}}: تحقق من التاريخ في: |سنة= (مساعدة)
111. 1 2  ابن العديم، كمالُ الدين عُمر بن أحمد بن هبة الله بن أبي جرادة العُقيلي؛ وضع حواشيه: خليل المنصور (1417هـ - 1996م). زبدة الحلب في تاريخ حلب، الجُزء الأوَّل (ط. الأولى). بيروت - لُبنان: دار الكُتب العلميَّة. ص. 140 - 141. {{استشهاد بكتاب}}: تحقق من التاريخ في: |سنة= (مساعدة)
112. ↑  ابن الأثير الجزري، عزُّ الدين أبي الحسن عليّ بن أبي الكرم الشيباني؛ تحقيق: أبو الفداء عبدُ الله القاضي (1407هـ - 1987م). الكامل في التاريخ، الجُزء السَّابع (ط. الأولى). بيروت - لُبنان: دار الكُتب العلميَّة. ص. 255 - 256. {{استشهاد بكتاب}}: تحقق من التاريخ في: |سنة= (مساعدة)
113. ↑  الأنطاكي، يحيى بن سعيد (1990). تاريخ الأنطاكي. طرابُلس، لُبنان. ص. 85 - 86.{{استشهاد بكتاب}}:  صيانة الاستشهاد: مكان بدون ناشر (link)
114. ↑  ابن العبري، أبو الفرج گريگوريوس بن هٰرون الملطي؛ تحقيق: أنطون صالحاني اليسوعي (1415هـ - 1994م). تاريخ مُختصر الدُول (ط. الثانية). بيروت - لُبنان: دار الرَّائد اللُّبناني. ص. 59 - 60. {{استشهاد بكتاب}}: تحقق من التاريخ في: |سنة= (مساعدة)
115. ↑  ابن العديم، كمالُ الدين عُمر بن أحمد بن هبة الله بن أبي جرادة العُقيلي؛ وضع حواشيه: خليل المنصور (1417هـ - 1996م). زبدة الحلب في تاريخ حلب، الجُزء الأوَّل (ط. الأولى). بيروت - لُبنان: دار الكُتب العلميَّة. ص. 124. {{استشهاد بكتاب}}: تحقق من التاريخ في: |سنة= (مساعدة)
116. ↑  الأنطاكي، يحيى بن سعيد (1990). تاريخ الأنطاكي. طرابُلس، لُبنان. ص. 87 - 88.{{استشهاد بكتاب}}:  صيانة الاستشهاد: مكان بدون ناشر (link)
117. ↑  ابن مسكويه، أبو علي أحمد بن مُحمَّد بن يعقوب؛ تحقيق: سيِّد كسروي حسن (1424هـ - 2003م). تجارب الأُمم وتعاقب الهمم، الجُزء الثاني (PDF) (ط. الأولى). بيروت - لُبنان: دار الكُتب العلميَّة. ص. 177. مؤرشف من الأصل (PDF) في 16 ديسمبر 2019. {{استشهاد بكتاب}}: تحقق من التاريخ في: |سنة= (مساعدة)
118. ↑  الأنطاكي، يحيى بن سعيد (1990). تاريخ الأنطاكي. طرابُلس، لُبنان. ص. 93.{{استشهاد بكتاب}}:  صيانة الاستشهاد: مكان بدون ناشر (link)
119. ↑  العريني، السيِّد الباز (1982). الدولة البيزنطية 323-1081م (ط. الأولى). بيروت - لُبنان: دار النهضة العربيَّة. ص. 447. {{استشهاد بكتاب}}: تحقق من التاريخ في: |سنة= (مساعدة)
120. ↑  ابن الأثير الجزري، عزُّ الدين أبي الحسن عليّ بن أبي الكرم الشيباني؛ تحقيق: أبو الفداء عبدُ الله القاضي (1407هـ - 1987م). الكامل في التاريخ، الجُزء السَّابع (ط. الأولى). بيروت - لُبنان: دار الكُتب العلميَّة. ص. 303. {{استشهاد بكتاب}}: تحقق من التاريخ في: |سنة= (مساعدة)
121. ↑  ابن مسكويه، أبو علي أحمد بن مُحمَّد بن يعقوب؛ تحقيق: سيِّد كسروي حسن (1424هـ - 2003م). تجارب الأُمم وتعاقب الهمم، الجُزء الثاني (PDF) (ط. الأولى). بيروت - لُبنان: دار الكُتب العلميَّة. ص. 190 - 191. مؤرشف من الأصل (PDF) في 16 ديسمبر 2019. {{استشهاد بكتاب}}: تحقق من التاريخ في: |سنة= (مساعدة)
122. ↑  الأزدي، علي بن ظافر بن الحُسين؛ تحقيق: تميمة الروَّاف (1405هـ - 1985م). أخبار الدولة الحمدانيَّة بِالموصل وحلب وديار بكر والثُغور (ط. الأولى). بيروت - لُبنان: دار حسَّان. ص. 37. {{استشهاد بكتاب}}: تحقق من التاريخ في: |سنة= (مساعدة)
123. ↑  ابن العديم، كمالُ الدين عُمر بن أحمد بن هبة الله بن أبي جرادة العُقيلي؛ وضع حواشيه: خليل المنصور (1417هـ - 1996م). زبدة الحلب في تاريخ حلب، الجُزء الأوَّل (ط. الأولى). بيروت - لُبنان: دار الكُتب العلميَّة. ص. 131 - 132. {{استشهاد بكتاب}}: تحقق من التاريخ في: |سنة= (مساعدة)
124. ↑  ابن مسكويه، أبو علي أحمد بن مُحمَّد بن يعقوب؛ تحقيق: سيِّد كسروي حسن (1424هـ - 2003م). تجارب الأُمم وتعاقب الهمم، الجُزء الثاني (PDF) (ط. الأولى). بيروت - لُبنان: دار الكُتب العلميَّة. ص. 192 - 193. مؤرشف من الأصل (PDF) في 16 ديسمبر 2019. {{استشهاد بكتاب}}: تحقق من التاريخ في: |سنة= (مساعدة)
125. ↑  طقُّوش، مُحمَّد سُهيل (1429هـ - 2008م). تاريخ الطولونيين والأخشيديين والحمدانيين (ط. الأولى). بيروت - لُبنان: دار النفائس. ص. 310. ISBN:9789953184562. {{استشهاد بكتاب}}: تحقق من التاريخ في: |سنة= (مساعدة)
126. ↑  ابن العبري، أبو الفرج گريگوريوس بن هٰرون الملطي؛ تحقيق: أنطون صالحاني اليسوعي (1415هـ - 1994م). تاريخ مُختصر الدُول (ط. الثانية). بيروت - لُبنان: دار الرَّائد اللُّبناني. ص. 64. {{استشهاد بكتاب}}: تحقق من التاريخ في: |سنة= (مساعدة)
127. ↑  الأنطاكي، يحيى بن سعيد (1990). تاريخ الأنطاكي. طرابُلس، لُبنان. ص. 113 - 114.{{استشهاد بكتاب}}:  صيانة الاستشهاد: مكان بدون ناشر (link)
128. ↑  ابن الأثير الجزري، عزُّ الدين أبي الحسن عليّ بن أبي الكرم الشيباني؛ تحقيق: أبو الفداء عبدُ الله القاضي (1407هـ - 1987م). الكامل في التاريخ، الجُزء السَّابع (ط. الأولى). بيروت - لُبنان: دار الكُتب العلميَّة. ص. 264 و271. {{استشهاد بكتاب}}: تحقق من التاريخ في: |سنة= (مساعدة)
129. ↑  الأزدي، علي بن ظافر بن الحُسين؛ تحقيق: تميمة الروَّاف (1405هـ - 1985م). أخبار الدولة الحمدانيَّة بِالموصل وحلب وديار بكر والثُغور (ط. الأولى). بيروت - لُبنان: دار حسَّان. ص. 39 - 40. {{استشهاد بكتاب}}: تحقق من التاريخ في: |سنة= (مساعدة)
130. ↑  ابن العديم، كمالُ الدين عُمر بن أحمد بن هبة الله بن أبي جرادة العُقيلي؛ وضع حواشيه: خليل المنصور (1417هـ - 1996م). زبدة الحلب في تاريخ حلب، الجُزء الأوَّل (ط. الأولى). بيروت - لُبنان: دار الكُتب العلميَّة. ص. 146. {{استشهاد بكتاب}}: تحقق من التاريخ في: |سنة= (مساعدة)
131. ↑  ابن مسكويه، أبو علي أحمد بن مُحمَّد بن يعقوب؛ تحقيق: سيِّد كسروي حسن (1424هـ - 2003م). تجارب الأُمم وتعاقب الهمم، الجُزء الثاني (PDF) (ط. الأولى). بيروت - لُبنان: دار الكُتب العلميَّة. ص. 255. مؤرشف من الأصل (PDF) في 16 ديسمبر 2019. {{استشهاد بكتاب}}: تحقق من التاريخ في: |سنة= (مساعدة)
132. ↑  طقُّوش، مُحمَّد سُهيل (1429هـ - 2008م). تاريخ الطولونيين والأخشيديين والحمدانيين (ط. الأولى). بيروت - لُبنان: دار النفائس. ص. 319. ISBN:9789953184562. {{استشهاد بكتاب}}: تحقق من التاريخ في: |سنة= (مساعدة)
133. ↑  ابن خلِّكان، أبو العبَّاس شمسُ الدين أحمد بن مُحمَّد بن إبراهيم بن أبي بكر البرمكي الإربلي؛ تحقيق: إحسان عبَّاس (1977). وفيَّات الأعيان وأنباء أبناء الزمان، الجُزء الثاني. بيروت - لُبنان: دار صادر. ص. 61. {{استشهاد بكتاب}}: تحقق من التاريخ في: |سنة= (مساعدة)
134. 1 2 3 4  ابن العديم، كمالُ الدين عُمر بن أحمد بن هبة الله بن أبي جرادة العُقيلي؛ وضع حواشيه: خليل المنصور (1417هـ - 1996م). زبدة الحلب في تاريخ حلب، الجُزء الأوَّل (ط. الأولى). بيروت - لُبنان: دار الكُتب العلميَّة. ص. 150 - 152. {{استشهاد بكتاب}}: تحقق من التاريخ في: |سنة= (مساعدة)
135. ↑  ابن الأثير الجزري، عزُّ الدين أبي الحسن عليّ بن أبي الكرم الشيباني؛ تحقيق: أبو الفداء عبدُ الله القاضي (1407هـ - 1987م). الكامل في التاريخ، الجُزء السَّابع (ط. الأولى). بيروت - لُبنان: دار الكُتب العلميَّة. ص. 294. {{استشهاد بكتاب}}: تحقق من التاريخ في: |سنة= (مساعدة)
136. ↑  ابن العديم، كمالُ الدين عُمر بن أحمد بن هبة الله بن أبي جرادة العُقيلي؛ وضع حواشيه: خليل المنصور (1417هـ - 1996م). زبدة الحلب في تاريخ حلب، الجُزء الأوَّل (ط. الأولى). بيروت - لُبنان: دار الكُتب العلميَّة. ص. 159. {{استشهاد بكتاب}}: تحقق من التاريخ في: |سنة= (مساعدة)
137. ↑  ابن العديم، كمالُ الدين عُمر بن أحمد بن هبة الله بن أبي جرادة العُقيلي؛ وضع حواشيه: خليل المنصور (1417هـ - 1996م). زبدة الحلب في تاريخ حلب، الجُزء الأوَّل (ط. الأولى). بيروت - لُبنان: دار الكُتب العلميَّة. ص. 159 - 160. {{استشهاد بكتاب}}: تحقق من التاريخ في: |سنة= (مساعدة)
138. ↑  طقُّوش، مُحمَّد سُهيل (1429هـ - 2008م). تاريخ الطولونيين والأخشيديين والحمدانيين (ط. الأولى). بيروت - لُبنان: دار النفائس. ص. 322. ISBN:9789953184562. {{استشهاد بكتاب}}: تحقق من التاريخ في: |سنة= (مساعدة)
139. ↑  ابن تغري بردي، أبو المحاسن جمالُ الدين يُوسُف بن تغري بردي بن عبد الله الظاهري الحنفي؛ قدَّم لهُ وعلَّق عليه: مُحمَّد حُسين شمسُ الدين (1413هـ - 1992م). النُجوم الزاهرة في مُلوك مصر والقاهرة، الجُزء الرابع (ط. الأولى). بيروت - لُبنان: دار الكُتب العلميَّة. ص. 21. {{استشهاد بكتاب}}: تحقق من التاريخ في: |سنة= (مساعدة)
140. ↑  الأزدي، علي بن ظافر بن الحُسين؛ تحقيق: تميمة الروَّاف (1405هـ - 1985م). أخبار الدولة الحمدانيَّة بِالموصل وحلب وديار بكر والثُغور (ط. الأولى). بيروت - لُبنان: دار حسَّان. ص. 50. {{استشهاد بكتاب}}: تحقق من التاريخ في: |سنة= (مساعدة)
141. ↑  الأنطاكي، يحيى بن سعيد (1990). تاريخ الأنطاكي. طرابُلس، لُبنان. ص. 194 - 195.{{استشهاد بكتاب}}:  صيانة الاستشهاد: مكان بدون ناشر (link)
142. ↑  الأزدي، علي بن ظافر بن الحُسين؛ تحقيق: تميمة الروَّاف (1405هـ - 1985م). أخبار الدولة الحمدانيَّة بِالموصل وحلب وديار بكر والثُغور (ط. الأولى). بيروت - لُبنان: دار حسَّان. ص. 51. {{استشهاد بكتاب}}: تحقق من التاريخ في: |سنة= (مساعدة)
143. ↑  ابن العديم، كمالُ الدين عُمر بن أحمد بن هبة الله بن أبي جرادة العُقيلي؛ وضع حواشيه: خليل المنصور (1417هـ - 1996م). زبدة الحلب في تاريخ حلب، الجُزء الأوَّل (ط. الأولى). بيروت - لُبنان: دار الكُتب العلميَّة. ص. 163. {{استشهاد بكتاب}}: تحقق من التاريخ في: |سنة= (مساعدة)
144. 1 2 3  ابن الأثير الجزري، عزُّ الدين أبي الحسن عليّ بن أبي الكرم الشيباني؛ تحقيق: أبو الفداء عبدُ الله القاضي (1407هـ - 1987م). الكامل في التاريخ، الجُزء السَّابع (ط. الأولى). بيروت - لُبنان: دار الكُتب العلميَّة. ص. 422 - 423، و447 - 448. {{استشهاد بكتاب}}: تحقق من التاريخ في: |سنة= (مساعدة)
145. ↑  ابن القَلانسي، أبو يعلى حمزة بن أسد بن عليّ بن مُحمَّد التميمي الدمشقي (1908). تاريخ دمشق 360 - 555هـ (PDF). بيروت - ولاية بيروت، الدولة العثمانية. ص. 34 - 38. مؤرشف من الأصل (PDF) في 17 مايو 2020. {{استشهاد بكتاب}}: تحقق من التاريخ في: |سنة= (مساعدة)
146. ↑  الأزدي، علي بن ظافر بن الحُسين؛ تحقيق: تميمة الروَّاف (1405هـ - 1985م). أخبار الدولة الحمدانيَّة بِالموصل وحلب وديار بكر والثُغور (ط. الأولى). بيروت - لُبنان: دار حسَّان. ص. 53 - 55. {{استشهاد بكتاب}}: تحقق من التاريخ في: |سنة= (مساعدة)
147. ↑  ابن الأثير الجزري، عزُّ الدين أبي الحسن عليّ بن أبي الكرم الشيباني؛ تحقيق: أبو الفداء عبدُ الله القاضي (1407هـ - 1987م). الكامل في التاريخ، الجُزء السَّابع (ط. الأولى). بيروت - لُبنان: دار الكُتب العلميَّة. ص. 449 - 450. {{استشهاد بكتاب}}: تحقق من التاريخ في: |سنة= (مساعدة)
148. ↑  ابن العديم، كمالُ الدين عُمر بن أحمد بن هبة الله بن أبي جرادة العُقيلي؛ وضع حواشيه: خليل المنصور (1417هـ - 1996م). زبدة الحلب في تاريخ حلب، الجُزء الأوَّل (ط. الأولى). بيروت - لُبنان: دار الكُتب العلميَّة. ص. 168. {{استشهاد بكتاب}}: تحقق من التاريخ في: |سنة= (مساعدة)
149. ↑  الأزدي، علي بن ظافر بن الحُسين؛ تحقيق: تميمة الروَّاف (1405هـ - 1985م). أخبار الدولة الحمدانيَّة بِالموصل وحلب وديار بكر والثُغور (ط. الأولى). بيروت - لُبنان: دار حسَّان. ص. 57. {{استشهاد بكتاب}}: تحقق من التاريخ في: |سنة= (مساعدة)
150. 1 2  الأنطاكي، يحيى بن سعيد (1990). تاريخ الأنطاكي. طرابُلس، لُبنان. ص. 325 - 326.{{استشهاد بكتاب}}:  صيانة الاستشهاد: مكان بدون ناشر (link)
151. ↑  أبو الفداء، إسماعيل بن علي بن محمود الأيُّوبي. المُختصر في أخبار البشر (PDF). القاهرة - مصر: المطبعة الحُسينيَّة المصريَّة. ج. الجُزء الثاني. ص. 189 - 190. مؤرشف من الأصل (PDF) في 16 ديسمبر 2019. اطلع عليه بتاريخ 11 نيسان (أبريل) 2019. {{استشهاد بكتاب}}: تحقق من التاريخ في: |تاريخ الوصول= (مساعدة)
152. ↑  ابن شدَّاد، أبو المحاسن بهاءُ الدين يُوسُف بن رافع بن تميم الأسدي المُوصلِّي؛ تحقيق: يحيى زكريَّا عبارة (1991). الأعلاق الخطيرة في ذكر أُمراء الشَّام والجزيرة (PDF) (ط. الأولى). دمشق - سوريا: وزارة الثقافة السُوريَّة. ص. 311. مؤرشف من الأصل (PDF) في 11 أبريل 2019. اطلع عليه بتاريخ 11 نيسان (أبريل) 2019. {{استشهاد بكتاب}}: تحقق من التاريخ في: |تاريخ الوصول= و|سنة= (مساعدة)
153. ↑  العتباني، طاهر (13 ذو القعدة 1430هـ - 1 تشرين الثاني (نوڤمبر) 2009م). "تاريخ الشيعة". شبكة الألوكة. مؤرشف من الأصل في 22 أكتوبر 2017. اطلع عليه بتاريخ 2 تشرين الثاني (نوڤمبر) 2016م. {{استشهاد ويب}}: تحقق من التاريخ في: |تاريخ الوصول= و|تاريخ= (مساعدة)
154. ↑  العطَّار، رضا. "أضواء على الدولة الحمدانية – الحلقه الأولى: مقتبس من (الحضارة الانسانية) لمؤلفه آدم منز". مؤرشف من الأصل في 3 أكتوبر 2018. اطلع عليه بتاريخ 2 تشرين الثاني (نوڤمبر) 2016م. {{استشهاد ويب}}: تحقق من التاريخ في: |تاريخ الوصول= (مساعدة)
155. ↑  ابن مسكويه، أبو علي أحمد بن مُحمَّد بن يعقوب؛ تحقيق: سيِّد كسروي حسن (1424هـ - 2003م). تجارب الأُمم وتعاقب الهمم، الجُزء الثاني (PDF) (ط. الأولى). بيروت - لُبنان: دار الكُتب العلميَّة. ص. 38. مؤرشف من الأصل (PDF) في 16 ديسمبر 2019. {{استشهاد بكتاب}}: تحقق من التاريخ في: |سنة= (مساعدة)
156. ↑  السَّامر، فيصل (1970). الدولة الحمدانية في الموصل وحلب، الجُزء الأوَّل (ط. الأولى). بغداد - العراق: مطبعة الأمان. ص. 245. {{استشهاد بكتاب}}: تحقق من التاريخ في: |سنة= (مساعدة)
157. ↑  طقُّوش، مُحمَّد سُهيل (1429هـ - 2008م). تاريخ الطولونيين والأخشيديين والحمدانيين (ط. الأولى). بيروت - لُبنان: دار النفائس. ص. 233. ISBN:9789953184562. {{استشهاد بكتاب}}: تحقق من التاريخ في: |سنة= (مساعدة)
158. 1 2  "الدولة الحمدانية". قصة الإسلام. 16 تمُّوز (يوليو) 2008م. مؤرشف من الأصل في 11 ديسمبر 2016. اطلع عليه بتاريخ 2 تشرين الثاني (نوڤمبر) 2016م. {{استشهاد ويب}}: تحقق من التاريخ في: |تاريخ الوصول= و|تاريخ= (مساعدة)
159. ↑  ابن مسكويه، أبو علي أحمد بن مُحمَّد بن يعقوب؛ تحقيق: سيِّد كسروي حسن (1424هـ - 2003م). تجارب الأُمم وتعاقب الهمم، الجُزء الثاني (PDF) (ط. الأولى). بيروت - لُبنان: دار الكُتب العلميَّة. ص. 31. مؤرشف من الأصل (PDF) في 16 ديسمبر 2019. {{استشهاد بكتاب}}: تحقق من التاريخ في: |سنة= (مساعدة)
160. ↑  الصولي، أبو بكر مُحمَّد بن يحيى بن عبد الله؛ تحقيق: جـ. هيورث دن (1399هـ - 1979م). أخبار الراضي بالله والمتقي لله (ط. الثانية). بيروت - لُبنان: دار المسيرة. ص. 238 و241. مؤرشف من الأصل في 16 ديسمبر 2019. {{استشهاد بكتاب}}: تحقق من التاريخ في: |سنة= (مساعدة)
161. ↑  الصولي، أبو بكر مُحمَّد بن يحيى بن عبد الله؛ تحقيق: جـ. هيورث دن (1399هـ - 1979م). أخبار الراضي بالله والمتقي لله (ط. الثانية). بيروت - لُبنان: دار المسيرة. ص. 234. مؤرشف من الأصل في 16 ديسمبر 2019. {{استشهاد بكتاب}}: تحقق من التاريخ في: |سنة= (مساعدة)
162. 1 2 3 4  قجَّة، مُحمَّد (29 آب (أغسطس) 2005م). "العمارة في عصر سيف الدولة الحمداني". الجماهير: نبض حلب، العدد: 11910. مؤرشف من الأصل في 23 نوفمبر 2016. اطلع عليه بتاريخ 2 تشرين الثاني (نوڤمبر) 2016م. {{استشهاد ويب}}: تحقق من التاريخ في: |تاريخ الوصول= و|تاريخ= (مساعدة)
163. ↑  العاملي، السیِّد حسین یوسف مکِّي، تاریخ مشهد الإمام الحسین (علیه السلام) فی حلب، مجلة: الموسم، السنة 1413، صفحة: 126-128. نسخة محفوظة 27 مارس 2020 على موقع واي باك مشين.
164. ↑  كامِل الغَزِّي، نهر الذهب في تاريخ حلب، الجزء: 2 صفحة: 212. نسخة محفوظة 28 سبتمبر 2018 على موقع واي باك مشين.
165. ↑  الشیخ مُحمَّد صادق مُحمَّّد الکرباسي، تاريخ المراقد (الحسين وأهل بيته وأنصاره)، الجزء السادس، صفحة: 116. نسخة محفوظة 15 ديسمبر 2019 على موقع واي باك مشين.
166. 1 2  قجَّة، مُحمَّد (2 كانون الأوَّل (ديسمبر) 2010م). "العمارة في عصر سيف الدولة الحمداني". مجلَّة الباحثون العدد 42. مؤرشف من الأصل في 23 نوفمبر 2016. اطلع عليه بتاريخ 2 تشرين الثاني (نوڤمبر) 2016م. {{استشهاد ويب}}: تحقق من التاريخ في: |تاريخ الوصول= و|تاريخ= (مساعدة)
167. ↑  "العُصُور التي تعاقبت على العلويين". المكتبة الإسلاميَّة العلويَّة. مؤرشف من الأصل في 22 أبريل 2018. اطلع عليه بتاريخ 27 تشرين الثاني (نوڤمبر) 2016م. {{استشهاد ويب}}: تحقق من التاريخ في: |تاريخ الوصول= (مساعدة)
168. 1 2  الشُمَّري، علي (شعبان - رمضان 1420هـ). "الدولة الحمدانية في الموصل وحلب". سلسلة دول الشيعة (4). مجلَّة النبأ، العدد 39 - 40. مؤرشف من الأصل في 23 مارس 2018. اطلع عليه بتاريخ 27 تشرين الثاني (نوڤمبر) 2016م. {{استشهاد ويب}}: تحقق من التاريخ في: |تاريخ الوصول= (مساعدة)
169. ↑  سمَّان، نجمُ الدين (31 آب (أغسطس) 2016م). "حلب.. ما بين طُغاتِهَا وغُزَاتِها". شبكة جيرون. مؤرشف من الأصل في 27 نوفمبر 2016. اطلع عليه بتاريخ 27 تشرين الثاني (نوڤمبر) 2016م. {{استشهاد ويب}}: تحقق من التاريخ في: |تاريخ الوصول= و|تاريخ= (مساعدة)
170. ↑  الطبَّاخ الحلبي، مُحمَّد راغب بن محمود بن هشام؛ تنقيح: مُحمَّد كمال (1408هـ - 1988م). إعلام النُبلاء بتاريخ حلب الشهباء (ط. الثانية). حلب - سوريا: دار القلم العربي. ص. 249 - 253. مؤرشف من الأصل في 16 ديسمبر 2019. {{استشهاد بكتاب}}: تحقق من التاريخ في: |سنة= (مساعدة)
171. ↑  البالي الغُزّي الحلبي، كامل بن حسين بن محمد بن مصطفى (1419هـ). نهر الذهب في تاريخ حلب (ط. الثانية). حلب - سوريا: دار القلم العربي. ص. 155. مؤرشف من الأصل في 11 أبريل 2017. اطلع عليه بتاريخ أكتوبر 2020. {{استشهاد بكتاب}}: تحقق من التاريخ في: |تاريخ الوصول= و|سنة= (مساعدة)
172. ↑  نصر الله، إبراهيم (1403هـ - 1983م). حلب والتشيُّع (ط. الطبعة الأولى). بيروت - لُبنان: دار الوفاء. ص. 25. {{استشهاد بكتاب}}: تحقق من التاريخ في: |سنة= (مساعدة)
173. ↑  العاصي، هاشم أحمد (29 كانون الثاني (يناير) 2007م). "الشيعة الحمدانيون والواقع المعاصر". مجلَّة دُنيا الوطن. ص. 3. مؤرشف من الأصل في 27 نوفمبر 2016. اطلع عليه بتاريخ 27 تشرين الثاني (نوڤمبر) 2016م. {{استشهاد ويب}}: تحقق من التاريخ في: |تاريخ الوصول= و|تاريخ= (مساعدة)
174. ↑  نصر الله، إبراهيم (1403هـ - 1983م). حلب والتشيُّع (ط. الطبعة الأولى). بيروت - لُبنان: دار الوفاء. ص. 33 و83. {{استشهاد بكتاب}}: تحقق من التاريخ في: |سنة= (مساعدة)
175. ↑  زيتون، جوزيف (23 أيَّار (مايو) 2016م). "آثارنا المسيحية: دير القديس سمعان العمودي". مؤرشف من الأصل في 6 أكتوبر 2018. اطلع عليه بتاريخ 27 تشرين الثاني (نوڤمبر) 2016م. {{استشهاد ويب}}: تحقق من التاريخ في: |تاريخ الوصول= و|تاريخ= (مساعدة)
176. 1 2  أيُّوب، إبراهيم رزق الله (2001). التاريخ العبَّاسي السياسي والحضاري (ط. الأولى). بيروت - لُبنان: الشركة العالميَّة لِلكتاب. ص. 175. ISBN:1552065308. {{استشهاد بكتاب}}: تحقق من التاريخ في: |سنة= (مساعدة)
177. 1 2  طقُّوش، مُحمَّد سُهيل (1429هـ - 2008م). تاريخ الطولونيين والأخشيديين والحمدانيين (ط. الأولى). بيروت - لُبنان: دار النفائس. ص. 287. ISBN:9789953184562. {{استشهاد بكتاب}}: تحقق من التاريخ في: |سنة= (مساعدة)
178. ↑  ابن العديم، كمالُ الدين عُمر بن أحمد بن هبة الله بن أبي جرادة العُقيلي؛ وضع حواشيه: خليل المنصور (1417هـ - 1996م). زبدة الحلب في تاريخ حلب، الجُزء الأوَّل (ط. الأولى). بيروت - لُبنان: دار الكُتب العلميَّة. ص. 130. {{استشهاد بكتاب}}: تحقق من التاريخ في: |سنة= (مساعدة)

### بِلُغاتٍ أجنبيَّة
1. ↑  Kennedy، Hugh N. (2004). The Prophet and the Age of the Caliphates: The Islamic Near East from the 6th to the 11th Century (ط. الثانية). Harlow, UK: Pearson Education Ltd. ص. 265–266. ISBN:0-582-40525-4. مؤرشف من الأصل في 2019-08-27.
2. ↑  Fields، Philip M. (1987). The History of al-Ṭabarī, Volume XXXVII: The ʿAbbāsid Recovery. The War Against the Zanj Ends, A.D. 879–893/A.H. 266–279. Albany, New York: State University of New York Press. ص. 7. ISBN:0-88706-053-6. مؤرشف من الأصل في 2016-04-29.
3. ↑  Canard، Marius (1997). "ʿĪsā b. al-S̲h̲ayk̲h̲". The Encyclopedia of Islam, New Edition, Volume IV: Ira–Kha. Leiden and New York: BRILL. ص. 89. ISBN:90-04-05745-5. مؤرشف من الأصل في 14 أبريل 2020. اطلع عليه بتاريخ أكتوبر 2020. {{استشهاد بموسوعة}}: تحقق من التاريخ في: |تاريخ الوصول= (مساعدة)
4. ↑  Kennedy، Hugh N. (2004). The Prophet and the Age of the Caliphates: The Islamic Near East from the 6th to the 11th Century (ط. الثانية). Harlow, UK: Pearson Education Ltd. ص. 266. ISBN:0-582-40525-4. مؤرشف من الأصل في 2019-08-27.
5. ↑  Canard، Marius (1986). "Ḥusayn b. Ḥamdān". The Encyclopedia of Islam, New Edition, Volume III: H–Iram. Leiden and New York: BRILL. ص. 619–620. ISBN:90-04-09419-9. مؤرشف من الأصل في 24 فبراير 2015. اطلع عليه بتاريخ أكتوبر 2020. {{استشهاد بموسوعة}}: تحقق من التاريخ في: |تاريخ الوصول= (مساعدة)
6. ↑  Kennedy، Hugh N. (2004). The Prophet and the Age of the Caliphates: The Islamic Near East from the 6th to the 11th Century (ط. الثانية). Harlow, UK: Pearson Education Ltd. ص. 267. ISBN:0-582-40525-4. مؤرشف من الأصل في 2019-08-27.
7. ↑  Bianquis، Thierry (1997). "Sayf al-Dawla". The Encyclopedia of Islam, New Edition, Volume IX: San–Sze. Leiden and New York: BRILL. ص. 104. ISBN:90-04-09419-9. مؤرشف من الأصل في 2020-04-14.
8. ↑  Canard، Marius (1986). "Ḥamdānids". The Encyclopedia of Islam, New Edition, Volume III: H–Iram. Leiden and New York: BRILL. ص. 129. ISBN:90-04-09419-9. مؤرشف من الأصل في 2019-03-24.
9. ↑  Bianquis، Thierry (1997). "Sayf al-Dawla". The Encyclopedia of Islam, New Edition, Volume IX: San–Sze. Leiden and New York: BRILL. ص. 115. ISBN:90-04-09419-9. مؤرشف من الأصل في 2020-04-14.
10. ↑  Bianquis، Thierry (1997). "Sayf al-Dawla". The Encyclopedia of Islam, New Edition, Volume IX: San–Sze. Leiden and New York: BRILL. ص. 113. ISBN:90-04-09419-9. مؤرشف من الأصل في 2020-04-14.
11. ↑  Kennedy، Hugh N. (2004). The Prophet and the Age of the Caliphates: The Islamic Near East from the 6th to the 11th Century (ط. الثانية). Harlow, UK: Pearson Education Ltd. ص. 273. ISBN:0-582-40525-4. مؤرشف من الأصل في 2019-08-27.
12. ↑  Rambaud، Alfred (1870). L'Empire grec au dixième siècle; Constantin Porphyrogénète. Paris A. Franck. ص. 39. مؤرشف من الأصل في 2020-01-08.
13. ↑  Canard، Marius (1986). "Ḥamdānids". The Encyclopedia of Islam, New Edition, Volume III: H–Iram. Leiden and New York: BRILL. ص. 772. ISBN:90-04-09419-9. مؤرشف من الأصل في 2019-03-24.
14. ↑  Rambaud، Alfred (1870). L'Empire grec au dixième siècle; Constantin Porphyrogénète. Paris A. Franck. ص. 426. مؤرشف من الأصل في 2020-01-08.
15. ↑  Humphreys، Stephen (2010). "Syria". في Robinson، Charles F. (المحرر). The New Cambridge History of Islam, Volume I: The Formation of the Islamic World, Sixth to Eleventh Centuries. Cambridge and New York: Cambridge University Press. ص. 538. ISBN:978-0-521-83823-8.
16. ↑  The description of this ceremony survives in De Ceremoniis, 2.19. McCormick (1990), pp. 159–163
17. ↑  Un empereur byzantin au dixieme siecle: Nicephore Phocas. p 251 نسخة محفوظة 04 أغسطس 2016 على موقع واي باك مشين.
18. ↑  Bianquis، Thierry (1997). "Sayf al-Dawla". The Encyclopedia of Islam, New Edition, Volume IX: San–Sze. Leiden and New York: BRILL. ص. 108–109. ISBN:90-04-09419-9. مؤرشف من الأصل في 2020-04-14.
19. ↑  Kennedy، Hugh N. (2004). The Prophet and the Age of the Caliphates: The Islamic Near East from the 6th to the 11th Century (ط. الثانية). Harlow, UK: Pearson Education Ltd. ص. 280. ISBN:0-582-40525-4. مؤرشف من الأصل في 2019-08-27.
20. ↑  El Tayib، Abdullah (1990). "Abū Firās al-Ḥamdānī". في Ashtiany، Julia؛ Johnstone، T. M.؛ Latham، J. D.؛ Serjeant، R. B.؛ Smith، G. Rex (المحررون). ʿAbbasid Belles-Lettres. Cambridge: Cambridge University Press. ص. 326. ISBN:0-521-24016-6.
21. ↑  Kazhdan، Alexander Petrovich [بالإنجليزية]، المحرر (1991). The Oxford Dictionary of Byzantium. New York and Oxford: Oxford University Press. ص. 317–318. ISBN:978-0-19-504652-6.
22. ↑  Whittow، Mark (1996). The Making of Byzantium, 600–1025. Berkeley and Los Angeles, California: University of California Press. ص. 353. ISBN:0-520-20496-4. مؤرشف من الأصل في 2019-08-18.
23. ↑  Canard، Marius (1986b). "Luʾluʾ". The Encyclopedia of Islam, New Edition, Volume V: Khe–Mahi. Leiden and New York: BRILL. ص. 820. ISBN:90-04-07819-3. مؤرشف من الأصل في 2016-08-15.
24. ↑  Un empereur byzantin au dixieme siecle: Nicephore Phocas. p 210 - 211 نسخة محفوظة 04 أغسطس 2016 على موقع واي باك مشين.
25. ↑  Un empereur byzantin au dixieme siecle: Nicephore Phocas. p 224 نسخة محفوظة 04 أغسطس 2016 على موقع واي باك مشين.

## وصلات خارجيَّة
- الحمدانيون (317 - 406هـ \ 929 - 1015م). أمراء الثُغُور الأشاوس. إعداد رحاب مُحمَّد فقيه، الجامعة اللُبنانيَّة.
- الحمدانيون والمُقاطعات الجنوبيَّة ـ الغربيَّة لِأرمينيا. مُلحق أزتاك العربي لِلشُؤون الأرمنيَّة.
- هل تُعيد إيران إحياء الدولة الحمدانيَّة بين الموصل وحلب؟ الاتحاد پرس، بِقلم عبد الوهَّاب عاصي.